# Voyage du Commodore Anson
Guerre de l'oreille de Jenkins
Batailles
- Portobelo
- 8 avril 1740
- Fort Mose (en)
- Saint Augustine
- Expédition Anson
- Carthagène des Indes
- Santiago de Cuba (1re)
- Géorgie
- La Guaira (en)
- Puerto Cabello (en)
- Cape Sicié
- Panama
- Bloody Marsh
- Bahamas
- Glorioso
- 18 mars 1748
- Santiago de Cuba (2e) (en)
- La Havane

Le voyage du Commodore Anson est une circumnavigation autour du monde durant le XVIIIe siècle. En 1740, pendant la guerre de l'oreille de Jenkins qui opposa la Grande-Bretagne et l’Espagne de 1739 à 1748, le Commodore George Anson reçut du roi Georges II le commandement d’une escadre, avec la mission d’aller harceler les colonies espagnoles de l’océan Pacifique, et si possible de capturer le galion de Manille. Anson passa dans le Pacifique par le cap Horn, remonta le long des côtes de l’Amérique du Sud, puis traversa le Pacifique jusqu’à Macao. Il captura le galion de Manille près des côtes des Philippines, et revint en Grande-Bretagne (en 1744) par le cap de Bonne-Espérance.
Son exploit maritime est assombri par les pertes humaines que ses équipages subirent (seulement 188 hommes revinrent sur les 2 000 environ qui avaient pris la mer), mais il annonce la suprématie maritime du Royaume-Uni, dont Anson sera un promoteur actif.

## Préambule

### L’empire colonial de l’Espagne
Les richesses de l’empire colonial de l’Espagne en Amérique excitaient l’envie de toute l’Europe. Au Potosi (dans l’actuelle cordillère bolivienne), au Pérou (dans le Cerro de Pasco), au Mexique (à San Luis Potosí, à Zacatecas, à Guanajuato), d’énormes quantités de minerai d’or et surtout d’argent étaient extraites par les indiens astreints au travail forcé : la mita, la corvée inca avaient été aggravée par les nouveaux maîtres. Accidents du travail, effondrements des galeries, pathologies respiratoires, épuisement des organismes, consomption et désespoir entraînaient une effroyable mortalité des peones indigènes, véritable génocide avant la lettre.
La mortalité la plus effroyable sévissait dans les mines de Villarica de Oropesa (aujourd’hui Huancavelica) : on en extrayait le mercure, métal hautement toxique, qui servait à amalgamer les métaux précieux. Le métal était raffiné et fondu en lingots dans des ateliers rudimentaires par des esclaves noirs qui étaient réputés être les seuls à pouvoir à la fois survivre aux conditions de travail (émanations toxiques et chaleur des fourneaux), et exercer une activité d’un certain niveau technique, exigeant de plus application et docilité. Les lingots transitaient ensuite (à dos d’homme, de mules ou de lamas) par un réseau complexe de pistes (dont le Camino del Inca), descendaient jusqu’à la mer, étaient chargés dans les ports en particulier Veracruz (sur la côte du golfe de Campêche et Carthagène des Indes (en Nouvelle-Grenade), puis centralisés à La Havane avant d’être convoyés en Espagne par les galions.
Une autre route commerciale faisait passer les marchandises de luxe produites en Asie (soieries, toiles d’indiennes, ivoires ciselés, meubles laqués, porcelaines chinoises…) du Pacifique à la mer des Caraïbes : amenées par galion de Manille à Acapulco, elles étaient transportées à travers l’isthme de Tehuantepec, rejoignaient les convois d’argent mexicain, puis descendaient jusqu’au port de Vera-Cruz. En retour les commerçants de Manille étaient payé en or et argent provenant des colonies sud-américaines.
De plus, leurs colonies fournissaient à l’Espagne les denrées coloniales de luxe dont tout l’Ancien Monde était avide : sucre de canne, tabac, épices et teintures (bois de brazil, indigo, bois de campêche…).
Les Espagnols avaient un besoin constant d’importer de grandes quantités d’esclaves d’origine africaine, car le travail forcé dans les plantations et surtout dans les mines tuait les indiens par milliers. Or les Espagnols ne pratiquaient pas eux-mêmes la traite des noirs : ils se fournissaient en esclaves auprès d’autres nations européennes (France, Portugal, Grande-Bretagne), qui se disputaient cette activité très lucrative. En 1713, lors de la signature du traité d’Utrecht, c’est la South Seas Company (Compagnie des mers du Sud) britannique qui avait obtenu de l’Espagne l’asiento, le privilège du monopole d’importation des esclaves pour les colonies espagnoles.
L’exportation des denrées coloniales, et l’importation dans les colonies espagnoles de marchandises manufacturées d’origine étrangère avait été aussi très sévèrement contingentées par la mère patrie qui s’en réservait les droits. C’était aussi le cas du commerce entre les différentes colonies espagnoles comme les Philippines et Les colonies d’Amérique du Sud.
Cependant la Grande-Bretagne avait obtenu aussi le droit d’envoyer un seul navire (le navio de permiso), une fois par an, commercer avec les colonies espagnoles. Bien entendu, la contrebande se développa, attribuée soit aux bateaux négriers qui tentaient de décharger des marchandises britanniques en sus des esclaves, soit au tout venant des bateaux de marchandises britanniques. Les incidents entre les garde-côtes espagnols et les bateaux britanniques se multiplièrent, jusqu’à ce que, saisissant un prétexte dérisoire, la fameuse « Oreille de Jenkins », la Grande-Bretagne déclare en 1739 la guerre à l’Espagne : tous les efforts des premiers ministres José Patiño Rosales (mort en 1736) et Robert Walpole pour préserver leurs peuples de la guerre étaient ruinés.
La guerre de l’oreille de Jenkins commença par une mise en pratique de la politique de la canonnière : une escadre britannique, six bateaux de guerre sous l’amiral Edward Vernon, alla s’embosser devant le petit port de Porto Bello (sur l’actuelle côte du Panamá) et bombarda à loisir la bourgade mal défendue et prise au dépourvu. Puis les Marines britanniques débarquèrent, et la mirent à sac. La destruction de Porto Bello déclencha une étonnante euphorie générale en Grande-Bretagne, et il fut décidé en haut-lieu de continuer à frapper les Espagnols, non seulement dans les Caraïbes (en envahissant la Floride et le grand port de Carthagène des Indes) mais aussi dans le Pacifique, en passant par le cap Horn.

### Désignation du capitaine George Anson
George Anson, esquire, né en 1697 au manoir de Shugborough (Staffordshire), était un marin habile et un homme de guerre reconnu : ayant servi en Méditerranée, puis en mer du Nord, il avait de 1724 à 1735, mené trois expéditions en Caroline du Sud (où il avait fondé une ville qui portait son nom, et affronté les Espagnols de la Floride voisine), et il croisait pour lors dans l’Atlantique, face à l’Afrique, à bord de son HMS Centurion. Doté d’une belle prestance et d’un grand ascendant naturel, ayant la réputation d’avoir toujours the luck on his side (d’être « un veinard »), il était adoré de ses hommes dont il savait exiger le maximum. De plus il était bien en cour. Lord Charles Wager le convoqua à Londres, dans son bureau de l’Amirauté, et lui exposa le plan destiné à porter encore un coup aux intérêts espagnols : Anson emmènerait en grand secret une escadre dans l’océan Indien, par le cap de Bonne-Espérance ; ensuite il ferait sa jonction au large de Manille avec une autre escadre partie par le Horn, et à eux deux captureraient Manille, et en feraient un port britannique.
Ce plan ambitieux fut modifié par la suite : une seule escadre partirait vers le Pacifique, et par le Horn, sous la direction de Anson, qui serait nommé Commodore.
Le projet fut abondamment discuté en haut lieu. Ceux qui étaient partisans d’envoyer une expédition dans le Pacifique rappelaient que l’attaque de Porto Bello avait poussé les Espagnols à utiliser plus souvent la route sud, par le cap Horn, pour leurs transferts de métaux précieux. C’est dans le Pacifique aussi qu’on pouvait rencontrer le fameux galion de Manille. Et à tous ces profits espérés, ne pourrait-on pas, en emportant une cargaison de marchandises, ajouter encore ceux du commerce ?
Par ailleurs le harcèlement des colonies espagnoles du Pacifique avait déjà été réalisé avec succès au temps de la reine Élisabeth Ire, on se remémorait avec fierté les précurseurs.

#### Les précurseurs
Avant cela, deux corsaires anglais circumnavigateurs avaient franchi le cap Horn, écumé les comptoirs espagnols d’Amérique latine le long du Pacifique, traversé ensuite l’océan Pacifique d’est en ouest, et passé le cap de Bonne-Espérance pour revenir en Angleterre :
- Francis Drake, parti en 1577 revint en 1580 sur sa Golden Hind (Biche d’or) chargée à couler de richesses, et fut accablé d’honneurs par Élisabeth Ire. Il avait découvert une mer vide de terres (sinon d’icebergs) dans les Soixantièmes hurlants, entre la Terre de Feu et l’Antarctique (la mer de Drake), pillé à satiété les colonies espagnoles, remonté probablement jusqu’à Vancouver, capturé deux galions espagnols dans le Pacifique, mais manqué cependant le galion de Manille. Il se rattrapa en prenant Carthagène des Indes (en 1586), et par un coup d’audace alors que l’Espagne armait son Invincible Armada : en 1587 il osa débarquer à Cadix, mit la ville à sac[2], et prit un énorme butin en métaux précieux qui venait juste d’être déchargé des galions espagnols. Puis il contribua en 1588 à démanteler l’Invincible Armada. Reparti une fois de plus contre les Espagnols, il mourut en 1596 de dysenterie au large de Porto Bello qu’il voulait envahir.
- Thomas Cavendish suivit le sillage de Drake une dizaine d’années plus tard, mais il rencontra quant à lui le galion de Manille en 1587 au Cabo San Lucas, en vue du port d’Acapulco. Le butin de la Santa Anna fut, entre autres, de près d’un million deux cent mille pièces d’or. Cavendish passa lui aussi par le cap de Bonne-Espérance et revint en Angleterre (en 1588), sur le Désir entièrement gréé de soie de Chine. Lui aussi mourut dans les mers du Sud, mais face aux côtes du Brésil, en 1592.

Après Drake et Cavendish, au temps du roi Jacques Ier, successeur d’Élisabeth, un flibustier fit aussi le tour du monde, William Dampier (1652-1715). Il pilla les villes côtières du Pacifique et revint en Angleterre en 1691, avant de repartir dans les mers du Sud. Il ne fut pas seulement un pirate, mais aussi un explorateur, un géographe, et un écrivain.
Par ailleurs Drake et Cavendish eurent un émule en Hollande, Olivier van Noort, qui suivit exactement leur route et leur façon de faire, et paracheva le quatrième tour du monde en 1601.
Bien que chaque nation ait cherché à garder le secret sur ses découvertes, Anson ne pouvait ignorer qu’en 1642-43 un Hollandais, Tasman, avait touché la « terre de Van Diemen » (la future Tasmanie), les Fidji, et la Nouvelle-Zélande alors que le voyage d’exploration d’un autre Hollandais, Jacob Roggeveen parti en août 1721 pour le compte de la Compagnie néerlandaise des Indes occidentales resta longtemps ignoré. Roggeveen, après un large contournement du Horn digne de Drake (il alla jusqu’au 60° sud), toucha le Chili, puis fit route à l’ouest jusqu’à découvrir, le 6 avril 1722, dimanche de Pâques, une île où se dressaient plus de 800 statues monumentales, et qu'il nomma Isla de Pascua (île de Pâques). Roggeveen toucha ensuite les Tuamotu, les Samoa, les Salomon, la Nouvelle-Guinée. Son tour du monde fut interrompu par les Hollandais eux-mêmes : ils l’internèrent à Batavia et séquestrèrent ses navires. Il revint seul en Europe, s’usa en procès et mourut méconnu en 1729.
Par contre Anson avait en main (il en parle d’ailleurs) la carte du Pacifique dressée en 1713-14 par Amédée-François Frézier, jeune ingénieur français, qui avait aussi écrit une Relation du voyage de la mer du Sud aux côtes du Pérou et du Chili. Et naturellement il avait aussi les travaux sur la déclinaison magnétique de sir Edmund Halley et les cartes dressées par lui, lors de ce qui fut sans doute, en 1699, le premier voyage océanographique des temps modernes. Et il emportait[réf. nécessaire] l’octant inventé en 1730 par John Hadley.

#### Les objectifs
Cependant, même en tenant compte de l’euphorie et du triomphalisme généralisés qui régnaient en Grande-Bretagne après le raid de Porto Bello, la série de missions que le duc de Newcastle assigna le 28 juin 1740 au Commodore Anson paraissait utopique : non seulement Anson devrait égaler les corsaires élisabéthains mais il devrait de plus mettre à sac le port de Callao au Pérou, et si possible prendre Lima, la capitale du Pérou, et encore prendre Panama et son trésor, et bien entendu capturer le galion de Manille. Et tant qu’il y était, il devrait aussi pousser les Péruviens à se révolter contre leur métropole. Le projet de prendre Manille fut tout de même abandonné.
Ces instructions évidemment déraisonnables étaient suggérées en sous-main[réf. nécessaire] aux décideurs par les agioteurs du milieu d’affaires maritimes londonien, dont l’influence politique était déterminante quoiqu’occulte. Certains affairistes avaient bénéficié de fuites et voulaient profiter de l’expédition pour essayer d’engranger un maximum de bénéfices. Deux d’entre eux (qui avaient acquis aux West Indies une certaine expérience du commerce avec les Espagnols) avaient d’ailleurs été autorisés à accompagner l’expédition, et ils avaient intrigué afin d’avoir l’autorisation d’embarquer pour 15 000 £ de marchandises (dont 10 000 £ avancées par la Couronne), en arguant que dans tous les ports, il est bien plus facile d’obtenir des vivres quand on propose de les échanger contre les excellents produits britanniques, qui sont bien plus recherchés que l’argent ou les lettres de change. En fait, ils comptaient réaliser de gros bénéfices en trafiquant partout où cela serait possible. Ils proposèrent aussi de tenir l’inventaire du butin et des prises de valeur. À ces évidentes tentatives de malversations (auxquelles Anson s’opposa en vain) s’ajouta une autre complication : ces mêmes personnes avaient obtenu le titre d’« agents avitailleurs », et donc le mandat de fournir la flotte en vivres. L’approvisionnement de 2 000 hommes à l’autre bout du monde posait d’ailleurs un gros problème. Il fut « résolu » de la façon suivante : on décida que l’approvisionnement serait effectué dans les ports amis (au moyen de lettres de change, ou plutôt par troc contre les marchandises britanniques) – et aussi dans les ports ennemis, tout simplement par pillage.

#### Les moyens

##### Les navires
L’escadre basée à Portsmouth était composée de deux bateaux de transport (pour les apparaux de rechange et les marchandises) : l’Industry, et l’Anna (un pink) et de six bateaux de guerre : un vaisseau de ligne, quatre frégates, et un sloop :
- le Centurion, navire-amiral, vaisseau de 4° rang, jaugeant 1 005 tonneaux, armé de 60 bouches à feu, avec 400 hommes d'équipage (voir l'article détaillé HMS Centurion)[6]
- la Gloucester, 853 t., 50 canons, 300 hommes
- la Severn, 853 t., 50 canons, 300 hommes
- la Perle, 600 t., 40 canons, 250 hommes
- la Wager (Défiante), 599 t., 24 canons, 120 hommes
- le Tryal (Essai), sloop de 200 t., 8 canons, 70 hommes, était destiné aux liaisons rapides et aux explorations en eaux peu profondes.

##### Les hommes
Anson eut bien des difficultés à réunir des équipages à peu près complets. Mais pour le recrutement des troupes de débarquement, destinées à attaquer les ports et les villes espagnols, ce fut homérique : il avait été prévu en effet d'adjoindre aux équipages 500 hommes des troupes d'infanterie de marine. Comme on manquait de marines, on décida d'aller réquisitionner des hommes aux Invalides de Chelsea. Mais, quand ils apprirent qu'il s'agissait de partir faire le tour du monde, les moins invalides des pensionnaires disparurent, et seulement la moitié (259) des éclopés mit sac à bord, et encore beaucoup y furent-ils amenés sur des civières. Pour compenser les 241 manquants, on embarqua de nouveaux engagés, dont la plupart ne savaient même pas manier un mousquet. En somme, une troupe de riff-raffs, qu'on confia à un lieutenant-colonel des Marines, Mordaunt Crashrod.
À bord du Centurion, on retrouvera aussi le lieutenant Peircy Brett, qui savait manier la mine de plomb et dessinait à ravir – et le chapelain du Commodore, Richard Walter, un honnête homme de culture étendue, fin observateur, connaissant bien la navigation, et qui savait même tracer des cartes et lever des vues des atterrages.
L'effectif de l'expédition au départ se montait donc à : 1440 jack-tars (les jack-le-goudron, les rudes matelots de la Royal Navy), plus 500 marines, dont 241 dudes (les bleus) et 259 invalides (qui assureraient un demi-service, mais auraient besoin d'une ration complète), soit 1 940 hommes, auxquels il faut ajouter les marins du commerce de l’Anna et de l’Industry. Soit au bas mot 2 100 hommes en tout.

## Le voyage

La route de l'expédition de George Anson

### Le départ
À la mi-août, on estima que les préparatifs étaient terminés, mais de violents vents contraires maintinrent l'escadre en rade. Puis on voulut profiter du départ de Anson pour lui faire escorter hors de la Manche un énorme convoi de 152 bateaux de commerce et de transport, qui se scinderait en plein Atlantique : certains bateaux iraient vers l'Amérique du Nord, et d'autres vers les Échelles du Levant. Un premier départ par vent contraire échoua : les bateaux trop nombreux ne pouvaient évoluer et se heurtaient entre eux. Finalement, le 18 septembre 1740, le vent fut favorable, l'escadre d'Anson et le convoi purent quitter la rade de Spithead, perdre de vue l'île de Wight, et démancher enfin, mais il était déjà évident que les Britanniques étaient partis trop tard, et qu'ils ne pourraient doubler le cap Horn pendant l'été austral.
Cependant tous ces atermoiements avaient attiré l'attention des services secrets français, qui avaient prévenus leurs alliés espagnols. Tous les détails en parvinrent à Madrid : même le pavillon d'Anson était connu, sa copie fut remise à l'amiral Pizzarro qui, à la tête de cinq gros vaisseaux espagnols, la fine fleur de l'Armada, partit en hâte patrouiller en Atlantique. Il resta en croisière sur la route de Madère, île portugaise (donc amie des Britanniques), où Anson avait prévu d'effectuer sa première relâche.

### En Atlantique
L'escadre britannique toucha Madère le 25 octobre 1740, après 40 jours de traversée, alors que normalement on n'en met que 10 à 15 : des vents contraires avaient retardé les navires par ailleurs surchargés et bas sur l'eau.
Les Portugais avertirent Anson que des vaisseaux de guerre, probablement espagnols, avaient été aperçus dans l'Ouest de l'île. Anson envoya une grosse chaloupe, qui marchait bien à la voile, en reconnaissance dans ce secteur, elle revint sans avoir rien vu. Après avoir procédé à des nominations et permutations d'officiers (car le capitaine Norris, de la Gloucester 50 demanda à être rapatrié pour raisons de santé), et embarqué de l'eau et des vivres frais en toute hâte, l'escadre prit le large sans autre incident, le 3 novembre. Anson décida de supprimer l'escale aux îles du Cap Vert : on n'avait perdu que trop de temps.
Si Pizzarro avait croisé à l'est de Madère, il aurait rencontré Anson, et l'expédition britannique était condamnée : aussi bien pour fuir que pour se défendre, les Britanniques auraient dû d'abord jeter par-dessus-bord l'énorme quantité de provisions qui encombrait les ponts et les batteries.
Le 20 novembre, le capitaine du bateau de transport l'Industrie fit savoir au Commodore qu'il avait rempli son contrat, qu'il quittait l'escadre pour aller vers la Barbade, et qu'il demandait à être déchargé du reste des provisions. Or il s'agissait d'un grand nombre de lourdes futailles d'eau-de-vie, destinées aux vaisseaux de l'escadre, mais qu'Anson avait trouvé préférable de laisser à bord de la patache. Il fallut gréer les palans et on mit trois jours pour transborder et répartir, en pleine mer, la cargaison sur les autres bateaux. L’Industrie partit ensuite vers l'ouest, avec le courrier, qui n'arriva pas en Grande-Bretagne car cette patache fut prise par les Espagnols. Quant au pink Anna, le Commodore le réquisitionna purement et simplement, et il suivit l'escadre vers le sud.
Les provisions qu'on n'avait pas eu le temps de stocker et de conditionner correctement à Madère commencèrent bientôt à pourrir : à bord on était aveuglé par des nuages de mouches… C'est que, alors que justement on traversait le pot-au-noir, les entreponts et les cales manquaient cruellement de ventilation : les navires surchargés étaient si bas sur l'eau qu'on devait garder tous les sabords fermés. Sur chaque bateau, on dut découper des évents dans les ponts afin d'installer six manches à air. L'entassement des hommes à bord eut aussi des conséquences dramatiques. Il faut savoir que normalement la promiscuité dans les postes d'équipage est rendue supportable par la rotation des quarts : chaque homme, dont le hamac le plus proche est accroché à 14 pouces du sien, bénéficie en fait de 28 pouces d'espace vital, puisque son voisin est sur le pont. Or sur les bateaux d'Anson, la présence des 500 marines avait augmenté l'effectif de 30 %, et dudes comme invalides n'avaient pas naturellement tendance à rester sur le pont. Chaleur, sur-population, manque total d'hygiène, nourriture corrompue et entreposée partout entraînèrent la prolifération des rats et des poux, et l'éclosion de la fièvre des prisons, le typhus. De plus, la dysenterie apparut, les cas de morts se multiplièrent.
Le 28 novembre, on passa la ligne.

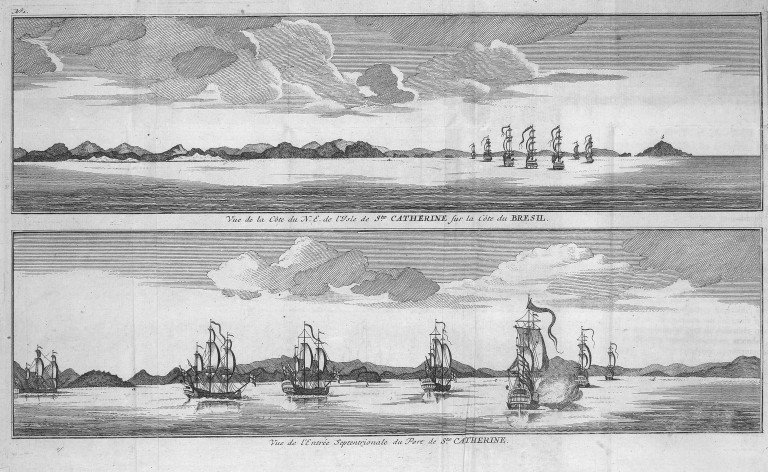
Les vaisseaux devant Sainte-Catherine. « Voyage autour du monde » de George Anson, Édité par Henri-Albert Gosse et Compagnie (Genève) 1750

Le 21 décembre, Anson atteignit la grande île de Santa Catarina, près des côtes du Brésil. C'était une possession portugaise, donc en principe amie, et Anson voulait y relâcher pour améliorer ses conditions sanitaires. Tous les hommes furent débarqués, et les malades regroupés dans une infirmerie improvisée. Dans les bateaux vides, on nettoya à fond les entreponts, on fit des fumigations (en faisant brûler des mèches soufrées) pour tuer les rats et la vermine, on brossa tout ensuite avec du vinaigre. Anson avait espéré ne rester sur Santa-Catarina que le temps de faire des vivres, de l'eau et du bois à brûler, mais le mât du Tryal avait besoin d'être réparé, et cela prit près d'un mois. Pendant ce temps, les hommes qui dormaient sous des tentes improvisées, dans la chaleur et l'humidité ambiante, furent piqués par les moustiques, le paludisme se déclara.
Don Silva de Paz, prévaricateur et corrompu, ponctionna de son mieux les finances des Britanniques, et leur chercha querelle pour des vétilles, car ils interrompaient son fructueux trafic avec les Espagnols. Et quand l'escadre leva l'ancre le 18 janvier 1741, le Centurion qui avait débarqué 80 malades en rembarqua 96, et avait de plus perdu 28 hommes morts à terre.
Comme à Madère, ce fut un départ dans l'urgence et la précipitation : Anson avait appris que le gouverneur de Santa-Catarina, théoriquement amical, avait en fait envoyé un courrier à Buenos-Aires pour avertir les Espagnols que les Britanniques relâchaient sur son île. L'escadre de Pizzarro venait justement d'arriver à Buenos-Aires pour y faire escale, et l'amiral espagnol reprit la mer en toute hâte pour arriver au cap Horn avant Anson : il savait que si les Britanniques arrivaient à passer dans le Pacifique, il serait très difficile de les retrouver dans cette immensité, et que les colonies espagnoles seraient alors en grand danger.
De Santa-Catarina, on n'emporta pas beaucoup de bons souvenirs, mais il fallut reconnaître que l'eau, au moins, y était excellente, et même presque aussi bonne que celle de la Tamise, et qu'elle se comporta normalement : Car après avoir été un ou deux jours en barriques, elle commence à travailler avec une puanteur insupportable, et se couvre d'abord d'une écume verdâtre ; mais peu de jours après cette écume va à fond, et l'eau devient parfaitement douce, et claire comme du Cristal.

### Le passage du cap Horn

#### De Santa-Catarina à Port San-Julian

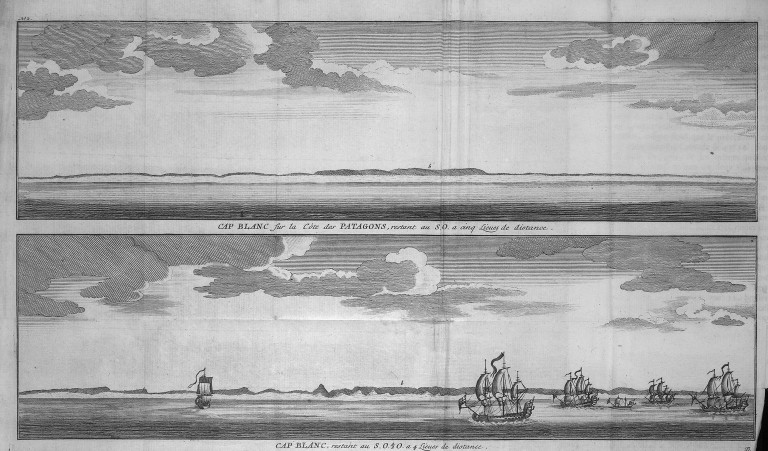
Le Cap blanc.

L'approvisionnement avait encore souffert de ce départ précipité : certes les fruits et les légumes verts abondaient sur l'île Santa-Catarina, mais naturellement on avait prévu de les charger au dernier moment. On ne sait d'ailleurs pas en quelle quantité ils furent embarqués : « en masse » selon certains, « à peine de quoi faire une ration d'un jour » selon d'autres. Quoi qu'il en soit, Anson voulait s'arrêter au port de San-Julian, dans le Sud de l'Argentine, où il pensait ne pas trouver d'européens, afin de faire une ample provision de sel, indispensable pour la conservation des aliments en vue d'une navigation hauturière.
Mais l'escadre rencontra une tempête terrible : au bout de quatre jours le mât fraichement réparé du Tryal rompit, la Gloucester dut le prendre en remorque, et la Perle disparut. Elle avait été séparée de l'escadre par la tempête, et souffrit beaucoup : le capitaine Kidd mourut le 31 janvier, son premier lieutenant Sampson Salt prit le commandement. Dans la tempête, la Perle rencontra une escadre. Un des plus gros navires hissa le grand pavillon rouge du Commodore Anson, et la Perle, mise en confiance, s'approcha presque à portée de canon. Soudain Sampson se rendit compte avec horreur que ce n'était pas le Centurion, mais l’Asia, le navire-amiral espagnol. Il vira de bord, et prit la fuite, en jetant par-dessus bord tout ce qui pouvait alléger la frégate. Les Espagnols la prirent en chasse, mais abandonnèrent la poursuite en voyant la Perle se jeter sur des brisants. Il s'agissait en fait d'un banc de poissons qui grouillaient en surface, et non de récifs, et la frégate britannique put s'échapper à la faveur de la nuit qui tombait. La Perle retrouva l'escadre britannique au bout d'un mois de navigation solitaire, et encore prit-elle longtemps la fuite devant la Gloucester, qui ressemblait fort à un des navires de Pizzarro.

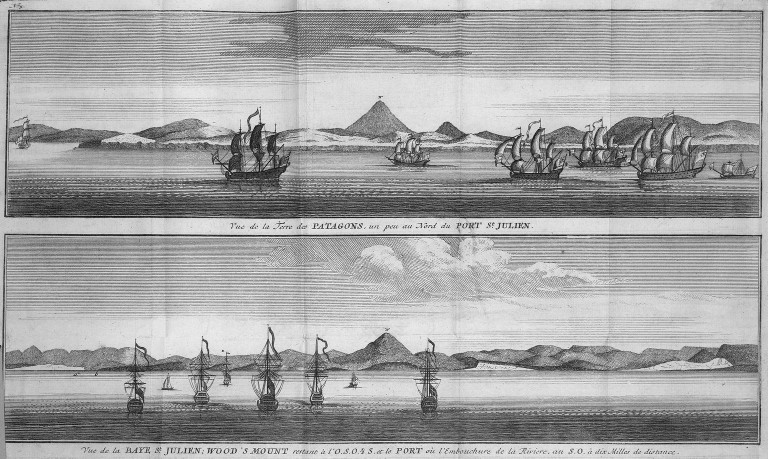
Baie du port Saint-Julien

Anson savait que les Espagnols croisaient dans les parages, mais il devait absolument relâcher à San-Julian pour réparer le mât du Tryal. On remplaça le mât brisé par un espar bien plus petit, et ce fut finalement bénéfique : c'est certainement grâce à cette réduction de la surface de voilure que le sloop put surmonter les terribles tempêtes du Horn. Anson quitta San-Julian, où il n'avait trouvé ni bois ni eau, tout au plus un peu de sel et les traces de l'escale de Drake en 1578. On y avait cependant pêché, chassé les phoques, et abattu bon nombre de manchots. 

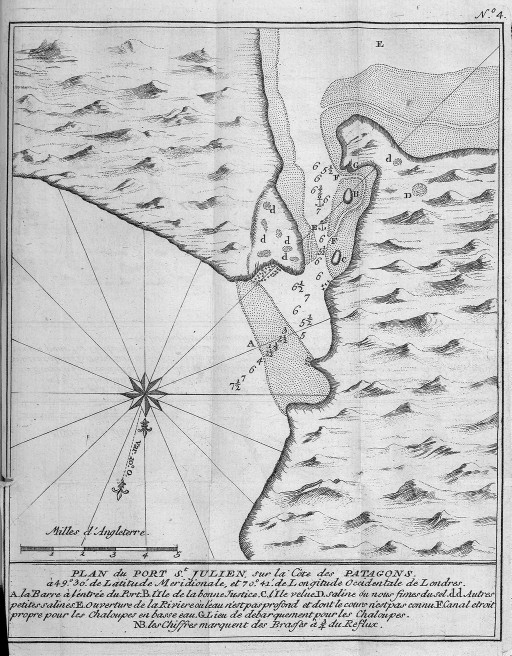
Le mouillage et la passe.

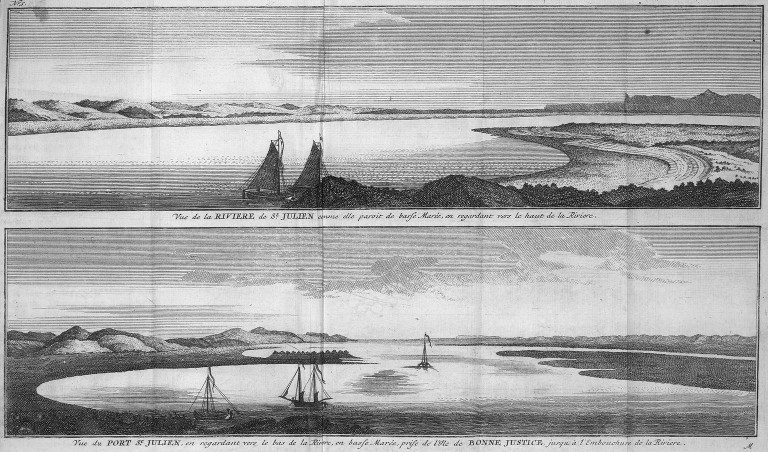
Vue depuis le mouillage.

#### De Port San Julian au Détroit de Le Maire
On quitta Port San Julian le 27 février, et on arriva le 7 mars 1741 à l'entrée du détroit de Le Maire. Il faisait beau, et on put comparer la côte de la Terre de Feu, désolée et sinistre, surmontée de montagnes enneigées, avec les relevés des atterrages tracés par Amédée-François Frézier.

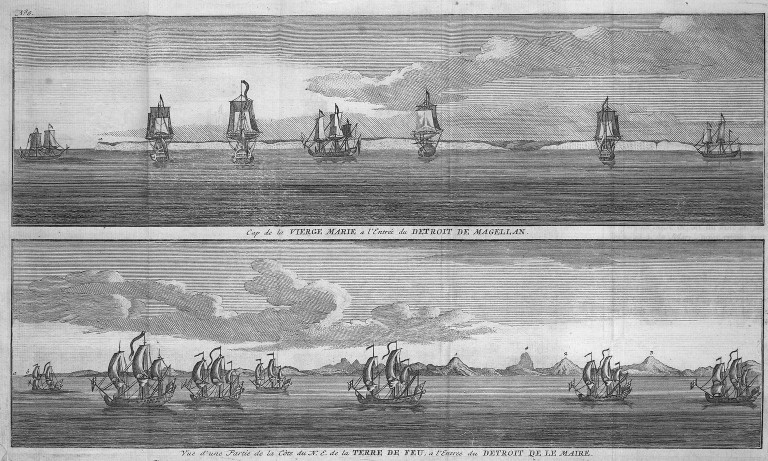
Du Détroit de Magellan au Détroit de Le Maire

En fait, il faisait anormalement beau : un williwaw, accourut du Sud et faillit jeter l'escadre sur l'île des États. Les Britanniques virent de près les rivages de l'île aux rochers hideusement déchiquetés, mais ils s'en tirèrent, et reprirent leur progression en tirant des bords vers l'ouest, vent debout. Le beau temps revint, et avec lui le moral des équipages s'améliora, on fit route, toujours vent debout, pour doubler le Horn.

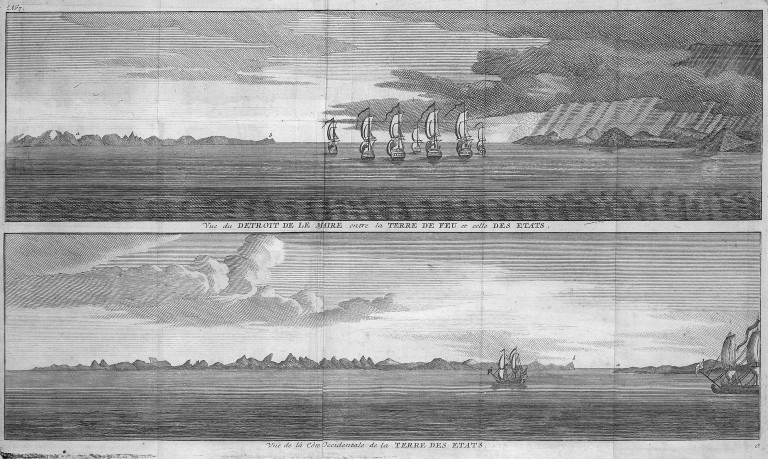
Le détroit de Le Maire et la Terre des États

#### Le Horn
Le beau temps fut de courte durée, une tempête débuta. Elle devait durer trois mois, entrecoupée de brèves accalmies pendant lesquelles les hommes jetaient les morts à la mer, puis se ruaient dans le gréement pour réparer.
L'escadre avait l'ordre strict de rester en formation serrée, et donc chaque fois qu'un bateau stoppait pour avarie, les autres devaient capeyer en l'attendant. On ne connut d'ailleurs comme allures que la cape, souvent totalement à sec de toile – et le près, tempête d'ouest dans le nez. Et naturellement les paquets de mer embarquaient sans arrêt, les voiles se déchiraient, et tout (haubans, cordages, vergues, cadènes, ferrures…) cassait. Les lames étaient extrêmement hautes, serrées et vicieuses, et ballotaient les navires comme des bouchons : les hommes étaient jetés çà et là comme des pantins, les fractures se multipliaient, des gabiers tombèrent à la mer, et on les vit nager quelque temps sans pouvoir rien faire pour eux.
Anson donna l'ordre au sloop Tryal d'ouvrir la route, et de veiller les icebergs. Mais il se rendit compte que le sloop, pour pouvoir rester devant les vaisseaux, était obligé de garder trop de toile : il gîtait et embardait dangereusement, et de toutes façons son canon noyé par les vagues et pris dans la glace ne pourrait pas avertir les navires qui le suivaient. Il fit passer le sloop en serre-file, et ordonna à la frégate  Perle de prendre la tête de l'escadre. Le nouveau capitaine de la Perle nota avant de mourir que « dans de telles conditions, la vie ne valait pas la peine qu'on se batte pour la conserver »
C'est que, pendant que les hommes étaient en butte aux tempêtes, à la neige qui couvrait les ponts, au gel qui raidissait les mains, les cordages et les voiles et bloquait les poulies, à l'obscurité, à l'humidité, à la malnutrition, au hurlement incessant du vent, aux coups de bélier des vagues, aux sursauts des navires, au manque de sommeil, à l'épuisement, le scorbut fit son apparition. Les hommes moururent par centaines dans des souffrances indicibles. Tous les symptômes se voyaient, mais le plus souvent une grande lassitude apparaissait, les dents branlaient, les gencives puaient, puis la peau se couvrait de taches violacées, et la mort survenait dans un tableau de terreur panique, ou d'euphorie. Un cas terrible frappa les esprits : un vétéran qui avait été grièvement blessé à la bataille de la Boyne, 50 ans auparavant, mais avait guéri, vit ses vieilles blessures se rouvrir, et ses os se fracturer de nouveau.

#### Le cap Noir

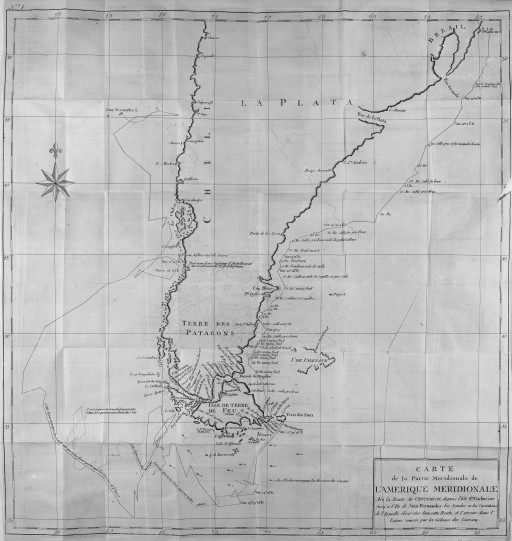
La route lors du doublage du Cap Horn

Début avril, après des jours et des jours de dure navigation contre le vent d'ouest, l'escadre mit cap au nord : selon le point estimé, on pensait avoir doublé d'au moins 300 miles la pointe Sud de l'Amérique. En fait, comme il était impossible de faire un point astronomique, on s'était basé sur les relevés du cap et de la route parcourue (mesurée grâce au loch à main), et on avait gravement sous-estimé la dérive due aux vents et aux courants contraires : l'escadre n'était pas hors de danger.
Dans la nuit du 13 au 14 avril, les nuées se déchirèrent un instant, la lueur de la lune se répandit sur les montagnes mouvantes de la mer, et les vigies du pink découvrirent avec horreur, droit devant, des brisants phosphorescents aux pied des falaises. Ils tirèrent le canon, allumèrent des feux d'alarme, et grâce à la vigilance de l'Anna, l'escadre put virer de bord, cap au Sud, et à grand peine éviter les falaises. Grâce aux relevés d'atterrage de Frezier, et à sa carte de la mer du Sud, on reconnut le cap Noir.
On savait où on était, encore trop à l'est, et on remit donc vers le sud-ouest, pour donner un plus grand tour encore au Horn. Heureusement la tempête se calma ; mais le froid et le scorbut continuèrent leurs ravages.

#### Cap au Nord
On mit ensuite cap au Nord. Le Centurion n'était plus suivi que de la Défiante, de la Gloucester et de l’Anna : malgré les ordres, depuis le 10 avril, on avait perdu de vue les frégates Perle et Severn.
Le 24 avril, la plus terrible de toutes les tempêtes subies jusque-là se déchaîna. Bientôt la Défiante disparut dans la tourmente. À bord du Centurion, on nota à la date du 26 avril que toutes les voiles avaient été déchirées ou emportées malgré l'héroïsme des hommes (qui étaient montés sur la vergue du grand perroquet pour ferler), que le Centurion était seul, et que l'équipage était si épuisé qu'il n'avait pu remonter dans la mâture que le lendemain, et qu'il fut alors constaté que les vaisseaux avaient perdu le contact.
Le Commodore avait donné comme instructions, en cas de dispersion de l'escadre, de se retrouver en un point de rendez-vous. On en avait choisi trois : au sud : Isla Socorro (l'île du Secours, près de la côte chilienne, aujourd'hui île Guamblin, par 45° Sud) – plus au nord la rade de Valdivia – et enfin les Îles Juan Fernández. Le Centurion, seul, atteignit Socorro, attendit deux semaines en tirant des bords. Personne ne vint… Anson décida qu'il valait mieux éviter Valdivia : avec un équipage aussi affaibli, comment sortirait-il contre le vent d'une rade aussi encaissée, si la moindre embarcation espagnole venait le menacer ?
On remit donc cap au nord, sur Juan-Fernandez. Une dernière tempête vint agresser le Centurion épuisé alors qu'il longeait la côte chilienne, bâbord amures. Les haubans de grand-mât rompirent, heureusement sur tribord, et le chapelain Walter prit la barre, maintenant le vaisseau sur son cap, au vent de la côte, pendant que tout le monde étayait le mât et raccommodait les haubans.
On reprit la route au nord, sur une mer maintenant pacifique, en gardant à tribord la côte embrumée, surmontée par les cimes neigeuses des Andes. On arriva à la latitude des îles Juan-Fernandez, on les chercha, on ne les voyait pas… Ne pouvant déterminer sa longitude le Centurion ne savait s'il devait aller vers l'est ou l'ouest et finit par opter pour cette dernière solution. Il ne put se repérer qu'en apercevant la côte, territoire espagnol hostile, et s'en éloigna en tirant des bords. Il perdit ainsi 9 jours, et pendant ce temps 80 hommes de plus moururent du scorbut.

### Isla Mas-a-tierra

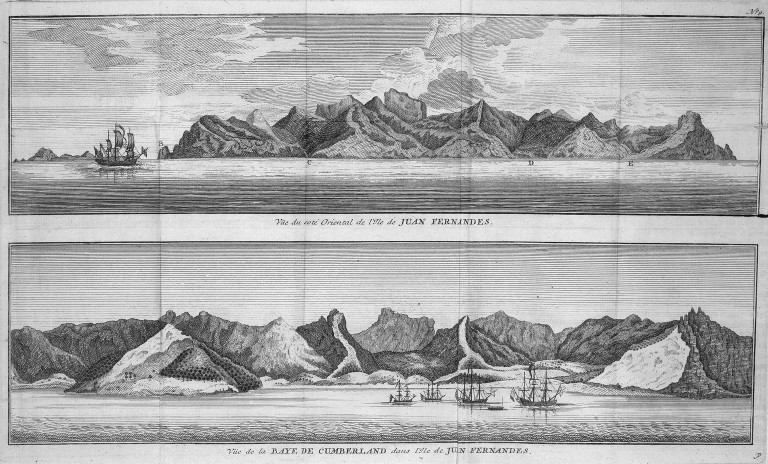
Vue de Isla Mas a Tierra

Isla Mas-a-tierra, la plus à l'est de l'archipel Juan Fernández fut aperçue au matin du 9 juin 1741. Il ne restait à bord que 8 marins valides, deux cents hommes étaient morts pendant le passage du Horn, presque deux centaines se mouraient dans les puanteurs de l'entrepont. L'approche fut lente, les manœuvres de mouillage chaotiques, sur le pont encombré par tous les malades qui avaient pu se trainer en haut pour voir la terre. Ils pleuraient : cette île aride et austère était quand même la terre. Soudain, on doubla un promontoire, les forêts vert sombre recouvrant les ravins et les prairies vert clair apparurent, une cascade argentée tombait d'un rocher dans la mer.
Les officiers et leurs domestiques aidèrent les matelots à manœuvrer. Une chaloupe alla à terre, elle ramena de l'eau, des phoques et des brassées d'herbe verte, on but, on dévora. L'emplacement du mouillage n'était pas satisfaisant, il fallait en changer avant la nuit. Mais l'épuisement des quelques hommes qui pouvaient tourner le cabestan était tel qu'on amena l'ancre à pic après quatre heures d'efforts, mais on ne put la lever du fond. La nuit tombait, on remit au lendemain le soin de changer de mouillage.
Pendant la nuit le vent fit déraper l'ancre, le navire par chance dériva dans la baie et non vers la plage… Le lendemain, le Centurion tirait péniblement des bords dans la baie abritée, au nord de l'île, en cherchant un mouillage, et chacun se désolait de ne voir personne arriver, quand une vigie signala une petite voile à l'horizon. Le sloop Tryal arriva, et chacun vit qu'il n'y avait sur le pont que le capitaine Charles Saunders, son lieutenant, et 3 marins : sur les 86 matelots et marines qui se trouvaient à bord du Tryal, 46 étaient morts. On pensa alors que si les autres bateaux n'arrivaient pas, c'était soit parce qu'ils avaient sombré, soit parce que tous leurs hommes étaient morts en mer.

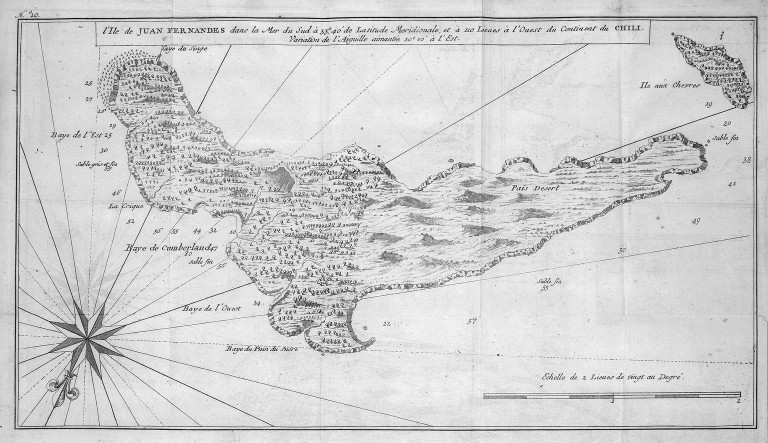
Carte de l'île

Mais les Britanniques réagirent : tous les hommes un tant soit peu valides aidèrent à porter les 220 malades à terre, et on administra aux survivants (car une vingtaine des plus malades mourut pendant le transport) de la verdure fraîche, des baies, du poisson, du bouillon puis de la viande de phoque. Dès qu'ils le purent, on les fit lever, marcher sur le sable, ramasser des moules, des coquillages, cueillir du pourpier, de l'oseille, du cresson d'eau, pêcher à la ligne : les eaux froides étaient poissonneuses, elles regorgeaient de congres, d'anges-de-mer, de « ramoneurs » tout noirs mais délicieux, d'énormes morues que certains des hommes qui avaient été sur les bancs de Terre-neuve reconnurent. Il y avait aussi, dans chaque trou d'eau, d'énormes « écrevisses de mer », sans pinces (des langoustes), succulentes, qui atteignaient couramment huit livres. Les hommes furent bientôt dégoûtés du poisson, et voulurent tous goûter la chair délicieusement parfumée des chèvres.
Des équipes de bons tireurs allèrent chasser les chèvres dans les prairies au-dessus des bois. Elles étaient peu nombreuses, méfiantes, et se réfugièrent dans les rochers au sommet de l'île. Les chasseurs rapportèrent un vieux bouc aux cornes immenses, dont l'oreille avait été fendue, manifestement au couteau. Ils décrivirent au retour les ruisseaux alimentés par la pluie quotidienne, les fougères plus hautes qu'un homme, les oiseaux inconnus : il y avait des colibris d'un orange éclatant, avec une couronne irisée, d'autres ressemblaient à un gobe-mouche. Et les chasseurs disaient que les arbres sentaient bon, qu'ils ressemblaient à du buis, ou à des myrtes taillés en boule au ciseau par un jardinier, mais qu'ils mesuraient 40 pieds (12 m) de haut, et qu'une mousse verte, au délicieux parfum d'ail, couvrait leur tronc. Ces plantes aromatiques seraient utiles pour fumiguer les entreponts du Centurion et en chasser les miasmes de mort.
Les chasseurs découvrirent une grotte, qui avait manifestement été habitée pendant longtemps, et sur la paroi était écrit[réf. nécessaire] : « Alexandre Selkirk from Largo lived here 1703-1709 ». Et ils comprirent pourquoi les chèvres étaient aussi peu nombreuses, et méfiantes : ils rencontrèrent des bandes de chiens qui ressemblaient au mastin, le chien de guerre espagnol : les Espagnols avaient dû en laisser sur l'île, ou bien ils s'étaient échappés de leurs bateaux. Ils pensèrent que les chiens avaient aussi exterminé les chats qui pullulaient sur l'île, selon Dampier, et donc surent pourquoi les rats envahissaient le campement.

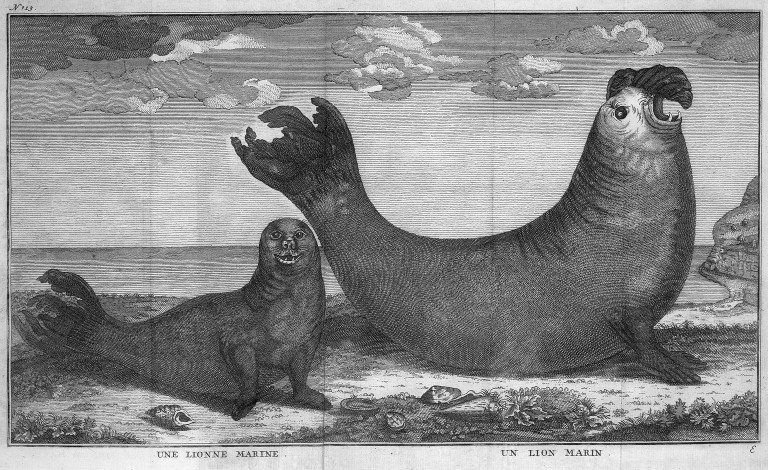
Éléphants de mer. « Voyage autour du monde » de George Anson Édité par Henri-Albert Gosse et Compagnie (Genève) 1750

D'autres équipes arpentaient les rivages de l'île. Ils tuèrent des otaries, qui étaient de plus petite taille que celles qu'ils connaissaient, mais avaient de plus longues moustaches, et furent stupéfaits de voir d'énormes phoques, si gras qu'ils tremblaient comme de la gelée quand ils se déplaçaient. Les plus gros mâles, énormes (jusqu'à vingt pieds de long), régnaient sur un harem de femelles plus petites, et se dressaient en rugissant, ou se cambraient en arc pour se dodeliner, en levant bien haut leur mufle surmonté d'une trompe. Ils les appelèrent « lions de mer » (ce sont en fait des éléphants de mer dans l'acception contemporaine), puis, comme leur chair était délicieuse (surtout le cœur et la langue), les renommèrent beef pour les adultes et veal (veau) pour les jeunes. Leur graisse surabondante, une fois fondue et mélangée de cendres sera stockée dans des tonneaux pour servir d'espalme (suif à calfater).
C'est que, dès que les hommes furent suffisamment rétablis, les réparations commencèrent et furent menées bon train, malgré le manque d'infrastructures portuaires (quais, grues, docks flottants…) et l'outillage limité dont on disposait à bord. On aéra, on fumigea et on désinfecta les entreponts du HMS. Puis on essaya de réparer tout ce qui avait cassé et s'était déchiré ou usé au Horn : on reforgea les ferrures, on tailla de nouvelles voiles ; mais le fil, les cordages et la toile étaient sur le pink Anna. Comme le plus gros de la provision de farine : Anson, qui avait fait transporter le four de cuivre du HMS à terre, ordonna bientôt de réserver le pain aux malades. Pour faire du bois de charpente, on s'attaqua aux myrtes géants : on les abattit facilement, car ils étaient très mal enracinés dans un sol très meuble et peu profond.

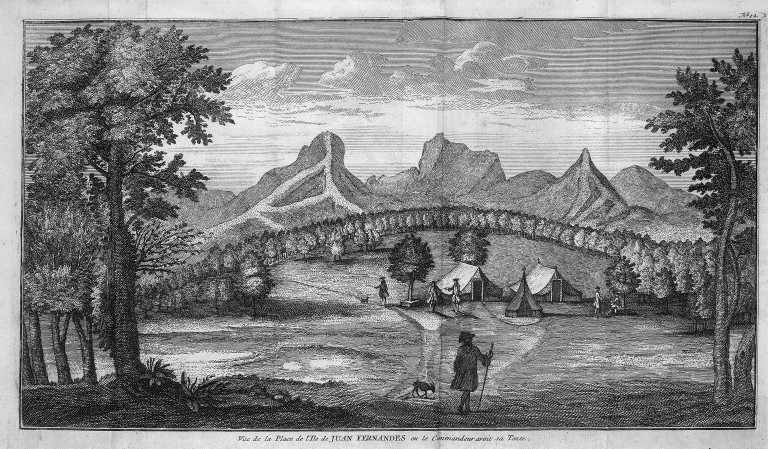
Le lieu de campement

Le Commodore était soucieux : le premier jour, le mate du Centurion lui avait rapporté les débris d'une alcarraza (une gargoulette espagnole de terre poreuse) et d'une bouteille qu'il avait trouvées sur la plage près d'un feu récemment éteint, à côté de reliefs de repas, en particulier des poissons qui n'étaient pas encore pourris. Anson en déduisit que des Espagnols se trouvaient sur l'île quelques jours seulement avant son arrivée, et l'équipage se flatta d'être sous un lucky captain. Veinard, et homme de goût : il avait fait planter sa grande tente marabout dans une clairière dominant la baie de Cumberland : une prairie arrosée par deux ruisseaux, entourée du côté de la montagne par des myrtes géants taillés en boule par le Jardinier Universel lui-même. Comme l'a dessiné Peircy Brett, il méditait en se promenant sous les ombrages, en habit, tricorne en tête, épée au côté, avec sous les yeux le panorama incomparable, et son bateau à l'ancre à l'abri des coups de vent du Sud. De temps en temps, il tirait de sa poche un noyau de pêche, de prune ou d'abricot, creusait un trou du bout de sa canne, et plantait un arbre fruitier pour les générations à venir…
Le 21 juin un navire, sous une seule voile, fut aperçu au large. Il mit 6 jours pour approcher, et on vit que c'était la Gloucester. On lui envoya quelques hommes dans une chaloupe, avec des tonneaux d'eau et des paniers de poisson, mais ils ne purent amener la frégate au mouillage : un coup de vent la rejeta au large. Elle ne put mouiller dans la baie que le 23 juillet. Depuis son départ de San-Julian, la Gloucester 50 avait perdu 245 hommes, il ne restait comme survivants à bord que 92 grabataires. Le régime à base de verdures et de poisson frais en sauva beaucoup, mais nombreux furent ceux qui moururent, le remède étant arrivé trop tard…
Le 30 juin à l'aube, on appela le Commodore, il sortit en hâte de sa tente, et eut la douleur de voir que son vaisseau dérivait dans la baie, alors qu'il n'y avait qu'une dizaine d'hommes à bord. On courut aux chaloupes, on fit force de rames, on grimpa à bord du HMS, on vit que le câble d'ancre s'était usé sur les roches du fond, on étalingua en vitesse le câble de rechange à l'ancre de secours, on la fit passer par-dessus le bossoir. Il fallut filer deux encablures de câble avant que le Centurion n'arrête de dériver. On avait perdu l'ancre maîtresse, on ne put pas la retrouver.
L’Anna fit son apparition le 16 août. Le pink évolua dans la baie comme à la régate, prit son mouillage impeccablement, et chacun put se rendre compte que son équipage était frais, dispos et ship-shape. C'est que, après avoir perdu de vue les gros navires, le pink s'était rendu à Isla Socorro, avait failli être jeté à la côte, mais au dernier moment avait trouvé l'entrée d'une baie. C'était un excellent mouillage, où abondaient l'eau douce, les verdures, les moules et les phoques. Le pink y était resté deux mois, le temps de rétablir ses matelots et de réparer avec les moyens du bord.

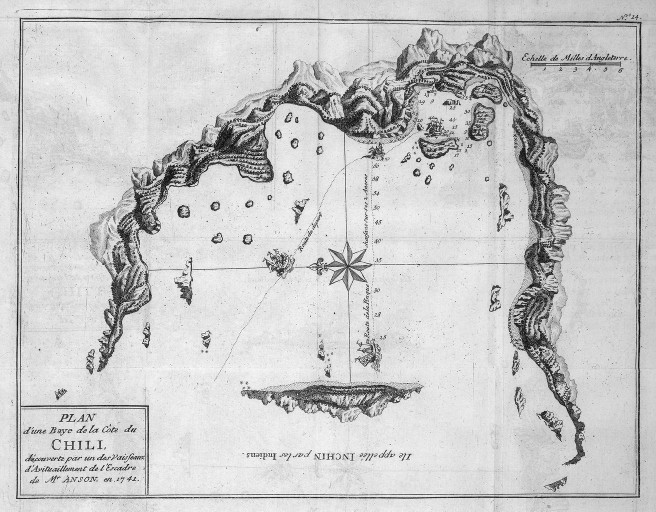
Relevé de la baie dans laquelle l'Anne avait trouvé refuge

Par ailleurs, comme le pink était un bateau de transport, il portait un maximum de provisions, et un minimum d'hommes car tous avaient cherché à embarquer sur les gros vaisseaux, plus honorifiques et réputés « plus confortables à la mer ». L'Anna était donc l'unité qui avait proportionnellement perdu le moins d'hommes. On expertisa le pink après son arrivée, et on le trouva trop endommagé pour pouvoir continuer la croisière. On le détruisit, et son équipage fut transféré sur la Gloucester 50.
On eut deux morts extraordinaires : un chasseur de chèvres, en arrivant au sommet d'une falaise, saisit un arbre qui se déracina avec la plus grande facilité, et il fut précipité – et un pourvoyeur de viande de boucherie : il dépouillait tranquillement un « veau » (un jeune éléphant de mer), penché en avant, quand le « bull » (mâle dominant) se dressa soudain à côté de lui et lui écrasa la tête comme une noix entre ses mâchoires.

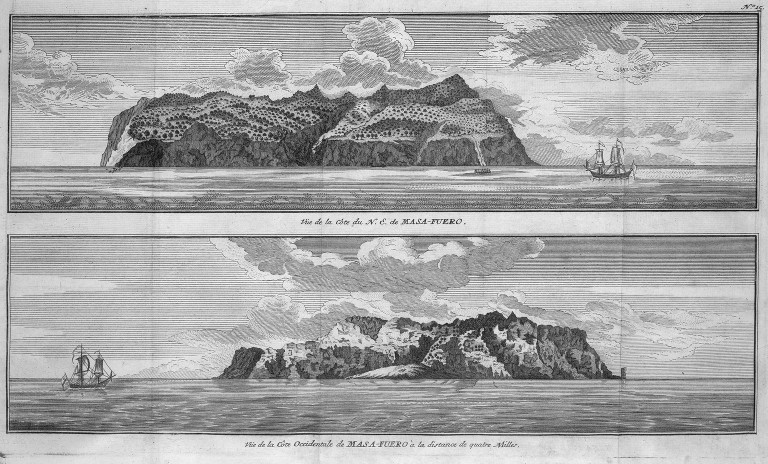
L'île Mas a Fuera

Le Commodore envoya le Tryal faire le tour de l'autre île, Mas-a-fuera, afin de voir si un de ses navires ne l'attendait pas là-bas. Le Tryal revint : il n'avait rien vu.
En septembre 1741, au bout de trois mois de séjour, avant de lever l'ancre, Anson fit faire un décompte de ses forces. Il lui restait donc le Centurion, la Gloucester, et le petit sloop Tryal. Sur les 961 hommes qui constituaient leurs équipages au départ, 626 (grosso modo les deux-tiers) étaient morts. Quant aux trois autres frégates, il ignorait tout de leur sort.

### Les trois frégates manquantes

#### LaSevernet laPerle
Elles perdirent l'escadre de vue pendant la très violente tempête de la nuit du 10 au 11 avril 1741, mais on ne sait si elles s'écartèrent l'une de l'autre, ou si elles dérivèrent de conserve. Des rumeurs coururent plus tard, selon lesquelles Ed. Legge, le capitaine de la Severn, et G. Murray, le capitaine de la Perle, se seraient mis d'accord pour quitter la formation. Avant la tempête du 10 avril, les deux commandants avaient transmis des plaintes au Commodore : ils avaient de nombreux morts, et des avaries sévères. Mais Anson avait balayé ces plaintes d'un revers de main, en répondant que tous les bateaux en étaient au même point. Au matin du 11 avril, les deux frégates s'aperçurent, et décidèrent de faire du nord ensemble : elles aussi pensaient être en eaux libres. Mais le 13 avril elles virent (comme le pink la nuit précédente) les falaises du cap Noir, droit devant, alors qu'elles pensaient l'avoir laissé loin derrière. Heureusement, il faisait jour, ce qui leur évita de se jeter sur les rochers. Pour retourner vers la mer libre, les frégates abattirent alors en grand. Ensuite, comme virer de bord dans cette mer avec un équipage aussi affaibli était impossible, les capitaines convinrent de céder au vent en attendant que le temps devienne plus maniable. Le 17, au lieu d'une accalmie, de violentes bourrasques survinrent. Les bateaux étaient poussés du côté où l'on pensait que se trouvait la terre. Les vigies crièrent qu'elles pensaient l'apercevoir. Alors, pour sauver les navires et les hommes, l'ordre fut donné de faire du sud-est, ce qui amena les frégates à repasser en fuite devant le Horn, et à se retrouver dans l'Atlantique Sud.
Quand la Perle arriva à Rio de Janeiro le 6 juin 1741, elle comptait 158 morts, et parmi les survivants, 114 étaient grabataires : il ne restait que 30 hommes et quelques mousses à la manœuvre. Quant aux invalides et aux marines, ils étaient tous morts. Sur la Severn, la mortalité avait été encore plus dramatique.
Au bout d'un mois de relâche à Rio, le capitaine Murray émit l'idée qu'on pouvait essayer de rejoindre le Commodore. Le capitaine Legge, qui était son senior, rejeta l'idée en objectant que ce serait déraisonnable, vu l'état des bateaux et des équipages. De toutes façons, ajouta-t-il, même si l'escadre avait échappé à la destruction, elle était certainement en train de rallier Portsmouth.
Les deux frégates quittèrent Rio en décembre 1741, cap sur les Antilles puis la Grande-Bretagne. À Londres, on parla vaguement de désertion, mais sans plus. Et le rapport officiel de l'expédition, rédigé en 1748, n'en souffle mot : il décrit au contraire avec quelle « grande joie » Anson apprit à Macao que les deux frégates n'avaient pas fait naufrage.

#### LaWager
La Wager était moins armée que les autres vaisseaux (120 hommes et 24 canons), car c'était la plus petite des frégates, et les affairistes de Londres avaient obtenu de l'utiliser plus comme bateau de transport que comme navire de guerre. C'est sur elle qu'on trouvait le plus grand nombre d'invalides et de marines (142), et elle transportait donc tout leur matériel : artillerie légère, armes et munitions. En outre elle avait en cale un gros chargement de ces marchandises destinées au troc, aux transactions commerciales, et aussi à la promotion de l'industrie britannique. Deux capitaines étaient déjà morts à son bord. Le troisième, D. Cheap, était malade et alité dans sa cabine lorsque l'escadre échappa de peu aux falaises du cap noir. La Wager perdit ensuite les autres navires de vue. Lorsqu'il pensa avoir fait assez de route à l'ouest, Cheap donna l'ordre de faire du nord, puis de l'est pour se rapprocher de la côte chilienne. Son lieutenant, R. Baynes, et le chef-canonnier J. Bulkeley objectèrent qu'il était dangereux de se rapprocher d'une côte sous le vent avec un bateau et un équipage aussi désemparés : il serait impossible de manœuvrer avec 12 hommes seulement pour s'en éloigner en remontant au vent. Ils pensaient donc qu'il valait mieux rester au large, et faire du nord pour chercher à atteindre les îles Juan-Fernandez. Le capitaine maintint cependant ses ordres. Le 13 mai 1741, le charpentier J. Cummins annonça qu'il pensait avoir aperçu la terre, à l'ouest. Or on savait que le continent sud-américain était à l'est. On pensa donc que le charpentier avait eu une hallucination. Soudain on se rendit compte que la Wager était prise dans une grande baie, comme dans une nasse : une péninsule la fermait au nord. L'équipage lutta désespérément pour virer de bord, une déferlante prit la frégate par le travers et la coucha. Le capitaine, qui était monté sur le pont, tomba et eut une épaule luxée. Le médecin du bord lui administra une dose d'opium et le fit redescendre dans sa cabine. Et pendant que l'équipage continuait à lutter pour sauver le bateau, le lieutenant Baynes prit une bouteille d'alcool et descendit dans sa cabine. À 4 heures du matin, les déferlantes jetèrent la Wager sur les rochers. Elle fut ballottée comme un bouchon d'un récif à l'autre, puis se planta sur une pointe de rocher. L'équipage perdit alors tout sens de la discipline : les hommes fracturèrent la cave à liqueurs et les râteliers d'armes, montèrent dans les chaloupes, et abandonnèrent l'épave. 140 hommes réussirent à arriver vivants sur l'estran battu par les vagues, et parmi eux le capitaine.
Sur ce rivage désolé battu par les vagues, les vents et les pluies d'hiver, les hommes survivent comme ils peuvent, dans des abris improvisés (ils ont baptisé l'endroit Wager-Camp), avec pour tous vivres ce qu'ils ont réussi à emmener de l'épave, et ce qu'ils récupèrent sur le rivage. Quelques tonneaux de rhum s'échouent sur la plage. La mutinerie couve bientôt : affolés par l'alcool et le désespoir, les hommes accusent le capitaine d'avoir causé leur perte par son entêtement à chercher Socorro, au lieu de mettre le cap sur Juan-Fernandez. De plus, ils savent que, selon les règlements de l'amirauté britannique, la solde leur sera entièrement retenue puisque le navire s'est perdu. Cheap a donc constamment ses pistolets armés à portée de main. Il finit par tirer sur un homme ivre qui le menace, et interdit ensuite au médecin du bord de le soigner (10 juin). L'homme mettra deux semaines à mourir, ce qui finit de dresser l'équipage contre le capitaine.
Le seul espoir : les embarcations. Ils ont la grande chaloupe de 38 pieds (11 m), et le cotre de 30 pieds (9 m), la petite chaloupe, et une annexe. Avec du bois d'épave (et beaucoup d'habileté), le charpentier réussit à allonger la grande chaloupe, et à la ponter : elle pourra ainsi recevoir une grande partie des survivants. Reste à savoir de quel côté aller. Les controverses à ce sujet provoquent une mutinerie ouverte.
Tous sont d'accord pour abandonner l'idée d'aller à Valdivia qui est un port espagnol et se trouve d'ailleurs à au moins 600 miles au nord de Wager-Camp. Mais Cheap persiste à vouloir rejoindre Socorro, espérant y rejoindre Anson. Alors que Bulkeley, qui a lu la relation du passage de Narborough par le canal de Magellan, estime que c'est une option certes dangereuse mais plus raisonnable en l'occurrence : le détroit est à 400 miles au sud, et on pourrait dès sa sortie faire du nord jusqu'au Brésil. Bulkeley obtient l'accord de 45 marins, et leur fait signer sa motion. Mais Th. Harvey, trésorier du bord et partisan du capitaine, qui a récupéré un tonnelet d'alcool, offre à boire aux hommes pour s'en faire des alliés. Bulkeley finit par offrir le poste de second à Cheap, à condition qu'il accepte de faire voile vers le sud. Le capitaine ne répondit ni oui, ni non.
Cependant les travaux d'agrandissement de la grande chaloupe sont terminés. Elle est devenue une goélette, gréée à deux mâts, dont le plus petit devant, et on la baptise Speedwell (la Bien-rapide). Mais le capitaine ne s'est toujours pas décidé, alors Bulkeley le fait arrêter, l'inculpe de meurtre, et le fait ligoter.
Quatre jours après, la flottille prend la mer : la Bien-Rapide en tête, avec 59 hommes à bord sous le commandement théorique du lieutenant Baynes – puis le cotre portant 12 hommes – puis la petite chaloupe avec 10 hommes. Bulkeley a laissé la petite annexe au capitaine : qu'il reste à Wager-Camp, lui a-t-il dit, il est libre d'aller au nord avec ses fidèles (le lieutenant Hamilton et le médecin du bord) si bon lui semble. Bulkeley laisse aussi derrière lui, dans la nature, une douzaine d'hommes qui avaient préféré fuir l'ambiance du camp et les punitions assénées par Cheap ; peut-être ont-ils été adoptés par une tribu d'indiens vivant le long du rivage.
La flottille ne progressa vers le sud que de quelques miles en deux jours. Puis la voile du cotre fut emportée, et l'équipage de la petite chaloupe reçut l'ordre de retourner au camp, et d'en rapporter de la toile à voile. Une fois arrivés au camp, ces hommes préférèrent y rester et firent allégeance à Cheap.

#### Le voyage de la goéletteRapide
De conserve avec le cotre, elle met cap au sud, mais le cotre sombre quelques jours plus tard dans une bourrasque. On manque de place sur la goélette, 10 « volontaires » restent donc sur le rivage, et la Rapide continue. Comme elle n'a pas de youyou, il faut nager jusqu'au rivage, dans l'eau glacée, pour trouver de quoi se nourrir : des moules, des algues, des petits poissons. Bientôt ceux qui ne savent pas nager, ou qui sont trop faibles, meurent. On se dispute sur la route à suivre, on est déporté par les courants, on s'égare dans le brouillard, on est inondé par la pluie (mais au moins on peut la boire), et on finit par arriver, au bout d'un mois, dans l'Atlantique.
La Rapide arrive dans la baie de l'Aiguade, par 37°25 Sud. Huit hommes se mettent à l'eau pour aller à terre. Ils ont à peine pied, ils tiennent leur mousquet au-dessus de leur tête, serrent entre les dents une vessie de phoque contenant de la poudre et des balles, leurs vêtements sont noués en ballot sur la tête. Ils sortent de l'eau, tuent des phoques, allument un feu, et soudain voient la goélette partir.
Plus tard, ils accusèrent Bulkeley de les avoir abandonnés, pour profiter de leurs rations. L'autre se défendit en répondant que la Rapide avait été chassée au large par le vent et le courant.
Quoi qu'il en soit, Bulkeley, Baynes, et les 31 autres arrivèrent le 28 janvier 1742 chez les Portugais de Rio Grande do Sul. Ils avaient perdu 3 hommes de plus, et étaient à moitié morts. Ils revinrent ensuite en Grande-Bretagne comme ils purent.
Quant aux 8 hommes marooned sur la plage à la Baie de l'Aiguade, ils se nourrirent de phoques pendant un mois, puis décidèrent de tenter de rejoindre Buenos-Aires, à 300 miles au nord, en marchant le long du rivage. Quand ils se trouvèrent à court d'eau et de nourriture, ils revinrent sur leurs pas. Un second essai échoua pareillement. Un jour, 4 d'entre eux (dont un nommé Isaac Morris) partirent chasser. Au retour, ils trouvèrent deux de leurs compagnons morts, portant des blessures par arme blanche, près du feu éteint. Les deux autres Britanniques avaient disparu, de même que les mousquets, la poudre, les silex, les balles et toutes leurs pauvres hardes. Les survivants décidèrent de partir encore une fois vers le nord. Ils furent bientôt capturés par une bande d'indiens, et furent échangés d'une tribu à l'autre, jusqu'à ce qu'un négociant britannique de Buenos-Aires entende parler d'eux et offre de les racheter. Mais les indiens voulurent garder l'un d'entre eux, qui était un sang-mêlé. À peine étaient-ils libérés par les indiens que les Espagnols les firent prisonniers et les enfermèrent. En 1745 l'amiral Pizzarro détenait ces 3 Britanniques comme prisonniers de guerre à bord de son navire-amiral, l’Asia. Isaac Morris fut stupéfait de voir un jour le jeune midship Campbell, un ami de la Défiante laissé à Wager-Camp, le rejoindre dans le calabozo de l’Asia : apprenant que son ami était prisonnier sur le bateau amiral, Campbell avait quitté sa résidence bénignement surveillée à Santiago et traversé les Andes pour le retrouver au cachot.

#### Les aventures du capitaine Cheap
Pendant ce temps, à Wager Camp, Cheap s'était retrouvé à la tête de 19 hommes : à ses fidèles (le Dr Elliott et le lieutenant Hamilton) s'étaient agrégés les hommes de la barque qui avaient renoncé à repasser dans l'Atlantique (dont les 2 jeunes midship Campbell et Byron), et quelques outsiders qui avaient fui dans la nature, mais qui finalement préférèrent la sévérité du capitaine à celle des rivages de Patagonie. Les hommes ramassèrent leurs hardes, se répartirent dans les deux canots, et commencèrent à ramer vers le nord. Ils étaient fouettés par la pluie, repoussés par le vent, ballottés par les vagues, écopaient sans cesse. Ils dormaient le plus souvent tassés les uns sur les autres dans leurs petites embarcations. Quand le temps n'était pas trop menaçant, ils laissaient les canots à l'ancre et descendaient sur le rivage pour la nuit, afin de récolter des moules, allumer un feu, s'étendre sur le sable. Mais une nuit, un coup de vent subit renversa un des canots et l'emporta au large avec ses deux hommes de garde. L'un d'eux revint à la nage, l'autre se noya.
Le canot restant était maintenant surchargé et beaucoup trop bas sur l'eau. On décida de laisser 4 marines « volontaires » sur le rivage, avec leur mousquet, de la poudre et des balles, en souhaitant qu'ils puissent survivre de leur mieux, et on repartit vers le nord en tirant sur les avirons. Mais les vents contraires et les vagues empêchaient les barques de progresser. On fit demi-tour. On s'arrêta à l'endroit où on avait laissé les 4 marines, mais ils avaient disparu. On se retrouva à Wager Camp début février 1742, avec 5 hommes de moins.
Un homme d'une tribu d'indiens, les alakalufs, vint visiter Wager Camp. Il conclut un marché avec Cheap : il acceptait de guider les Britanniques jusqu'à l'île de Chiloé (où il y avait une petite garnison espagnole), si on lui donnait le canot à l'arrivée. Après avoir enterré deux morts de plus, Cheap fit partir 6 hommes dans le canot, et monta avec Hamilton, Byron, Campbell et le Dr Elliott (qui était mourant) dans la pirogue de l'indien. L'indien lui demanda en sus leur dernier mousquet, et Cheap accepta. Le canoë de l'indien arriva à Chiloé, mais le canot et ses 6 hommes disparurent. Les espagnols internèrent les Britanniques survivants, mais les traitèrent avec bonté. Les 4 officiers furent, ensuite transférés à Santiago, la capitale du Chili, où on les laissa libres sur parole : apparemment il se trouvait là des soldats qui savaient qu'Anson, lors de ses expéditions en Caroline du Sud, avait traité humainement ses prisonniers espagnols. Ils restèrent à Santiago jusqu'à fin 1744, puis on leur offrit de prendre passage sur un bateau français qui se rendait en Espagne. Le midship Campbell, qui avait appris que l'amiral Pizzarro détenait à bord de l'Asia, son navire amiral, trois Britanniques de la Wager (dont Isaac Morris) préféra quant à lui traverser les Andes à dos de mulet afin de rejoindre son ami Isaac en baie de Montevideo. Les 4 Britanniques furent ensuite internés en Espagne, et finalement Campbell put rejoindre la Grande-Bretagne en 1746, suivi quatre mois plus tard par Morris.
À cette date, les survivants du naufrage de la Wager étant réunis en Grande-Bretagne, tout le monde pensait que certains des hommes de son équipage allaient être accusés de mutinerie et désertion, et jugés en cour martiale. Mais la cour martiale n'évoqua que la perte de la frégate, et non les évènements consécutifs. Ce fut le lieutenant Baynes, qui était de fait en charge au moment du naufrage, qui fut finalement jugé. Il fut condamné à recevoir une réprimande, pour « omissions dans le service », et non un blâme pour abandon de poste.
Cependant les gazettes publiaient des versions contradictoires des événements, que les protagonistes (Bulkeley, Cummins, Campbell, Morris, le maître-tonnelier Young) dévoilaient à plaisir. Le midship Byron rédigea assez longtemps après sa propre relation : ce fut la seule qui épargnât le capitaine Cheap, qui d'ailleurs était mort entre-temps.
Au total, des 120 marins et des 142 marines qui avaient embarqué à bord de la Wager, ne revinrent en Grande-Bretagne que 29 marins (dont 4 officiers), et 4 soldats.

### Raids en Amérique latine

#### Course au large du Pérou
Sur  Isla Mas-a-tierra pendant ce temps, les réparations allaient bon train, autant que le permettaient l'outillage de fortune et l'absence d'infrastructures portuaires. Et en septembre 1741, grâce à la nourriture fraîche et au climat salutaire, les survivants des équipages avaient pour la plupart récupéré. Mais ils n'étaient plus que 335.
La question était maintenant de savoir ce qu'on allait faire. D'une part les effectifs en marins et en soldats avaient fondu ; d'autre part on ignorait tout de ce qui s'était passé en Europe depuis le départ de l'escadre. On ne savait pas sur quel pied on en était avec les Espagnols : il était même possible que la Grande-Bretagne et l'Espagne aient signé la paix. Et qu'était devenue l'escadre espagnole ? Pizarro avait sans aucun doute beaucoup souffert lui aussi en passant le Horn, mais il avait dû rentrer dans un port espagnol, se refaire, et repartir à la recherche des Britanniques.
Pendant qu'Anson réfléchissait et envisageait une attaque sur les côtes orientales de Panama, la vigie signala un navire isolé qui passait au large de l'île, et qui cherchait à s'éloigner. Anson ordonna le branle-bas et lança le Centurion à la poursuite du bateau inconnu. Celui-ci, sans doute un Espagnol, put s'échapper à la faveur de la nuit. Anson croisa à se recherche pendant deux jours. En rentrant à Isla Mas-a-tierra, le Centurion rencontra un autre navire qui venait sur lui. Était-ce un croiseur de l'escadre de Pizzarro ? Non, ce n'était qu'un marchand espagnol faiblement armé. Anson fit tirer quatre boulets dans sa voilure, et la Notre-Dame du Mont-Carmel se rendit immédiatement. Sa cargaison était de peu d'intérêt pour les Britanniques, mais les passagers furent délestés de 18 000 £ en metàlico. Surtout on trouva à bord bon nombre de lettres et de documents intéressants, car, nota Walter, le capitaine du Carmelo (pas plus que les autres commandants Espagnols, d'ailleurs) n'avait pas eu l'idée de les déchirer et de les brûler, ou de les jeter à la mer dans un sac lesté d'une gueuse.
Anson apprit ainsi que non seulement la Grande-Bretagne et l'Espagne étaient toujours en guerre, mais que le siège de Carthagène des Indes avait échoué, de même que les tentatives de débarquement des Britanniques sur Cuba.
Donc il ne pouvait plus compter faire jonction avec les forces de l'ami « Grogg » Vernon en Amérique Centrale, ni même y entrer dans un port pour faire de l'eau ou s'y approvisionner.
L'escadre de Pizarro, apprit-on aussi, n'était pas à craindre pour le moment : elle avait terriblement souffert au cap Horn, était repassée dans l'Atlantique, et se réparait à Buenos-Aires. Les deux escadres ennemies s'étaient donc croisées au Horn, mais les conditions de navigation et de visibilité étaient si exécrables qu'elles ne s'étaient même pas aperçues.
Anson obtint encore d'autres détails : un des vaisseaux espagnols, l’Hermione 54 avait sombré corps et biens – les équipages avaient beaucoup souffert de la faim, car les rations étaient insuffisantes : Pizzarro pensait s'embarquer pour une courte croisière, et de toutes façons pouvoir s'approvisionner aisément dans les ports espagnols – le navire-amiral de Pizzarro, l’Asia 66, et le St-Sébastien 40, avaient perdu la moitié de leurs équipages – à bord de l' Espérance 50, il n'y avait que 58 rescapés sur un équipage de 450 hommes – l'énorme Guipuzcoa 70 avait perdu ses trois mâts et 250 hommes sur 700 et ne s'était pas ouvert en deux car les marins Espagnols avaient réussi à le ceinturer de câbles ; mais, chassé par les vents contraires hors du Rio-de-la-Plata qu'il avait réussi à rejoindre, il avait eu la chance de ne pas sombrer au large, et s'était échoué sur la plage de Santa-Catarina…
Dès son arrivée à Buenos Aires, Pizzarro avait évidemment envoyé un courrier à Lima, afin que le Vice-Roi mette en alerte tous les alcaldes (les maires) des villes côtières d'Amérique du Sud et d'Amérique Centrale, et tous les gouverneurs de places fortes. Quatre vaisseaux espagnols sortirent de Callao, le port de Lima, et mirent cap au Sud, pour intercepter l'escadre d'Anson. Ils avaient l'ordre de ne pas faire de quartier : depuis Porto Bello et Carthagène, les esprits étaient très excités, les Espagnols voulaient se venger. Trois des vaisseaux espagnols montèrent la garde au large de Concepcion, et le quatrième alla visiter les Îles Juan-Fernandez pour voir si les Britanniques n'y étaient pas arrivés. Or à ce moment même, Anson, trompé par ses mauvaises cartes, cherchait Isla Mas-a-tierra bien plus près du continent. Début juin, après avoir attendu quelques jours, l'Espagnol pensa qu'Anson s'était perdu au Horn, ou était ailleurs, et il leva l'ancre. Ainsi Anson avait-il de mauvaises cartes, mais cela le sauva car, affaiblis et pratiquement sans équipage, le Centurion et ses autres navires auraient été une proie facile pour l'Espagnol.
Et de plus, lucky stroke supplémentaire, des grains désemparèrent les trois autres vaisseaux espagnols qui battaient l'estrade plus au nord. Ils rentrèrent au port pour réparer, et pendant deux mois il ne resta qu'un seul croiseur espagnol de garde tout le long de la côte d'Amérique du Sud.
Certes, au bout d'un certain temps, en ne voyant pas arriver le Carmelo, les Espagnols se douteraient qu'il avait été arraisonné par les Britanniques. Mais en attendant Anson avait les coudées franches, et pouvait en particulier capturer tous les navires marchands qui se présenteraient à sa portée. La Gloucester reçut mission de rester en observation devant le port de Païta (au nord du Pérou, près de l'actuelle frontière avec l'Équateur), mais en restant suffisamment au large pour ne pas être vu de la terre. Son équipage fut renforcé de 29 prisonniers espagnols, mais son capitaine savait que seulement 7 seraient vraiment utiles, et qu'il faudrait les surveiller tous.
Le Centurion, le Carmelo et le sloop Tryal restèrent en embuscade au large de Valparaiso. Le minuscule Tryal trouva même moyen de capturer un marchand espagnol, certes non armé, mais trois fois plus gros que lui. Il le poursuivit longtemps, car l'Espagnol, qui d'ailleurs était bon voilier, faisait tout pour lui échapper : le Tryal avait hissé tant de voiles et sa coque était si bas sur l'eau à cause des voies d'eau que l'autre l'avait pris pour un bateau-fantôme. On trouva à bord de l’Arranzazu, outre une cargaison sans intérêt pour les Britanniques, 5 000 £ en argent. Comme le petit sloop était vraiment en trop mauvais état et prenait l'eau de toutes parts, ses officiers demandèrent à Anson, par une lettre qu'ils signèrent tous, qu'il les autorise à passer à bord de leur prise. L’équipage transféra ses possessions et les canons du Tryal à bord de la prise (qu'ils rebaptisèrent Tryal's Prize, littéralement : Prise du Tryal), puis ils sabordèrent le sloop.
L'escadre mit cap au nord, au large d'une côte aride et embrumée, surmontée par les pics neigeux des Andes.
Le 7 novembre, alors que le Centurion filait au large de Callao, le port de Lima, le chapelain Walter nota que la mer était à perte de vue d'un beau rouge écarlate. Il fit prélever une baille d'eau de mer, en remplit un verre, et constata que l'eau était parfaitement limpide, mais que des globules rouges, gélatineux, flottaient dans le verre… Il observe que c'est du frai de poisson. Il nota aussi, les jours suivants, qu'un courant froid aidait les navires, leur faisant gagner une douzaine de miles dans le nord chaque jour. Sans s'en rendre compte il observait l'effet du courant auquel Alexandre von Humboldt donnera son propre nom en 1800, sur la faune marine.
S'il s'était arrêté aux Galapagos, 1° plus au Nord, sous l'équateur, qui sait quelles observations Walter, ce chapelain à l'esprit curieux et observateur aurait pu y faire 89 ans avant Charles Darwin ? Walter nota même, ultérieurement, que vers 4° de latitude nord (alors que les cimes neigeuses des Andes s'abaissaient et disparaissaient à l'est), la température augmenta soudain étrangement, et que les bonites et les premiers poissons volants apparurent, alors qu'en Atlantique ils descendent beaucoup plus bas en latitude.
L'escadre continuait à remonter vers le Nord. Le 11 novembre, on captura encore un autre navire marchand, la Nuestra Señora del Carmin : Peircy Brett l'arraisonna avec sa chaloupe, car le vent manquait, et il obtint sa reddition en faisant tirer une volée de mousqueterie dans les voiles. On trouva à bord de l'acier, du fer, de la cire, du poivre, du bois de cèdre, du tabac, de la cannelle, de l'indigo, des rosaires, des indulgences, et trois dames espagnoles (dont la plus jeune était d'une grande beauté), avec leurs esclaves noires. Montrant qu'il était à la fois officier et gentleman (et non un brutal boucanier), Anson autorisa les dames à rester dans leur cabine, et fit même monter la garde devant leur porte. Un des matelots de la Carmin s'avéra être un Irlandais, qui sortait de la prison de Païta. Il apprit à Anson qu'à Païta on savait que la Gloucester croisait au large : un bateau de pêche l'avait aperçue.

#### Anson décida d'attaquer Païta[20]

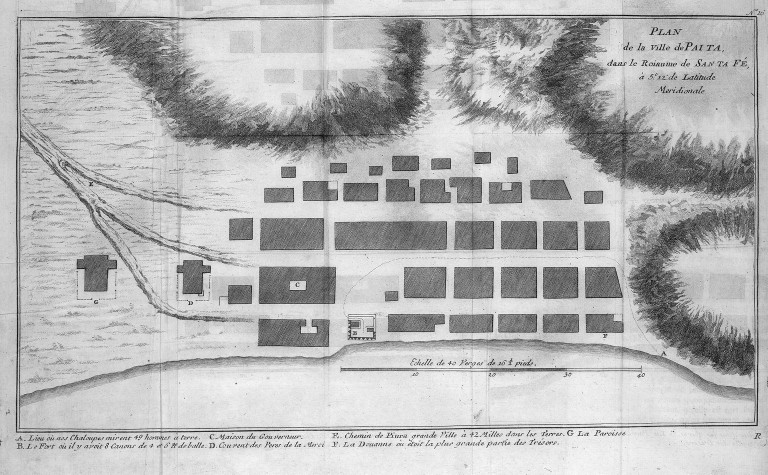
Le plan de Païta

Puisqu'il était découvert, avant que ses habitants n'aient eu le temps d'organiser leur défense et de mettre en lieu sûr l'or et l'argent qui attendaient là-bas d'être embarqués pour le Mexique. Certes, Païta était un objectif modeste, mais il correspondait à la modestie de ses effectifs : il aurait été déraisonnable de chercher à s'attaquer à un grand port bien défendu, comme Callao.

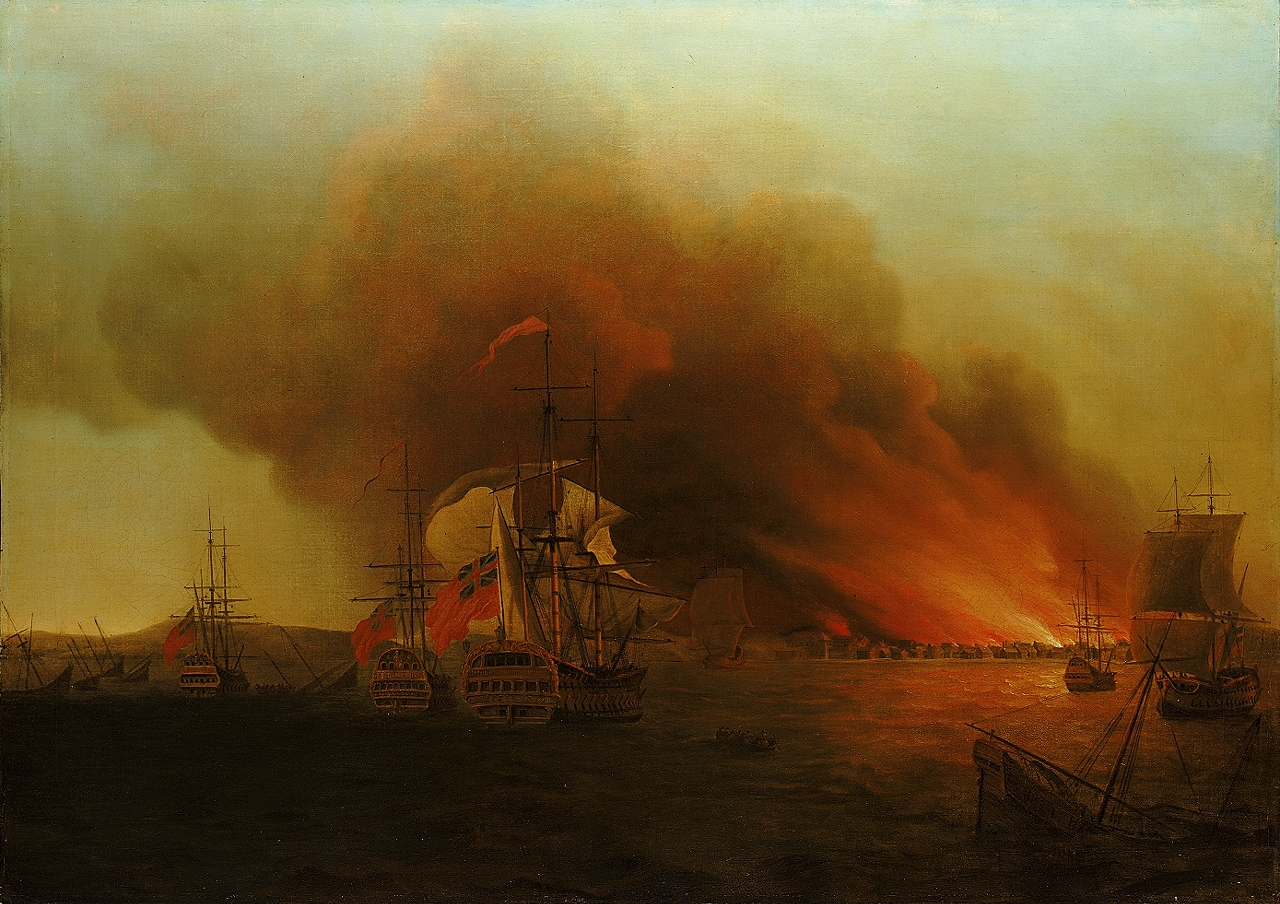
L'attaque et l'incendie de Païta.

Les navires restèrent à quelques miles au large, et les chaloupes débarquèrent de nuit 60 Britanniques, commandés par le lieutenant Peircy Brett, qui firent du bruit comme 300, qui affolèrent les habitants, et prirent la ville pratiquement sans coup férir. On leur tira dessus depuis les balcons, mais ils n'eurent qu'un mort. Les habitants s'enfuirent tous en chemise de nuit dans les collines, y compris le gouverneur, ce qu'on regretta fort, car il aurait pu offrir une bonne rançon. En trois jours, pendant que les Espagnols faisaient des fantasias juste hors de portée des mousquets, les Britanniques pillèrent méthodiquement la ville, vidèrent les entrepôts de la Douane et les églises, transportèrent tout le metàlico et les marchandises de valeur sur leurs bateaux et firent même main basse sur du bétail. Puis Anson donna l'ordre d'incendier la ville (sauf deux églises), puisque les Espagnols n'avaient pas voulu transiger sur le prix à payer pour qu'elle soit épargnée. Brett, qui avait su maintenir une discipline rigoureuse parmi ses jacktars, encloua le canon du fort, recula en bon ordre sur la plage, maintenant les jinetes (cavaliers) espagnols à distance, embarqua tout son monde, et revint aux vaisseaux. Anson prit le large après avoir renvoyé ses 88 prisonniers espagnols à terre ; il y eut des scènes touchantes quand les prisonniers de marque, dames comprises, tinrent à remercier le Commodore de son hospitalité.
Brett, qui maniait aussi bien le pistolet que la mine de plomb, dessina la baie de Paîta au crépuscule, avec les flammes montant de la ville et l'escadre alignée se préparant au départ.
Avant de partir, Anson fit aussi main basse sur un navire espagnol, le Solidad qui paraissait bon voilier, et coula les autres dans la baie.
À bord, on rit fort des anecdotes que Brett rapporta. Une fois entré dans la ville, dès qu'il eut posté ses sentinelles, il laissa ses gars fourrager un peu dans les maisons (avec interdiction stricte de toucher aux alcools), et il fut stupéfait ensuite de les voir revenir déguisés en señores : ils s'étaient vêtus à la hâte, par-dessus leurs hardes crasseuses, de tous les plus beaux vêtements qu'ils avaient pu trouver ; et ceux qui n'avaient pas dérobé de vêtements d'hommes avaient enfilé les riches robes de brocart des dames enfuies. Autre détail cocasse : un homme ne put résister, il se saoula, s'endormit, et ne se réveilla que dans le tohu-bohu de l'incendie, alors que les chaloupes quittaient la plage. Il courut, appela, se fit poursuivre par les Espagnols, entra dans la mer en criant, et Brett fit contre-nager pour revenir le chercher ; celui-là fut sauvé, mais n'échappa pas ensuite aux 20 coups de cat-o-nine-tails.
Le décompte et le partage du butin en liquide amassé à Païta (30 000 £ en metàlico) inaugura les conflits d'intérêts qui devaient culminer après le retour à Londres : en effet, la règle voulait que seuls ceux qui étaient descendus à terre aient droit à une part du butin, et ceci d'ailleurs sans distinction de grade. Les disputes commencèrent, et elles devaient durer longtemps. Pour calmer les esprits, Anson fit réunir l'équipage sur le demi-pont, félicita ceux qui étaient descendus à Païta, et aussi ceux qui étaient restés de garde à bord et avaient coulé les vaisseaux espagnols, les assura que leur mérite était égal, et fit mettre en tas tout le butin, monnaie et bijoux, crucifix, patènes et ostensoirs, y compris sa propre part. Puis il effectua le partage entre tous.
Alors qu'on remontait vers le Nord, la Gloucester captura deux barques qui transportaient 19 000 £ en argent cachés dans des jarres apparemment anodines ; mais comme les Espagnols à bord, qui se prétendaient pauvres commerçants, mangeaient un pâté de pigeon dans des assiettes d'argent, ils eurent droit à une fouille serrée et furent embarqués comme prisonniers.
L'escadre d'Anson, qui comptait maintenant le Carmelo, le Carmin, la Teresa, le Tryal (ex-Arranzazu), le Centurion et la Gloucester mit le cap au nord vers Acapulco, pour essayer d'intercepter le galion de Manille. En principe, il devait arriver sous deux mois, ce qui laissait du temps aux Britanniques. Mais l'escadre avançait lentement, ralentie par les prises (qui suivaient en remorque) et par les vents contraires.

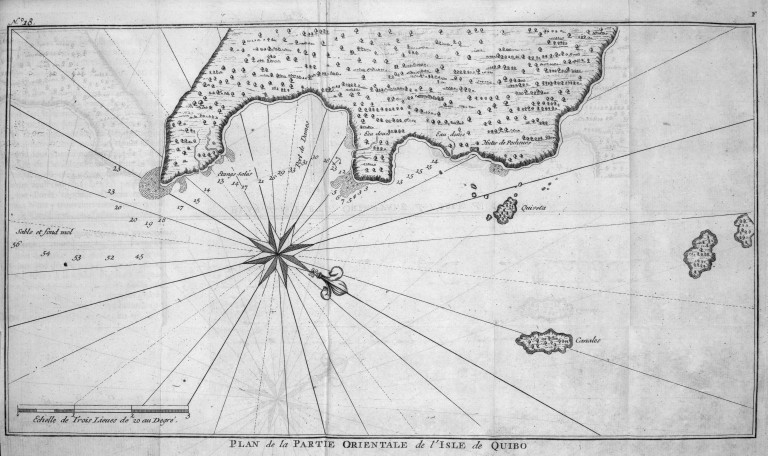
L'île de Coïba

On finit par manquer d'eau, et il fallut faire aiguade sur l'île de Coïba, à 25 miles de la côte du Panama, sur le golfe de Chiriqui. C'était une île tropicale mais, à la différence de Santa Catarina, celle-ci était vraiment paradisiaque. L'eau y était délicieuse, les fruits abondaient, des cascades tombaient dans la mer, des vols d'aras tournaient au-dessus des promeneurs qui marchaient sur les plages parsemées de coquilles de nacre, l'air était tiède et parfumé. Les hommes pêchaient et plongeaient en riant, depuis l'avant des chaloupes, sur les tortues de mer qui dormaient en surface. Elles pullulaient. et on en chargea à bord assez pour en manger pendant les 4 mois à venir. Les prisonniers espagnols essayèrent de rabattre la joie de l'équipage en parlant des énormes caïmans de mer, des grandes raies manta (on les voyait sauter à grand bruit à la surface) qui étouffaient les nageurs, de la chair empoisonnée des tortues… Ils se turent quand ils virent les Britanniques se régaler de fricassée de tortue, et les esclaves indiens et noirs les imiter bientôt. Grâce à tous ces vivres frais en abondance et à la chair des tortues, il n'y aurait d'ailleurs que deux morts pendant la période de navigation qui suivit.

#### À l'affût du galion de Manille
En quittant Coïba, on mit le cap sur Acapulco, et on fit du Nord-Ouest à distance des côtes d'Amérique centrale. Mais le vent était irrégulier, on se trainait. Cependant, on toucha un bon vent le 9 janvier. Comme il n'y a rien de plus agréable que de se tenir au frais et au calme sur le boute-hors quand le navire avance bien dans la brise des Tropiques, un matelot-voilier s'y était installé et pêchait, quand il fit un faux mouvement et tomba à la mer. Ses collègues hélèrent ceux du Carmelo, que le Centurion touait, et ils lui lancèrent des bouts. Le matelot enroula un bout autour de son bras, il fut repêché, et s'en tira avec des coupures et des contusions (quand la quille du HMS lui passa dessus à la vitesse de 7 nœuds), et un bras démis (quand ses amis le tirèrent hors de l'eau).

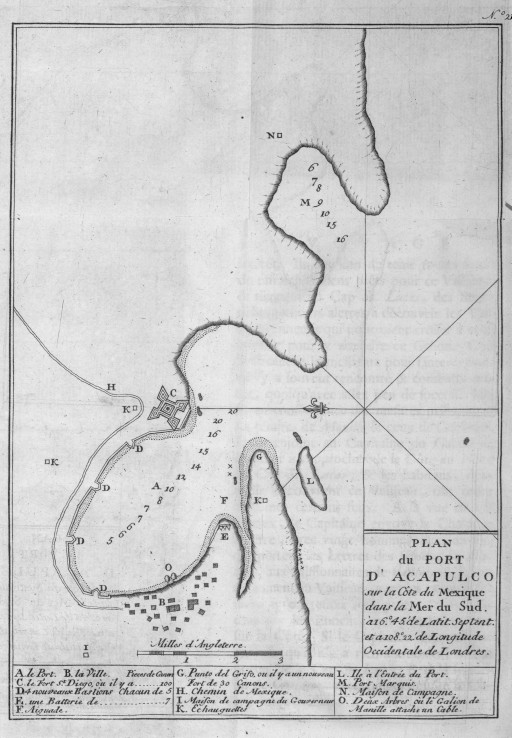
Le plan des environs d'Acapulco

Le 26 janvier 1742, Anson pensa être assez remonté dans le nord, et donna l'ordre de mettre cap à l'est pour approcher Acapulco. Pendant la nuit on vit une lumière, on pensa que c'était le fanal du galion et on courut sus à la plus riche prise du monde. On resta en alerte toute la nuit, scrutant l'obscurité, canons chargés et boute-feu à la main. Mais à l'aube on vit que ce n'était qu'un grand feu au sommet d'une montagne… Anson revint au large et envoya une chaloupe vers la terre, avec la mission de savoir où l'on se trouvait, où était Acapulco, et si possible d'obtenir des renseignements sur le galion.
La chaloupe revint 5 jours plus tard, elle n'avait pas trouvé de port. Anson remonta encore vers le nord, et renvoya la chaloupe vers la terre. Cette fois elle revint avec de grandes nouvelles : non seulement elle avait trouvé Acapulco, mais elle avait capturé 3 pêcheurs noirs qui révélèrent que le Galion de Manille était arrivé depuis 3 semaines… Mais qu'il repartirait autour du 3 mars, avec un gros chargement d'argent. Ils dirent aussi que c'était un navire monté par 4 à 500 hommes, et armé de 58 canons.
Anson élabora une tactique afin de s'emparer du galion. Le fer de lance de sa force navale serait le Centurion et la Gloucester : il y mit des équipages solides constitués de jacktars et d'esclaves noirs fiables qui avaient appris le maniement des armes et qui savaient qu'ils seraient affranchis s'il se comportaient bien. Les trois navires de prise restants (la Teresa et la Solidad, trop lents, avaient été coulés auparavant) n'auraient qu'un équipage réduit, et serviraient d'espions. Dans la journée tous les bateaux resteraient au large. Mais la nuit ils se rapprocheraient de la côte, en formation dispersée pour ratisser une plus large zone et avoir le maximum de chances d'intercepter le galion s'il essayait de passer à la faveur de la nuit.
Mais les Espagnols se méfiaient : ils avaient décelé l'approche de la chaloupe. Le galion resta au port.

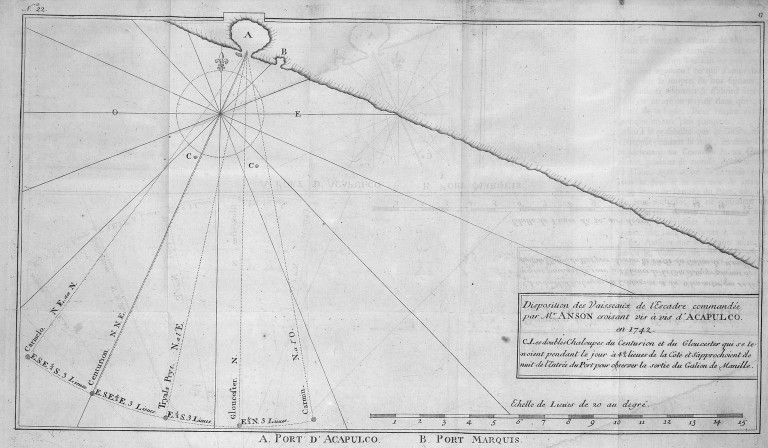
disposition de l'escadre face à Acapulco

L'escadre britannique resta pendant quatre mois à l'affût, bouchonnant au large d'Acapulco. Pendant la Semaine Sainte, on entendait du large, pendant toute la nuit, battre les tambours des Espagnols. Au début d'avril, un mois après la date théorique de départ du galion, le niveau de l'eau dans les charniers? était très bas, quelques cas de scorbut étaient apparus malgré la viande des tortues de Coïba, le moral des hommes flanchait : il fallut abandonner, et partir faire de l'eau en urgence.
Le Commodore laissa un cotre avec sept hommes en sentinelle au large d'Acapulco et fit mettre le cap au Nord-Est : à 160 miles d'Acapulco, Zihuatanejo était une hacienda près de la plage, où Dampier disait avoir trouvé une bonne aiguade en 1685.

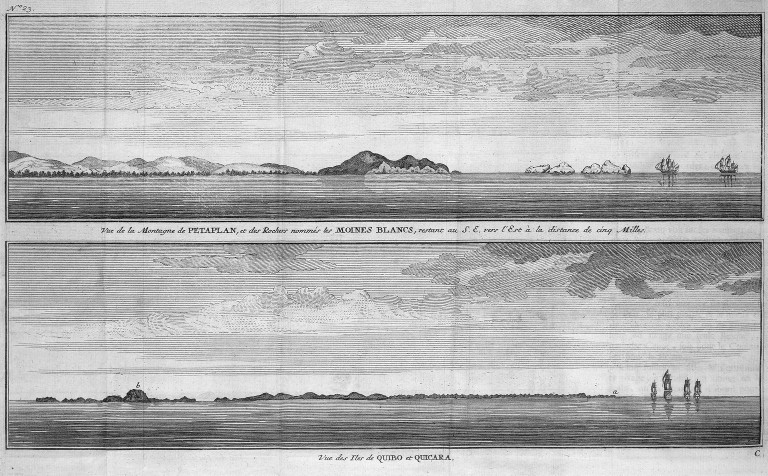
Le port de Petaplan

En fait le paysage avait changé en 57 ans, le cours de la rivière s'était modifié, l'aiguade fut difficile à trouver : il fallut aller à un demi-mille à l'intérieur des terres avec les barriques, et l'eau s'avéra de qualité à peine passable. Mais on trouva la source au milieu de l'étang d'eau saumâtre, et on y remplit des petits barils, que l'on vidait ensuite dans les futailles. Pendant que les corvées d'eau s'activaient, d'autres équipes ramassaient des papayes, des limons, du mouron rouge que Walter, faute de mieux, pensait anti-scorbutique.

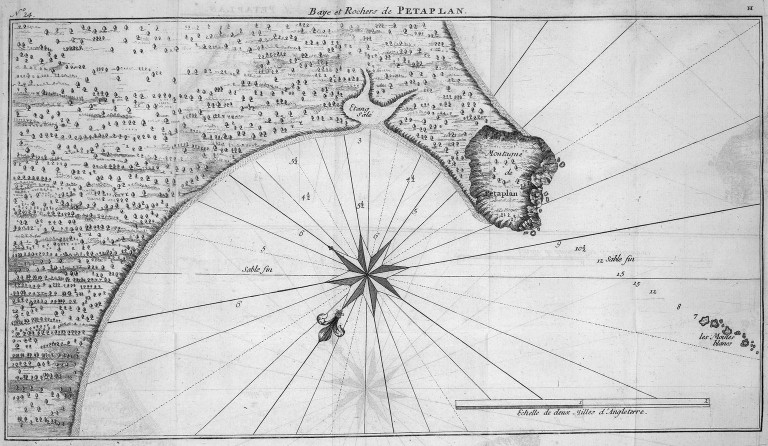
La carte du mouillage

On gardait à l’œil les Espagnols qui montaient la garde autour des Britanniques, à bonne distance, et la nuit entretenaient des feux pour maintenir la pression psychologique. Ils envoyèrent un jour une patrouille d'Indiens, et ce fut Louis Léger, le cuisinier du Commodore qui se fit prendre alors qu'il cueillait des citrons. On sut longtemps après qu'il avait beaucoup souffert en captivité, car il était français et catholique, ce qui pour les créoles (Espagnols nés en Amérique latine) formait une double circonstance aggravante : ils soupçonnaient en effet (à tort ou à raison) les Français d'avoir suggéré au pouvoir central de Madrid les édits excluant les Créoles des emplois publics – et un catholique qui se mettait volontairement au service des protestants ne méritait que le mépris et les mauvais traitements… Il fut dépouillé, bien étrillé, attaché à la queue d'un mulet et trainé, nu comme un ver sous le soleil, jusqu'à Acapulco, où on chercha bien entendu à lui extorquer des renseignements. Il moisit ensuite longtemps en prison, puis fut embarqué dans le calabozo d'un navire en partance pour l'Europe. Il réussit à s'échapper lors d'une escale au Portugal, mais à peine rentré en Grande-Bretagne fut tué dans une rixe. Triste fin pour un artiste français qui avait su faire de la table du Commodore un lieu consensuel : Anson y invitait ses prisonniers de marque espagnols, officiers ou notables civils, et leur démontrait que les Britanniques n'étaient pas les monstres que la propagande du Vice-roi et des moines décrivait. Un vénérable père jésuite avait même convenu, au dessert, que, parmi les hérétiques, il y en avait beaucoup de bonne volonté, et que ceux-là ne seraient certainement pas damnés.
Sur la plage sableuse de Zihuatanejo, les matelots tiraient la senne, et Walter allait examiner le produit de leur pêche. Il reconnut des fiddle-fishes (poissons en forme de violon : des torpilles). Il connaissait les propriétés des « tremblards » des mers d'Europe, mais il constata qu'ici ces espèces de raies émettaient un « fluide engourdissant » bien plus puissant, et que s'il posait le bout de sa canne sur les taches noires du dos de l'animal, tout son bras était paralysé encore plus longtemps.
Mais sa démarche scientifique, qui aurait pu en d'autres circonstances amener Walter à disséquer l'appareil électrique des torpilles et le faire aboutir (58 ans avant Volta) à la découverte de la pile électrique fut interrompue par l'appareillage.
De plus l'ambiance était morose, tout le monde était perturbé : on regrettait Louis Léger, et de plus, après avoir dépouillé le Carmin, le Carmelo et le  Tryal (ex-Arranzazu), il fallut arroser ces bateaux avec lesquels on s'était lié de substances inflammables et les incendier sur la plage. Et chacun devrait ensuite se replier sur les deux vaisseaux restants : la Gloucester et le Centurion. De toutes façons, pour affronter la traversée du Pacifique, et éventuellement la renverse de la mousson à l'arrivée en Asie, on était à peine assez nombreux pour manier deux vaisseaux.

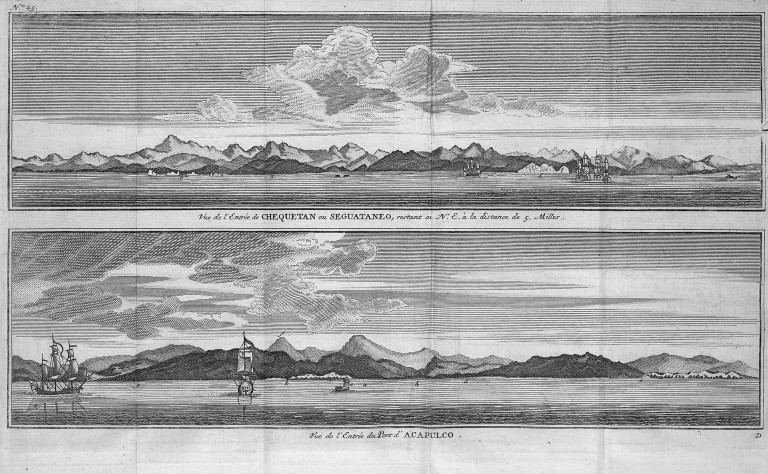
Vue du large

Par ailleurs la Gloucester effrayait les matelots : elle avait perdu tant hommes au Horn, puis avait rôdé comme un bateau-fantôme délabré pendant tout un mois autour de Juan-Fernandez avant de pouvoir jeter l'ancre, et de se révéler alors un cimetière flottant… De plus elle s'écartait de l'escadre au moindre vent ou courant contraire, et disparaissait alors pendant des jours malgré les efforts de son équipage – enfin elle prenait l'eau, il fallait pomper tous les jours, et chacun se demandait ce que ce jinx-boat (bateau porte-poisse) avait encore en réserve.

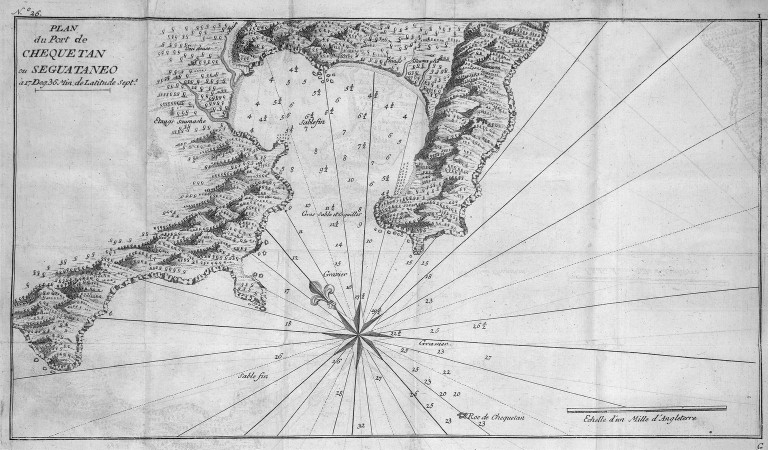
Le plan à plus grande échelle

#### Tous ces contretemps
Le remaniement des effectifs démoralisait les équipages qui quittaient Zihuatanejo. Et évidemment les officiers et les hommes du Tryal (ex-Aranzazu) étaient furieux : ils regrettaient leur indépendance et leur beau bateau. Mais de plus, ils savaient que selon le règlement, en l'abandonnant pour monter à bord d'un autre, ils avaient perdu leur ancienneté, leur solde et leur part de prise. À moins que le Commodore ne les nomme officiellement membres de son équipage.
Quant aux Espagnols, ils avaient le temps pour eux, ils pouvaient retenir le galion à quai indéfiniment. Anson pesa les possibilités d'aller chercher le trésor directement dans les coffres de la douane d'Acapulco. Irréalisable avec aussi peu d'hommes, contre les mille soldats espagnols qui, selon les prisonniers noirs, attendaient derrière les murailles du fort. Une attaque de nuit ? Mais les pratiques locales parlaient toutes du calme plat qui durait toute la nuit dans ce cul-de-sac surchauffé. Tout juste si l'aube amenait quelques légers souffles de vent de terre.
De toutes façons, il fallait envisager le retour en Grande-Bretagne : Anson savait que les hommes commençaient à groumer dans les entreponts, ils en avaient assez de tourner en rond au large des côtes d'Amérique Centrale, et pour pas grand chose. Pizzarro étant certainement de garde à la sortie du Horn, il faudrait passer par le cap de Bonne-Espérance. Auparavant, il faudrait absolument relâcher. En Chine, à Macao, comptoir portugais, ou à Canton, pour obtenir l'aide de la Compagnie Britannique des Indes Orientales. Et les sept hommes dans leur cotre, devant Acapulco, il faudrait aussi aller les récupérer, ils attendaient depuis 7 semaines.
On retourna au large d'Acapulco, on ne trouva pas le cotre. On pensa qu'il avait été capturé par les Espagnols. Anson envoya à terre un canot avec 6 prisonniers et une lettre : il offrait de relâcher tous ses captifs si on lui rendait ses 7 marins. Il attendait la réponse, quant au bout de trois jours on vit apparaître le cotre. Il n'avait pas été capturé par les Espagnols, il cherchait l'escadre depuis 6 semaines, et son équipage était très éprouvé par les coups de soleil, la faim et la soif : ils s'étaient nourris à la fin de quelques tortues qu'ils avaient capturées, et avaient bu leur sang.
Sans plus attendre, le 6 mai 1742, Anson renvoya à terre 57 prisonniers Espagnols, garda à bord 43 hommes d'origines diverses, et mit cap à l'ouest vers l'Asie.

### La traversée du Pacifique

#### Avaries
Anson pensait traverser facilement le Pacifique d'est en ouest, en 2 ou 3 mois au plus, comme l'avaient fait ses prédécesseurs : ils avaient été poussés par les trade-winds, les alizés qui soufflaient régulièrement entre 10° et 14° nord. Mais Anson ignorait qu'au mois de mai, ces vents étaient rejetés bien plus au Nord de sa position. Il descendit même à leur recherche jusqu'à 6° Nord de l'Équateur. Les deux HMS restèrent donc ababouinés pendant 7 semaines dans la fournaise, les petits airs et les calmes, avant qu'Anson ne remonte vers le nord et ne trouve les alizés du Nord-Est.
Le gréement des navires fatiguait beaucoup dans les calmes, et malgré les renforts de fortune le mât de misaine du Centurion se fendit quelques jours après le départ d'Acapulco. Quant à la Gloucester, elle démâta : son grand-mât s'abattit autour de la mi-juin… Les deux navires se traînaient donc sous voilure réduite. Cette lenteur, qui sur des navires en bon état et avec des équipages frais n'aurait été qu'un gros inconvénient, fut, dans ces circonstances, catastrophique.
Le scorbut se déclara, d'abord chez les prisonniers qu'Anson détenait encore, puis chez tous les marins.
En juillet, le gréement de la Gloucester 50 finit de partir en morceaux. Puis une grosse voie d'eau se déclara dans sa coque, à tel point que le 13 août on nota qu'il y avait 7 pieds (2,10 m) d'eau dans les fonds et que l'eau montait bien qu'on pompât sans arrêt… M. Mitchell, le capitaine de la Gloucester, fit signaler au Commodore qu'ils étaient sur le point de couler, et Anson lui fit envoyer le signal « Nous de même ». Cependant, après un examen approfondi, il fut évident que la Gloucester 50 allait vraiment par le fond : l'eau montait plus haut que les futailles d'eau et d'endaubage, il ne restait plus qu'à sauver ce qu'on pouvait de la frégate. On transborda à grand peine les coffres de métaux précieux, l'équipage de la Gloucester ramassa ses hardes et passa sur le Centurion, et le 15 août on incendia les superstructures de la frégate avant de l'abandonner : il ne fallait pas que l'épave puisse dériver jusqu'à l'île de Guam, où se tenait une garnison espagnole.

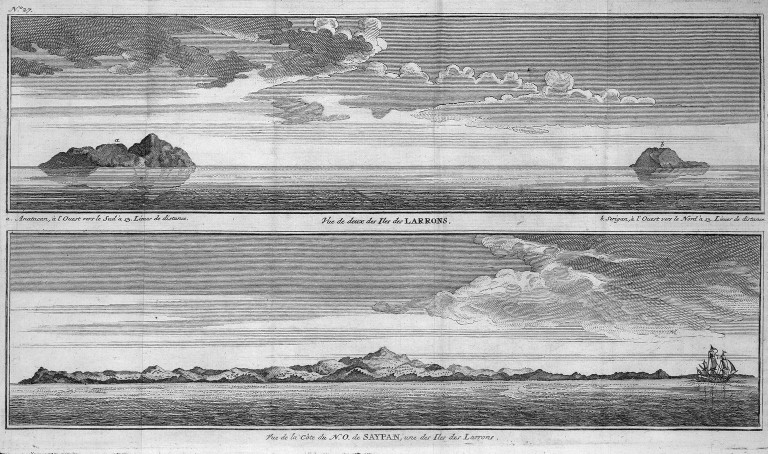
Les îles des Larrons

Le Centurion continua vers l'ouest. À bord, 8 à 10 hommes mouraient chaque jour, et les voies d'eau remplissaient le bateau : même le Commodore prenait son tour aux pompes. On allait couler si on ne touchait pas une terre, fût-ce Guam. Le 23 août la vigie cria « Terre !! ».

#### Tinian
Tinian était une petite île située au nord-ouest de Guam, dans l'archipel des Ladrones (îles des Larrons, aujourd'hui Mariannes).
Il fallut 4 jours pour l'approcher et trouver un mouillage passable, et 5 grandes heures pour carguer les voiles. Avant de jeter l'ancre, Anson avait fait hisser le drapeau Espagnol, afin de se faire bien recevoir. Un prao, une fine pirogue à balancier, vint à la rencontre du vaisseau. Elle portait 4 îliens et un Espagnol. Au bout de quelques moments les Britanniques apprirent que les seuls habitants de l'île étaient cet Espagnol et une douzaine d’"indiens", qui tuaient des bœufs et en salaient la viande pour la rapporter à la garnison espagnole de Guam. Anson donna alors l'ordre de s'assurer de ces hommes, d'aller à terre capturer leur barque, et de se rapprocher de la plage pour mouiller.
Puis tout le monde, officiers compris, donna la main pour transporter les malades à terre, créer une infirmerie et les y installer. Rude travail, car à l'arrivée il n'y avait que 80 matelots debout, dont seulement 16 hommes et 11 boys pouvaient courir à la manœuvre. Il y avait 128 malades, et 21 d'entre eux moururent pendant le transport, ou dès qu'on les posa à terre.

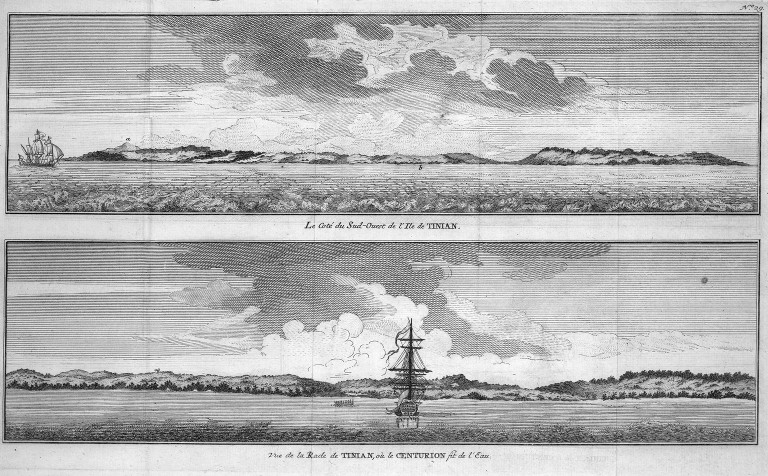
L'île de Tinian

Les survivants se remirent vite, car l'île de Tinian était un vert paradis tropical : l'eau douce, les fruits et le poisson y abondaient, les fleurs embaumaient, le bétail importé par les Espagnols (des centaines de vaches blanches à oreilles noires) paissait dans les prairies sous les cocotiers, poules et coqs s'ébattaient sur le gazon fleuri. Les hommes se gavèrent de volaille et de beef-steak, de citrons, de cocos, d'oranges, de pastèques, de limons, d'oseille, et surtout de " tout ce qui avait un goût acidulé " nota Walter. Ils appréciaient aussi les fruits de l’" arbre à pain ", à tel point qu'on cessa de leur distribuer du pain. Une famille de mastins, les grands chiens de guerre que les Espagnols avaient laissés sur l'île, vint se joindre spontanément aux parties de chasse au porc sauvage, et ils se firent abondamment découdre. Le Commodore voulut se donner un peu d'exercice, car il se sentait, comme la plupart des puissants de son époque (William Hogarth les a bien caricaturés, le pied bandé posé sur un tabouret…) tracassé par la goutte : il partit chasser lui aussi. Au cours de la battue, son parti débusqua un groupe d' "indiens" : loin d'aller à la rencontre des Britanniques, ils s'étaient cachés au centre de l'île. Il les poursuivit, ne put les rattraper, mais découvrit leur caverne, où un copieux repas de porc sauvage était tout préparé. Ils firent honneur à la cuisine locale et la trouvèrent délicieuse, d'autant que leur appétit, note Walter, était devenu féroce, sans doute par un effet de l'air bénéfique qu'on respirait à Tinian.

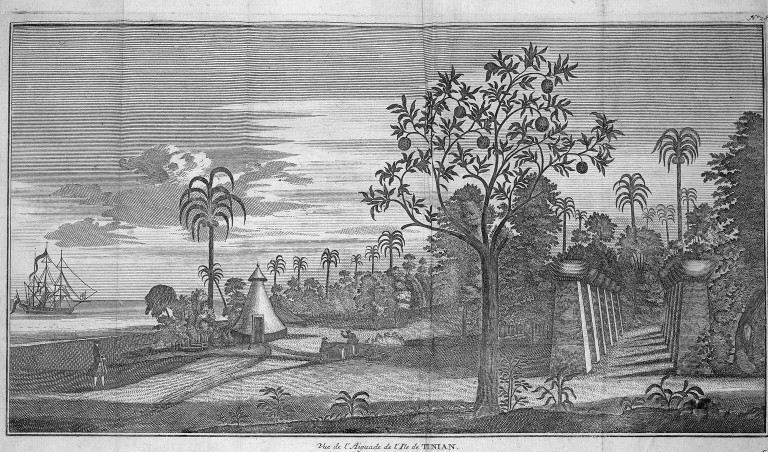
L'île de Tinian

Piercy Brett, qui avait vraiment un bon coup de crayon, dessina ce Jardin d'Éden dans un style naïf et bucolique : les grands arbres, palmiers et artocarpes, les prairies et les bois, les alignements de piliers pyramidaux élevés par les indiens disparus depuis l'occupation espagnole, la plage, l'aiguade, la grande tente marabout du Commodore, et au fond le Centurion tirant sur ses ancres affourchées, bannières flottant au vent.
En quelques jours, la plupart des survivants récupéra d'une façon spectaculaire.
Ensuite il fallut s'attaquer au calfatage du Centurion. On ne pouvait l'abattre en carène sur la petite plage de Tinian, on essaya donc de le faire gîter au maximum pour exposer ses œuvres vives. Pour cela, il fallut porter en arrière, puis en avant, sur tribord, puis sur bâbord, toutes les masses les plus pesantes qui se trouvaient dans le navire : les canons, les coffres de métaux précieux, les futailles, les barriques, les barils de poudre. Les charpentiers et les calfats firent toutes les réparations qu'ils purent sur les flancs et l'avant du HMS, mais quand on le remettait d'aplomb, l'eau remontait dans les fonds. Il était évident qu'il subsistait d'importantes voies d'eau, et qu'elle ne pourraient être traitées qu'en cale sèche, donc dans un grand port.

#### Problème de mouillage
Sur Tinian, il n'y avait que trois inconvénients  (à part la proximité de la garnison espagnole de Guam) : les cousins, les tiques, et le mouillage en rade foraine.
Le fond était de très mauvaise tenue, parsemé de pâtés de corail qui usaient le câble d'ancre le mieux fourré, et la Mousson d'ouest (qui souffle de mi-juin à mi-octobre) levait contre les courants de marée des vagues énormes qui secouaient le HMS.
Dans la nuit du 18 septembre « nouveau style » (Calendrier julien) il n'y avait à bord du Centurion que 109 marins, quelques officiers de garde dont Brett et Saumarez, et Walter le chapelain du bord. Un furieux coup de vent (qui par chance portait au large) contraria le flux et d'énormes rouleaux se levèrent dans la rade. La chaloupe fut fracassée contre le couronnement du HMS, le câble d'une des ancres consentit, l'autre dérapa bien qu'on eût filé deux encablures (400 m environ) de son câble, et le Centurion se retrouva en pleine mer.
Saumarez, commandant du Centurion en l'absence d'Anson, avait bien fait tirer le canon d'alarme et allumer les feux de détresse, mais la bourrasque fut si soudaine que personne ne put revenir à bord.
Au matin on se compta : 107 hommes (dont le Commodore) étaient restés sur l'île.
Sur Tinian, on était pétrifié. On pensa que le Centurion pourrait peut-être (avec de la chance) aller jusqu'à Macao, s'y faire réparer et revenir. À moins qu'il ne coule en route, ce qui paraissait fort probable. Quoi qu'il en soit, ils allaient devoir se débrouiller seuls.
Il n'y avait à Tinian en fait de bateaux que le petit prao (qui de toutes façons ne pouvait être dirigé que par des "indiens" habitués à sa manœuvre bien particulière), et la patera, la barcasse qui servait à rapporter le boucan de bœuf et les fruits à Guam.
Naturellement, les Britanniques, maintenant qu'ils étaient requinqués, ne voulaient pas aller à Guam : les Espagnols les y laisseraient pourrir en prison, ou pire. Mais rester sur Tinian équivalait à se retrouver en geôle à Guam à plus ou moins brève échéance…
Anson prit alors les choses en main. Il réunit les hommes, et les harangua. Il leur remonta le moral en leur démontrant qu'ils avaient traversé des épreuves pires que celle-ci. D'ailleurs, n'étaient-ils pas tous ici de jolly good fellows, de sacrés lurons ? N'avaient-ils pas passé le Horn, et deux fois la ligne ? On pouvait aller à Macao dans la patera, à condition de l'aménager. Oui, il suffisait d’allonger et de ponter cette patera, et par chance on avait sur l'île les charpentiers et leurs outils, et le forgeron et sa forge, et de beaux arbres à couper. Et du bon bœuf à manger, tant qu'on voulait. Et on allait faire voir au monde entier que les jacktars de la Royal Navy savent naviguer, et qu'ils peuvent transformer une spanish cattle-barge, un bac-à-vaches espagnol, en un joli cutter britannique. Pas de voiles ? On prendra les toiles de tente, et des peaux de vache, comme sur les currac'h irlandais. Pas de soufflet pour la forge ? Mais il suffit de tuer deux vaches de plus, de coudre leurs peaux ensemble, de cuire un tube de glaise moulé sur un bambou, et voilà votre soufflet.
Et pendant que des équipes allaient abattre des arbres, d'autres gréaient des palans, tiraient la patera sur la grève, glissaient comme rouleaux des troncs de cocotier bien cylindriques sous la coque, creusaient un bassin à sec pour la recevoir, et commençaient à la scier en deux par le milieu.
Le Commodore tomba l'habit et le justaucorps, et, en chemise, il maniait la cognée, donnait l'exemple. Tout en suant et en tracassant sa goutte, pendant que les hommes s'étourdissaient dans l'action, il réfléchissait : certes pour le moment le moral des troupes était excellent (d'autant plus qu'il n'y avait pas une pinte d'alcool sur l'île), mais bientôt quelqu'un se rendrait compte que pour arriver à Macao il fallait faire 2 000 miles, sans toucher les Philippines, et passer le détroit de Luzon, au Sud de Formose, qui était très mal pavé. Et qu'on n'avait pas le moindre instrument de navigation, pas de récipients pour l'eau, pas de provisions pouvant se conserver plus de quelques jours.
Il fit part de ses inquiétudes à ses officiers. Comme par miracle, l'un trouva une petite boussole dans un coffre de la patera, un autre fouilla dans le dépôt d'ordures, et dénicha un vieux quart-de-quadrant en bois dans les hardes d'un matelot mort en touchant Tinian. Mais il y manquait les pinnules, les petites plaques de cuivre percées d'un trou, à travers lesquelles se fait la visée. On continua à chercher, et on trouva deux pinnules dans le tas d'ordures. Car s'ils critiquaient les Espagnols qui, partout où ils arrivaient éliminaient les indigènes pour mettre des bestiaux à leur place, les Britanniques ne voyaient pas d'inconvénients à jeter leurs ordures sur la plage d'une île paradisiaque. Pas plus qu'à pourchasser et détenir des indiens qui n'avaient que le tort de se trouver sur l'île quand ils y arrivèrent.

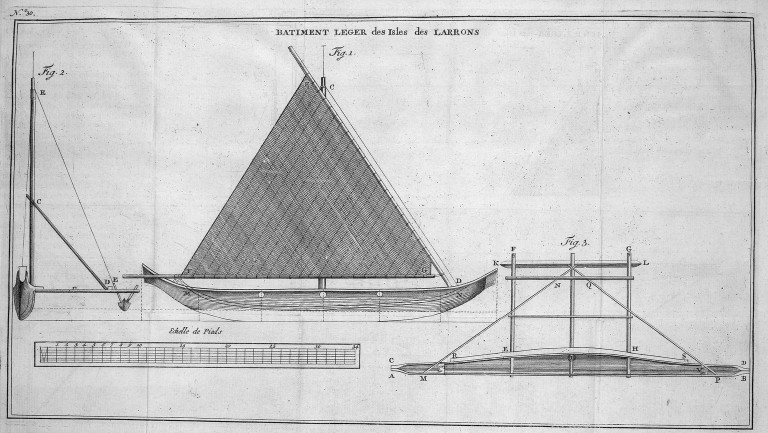
Plan d'un Prao « volant »

D'ailleurs on vit un jour arriver du large trois praos qui volaient sur l'eau. Le Commodore ordonna à tout son monde de se cacher dans les bois. Les praos s'immobilisèrent à quelque distance de la plage, les indiens se concertèrent, puis orientèrent leurs voiles triangulaires, les fines pirogues s'inclinèrent et disparurent vite à l'horizon. Le Commodore remit tout le monde au travail.
Au bout de 19 jours les hommes avaient si bien travaillé que les spécialistes purent annoncer que le cutter serait prêt à être lancé dans un mois, précisément le 5 novembre prochain. Soudain un homme à bout de souffle accourut des hauteurs de l'île où il chassait :
- « The ship, the ship… » balbutiait-il en montrant l'horizon.
Au bout de quelques heures, ce fut évident : le Centurion approchait, il était là, à sa place, devant la plage.
La stupéfaction était générale ; Anson lui-même, à la vue de son navire, avait jeté sa cognée, et, pendant que les hommes dansaient la gigue sur la plage, il ne pouvait retenir son émotion. 18 hommes se jetèrent dans une chaloupe et allèrent aider leurs collègues à mouiller.
Le navire était en cours de réparations quand il fut emporté au large, de nuit, en pleine tempête. Les vergues étaient posées à plat-pont pour donner moins de prise au vent et pour qu'on puisse changer les drisses usées, les haubans étaient relâchés, les voiles déverguées. Seul le mât de misaine était à peu près utilisable, heureusement car le HMS devrait remonter au vent pour retourner sur Tinian. De plus, l'ancre-maîtresse (la seule restante) pendait au bout du mouillage, les sabords grands-ouverts laissaient toutes les vagues s'engouffrer, les futailles et les canons qui n'étaient pas fixés à poste roulaient çà et là à la gite, défonçant les cloisons et menaçant d'écraser les hommes. Il fallut hisser les vergues, mais les drisses rompirent, les énormes espars tombèrent sur le pont, un homme fut écrasé. Il fallut hisser au cabestan la maîtresse-ancre et deux encablures d'énorme câble : 12 heures d'efforts épuisants. Il fallut ensuite tirer des bords vent debout pendant 9 jours.
Mais le petit équipage s'était battu héroïquement pour maintenir son navire à flot, et l'avait remis en état de naviguer, et même de remonter au vent. Le tout en pompant sans cesse, car le problème des voies d'eau était loin d'être réglé.
Le Centurion reprit son mouillage, Anson reprit son poste sous les hourras. Il raconta ensuite à Brett et Saumarez la visite des praos, eux lui avouèrent qu'ils étaient passés non loin de Guam : les Espagnols savaient donc certainement que le Centurion était dans l'archipel des Ladrones, il était urgent de finir de réparer, et de partir. Comme la grande chaloupe avait coulé, il fallut emmener les futailles à l'aiguade sur des radeaux, qui se renversaient souvent dans le ressac.
Le 14 octobre, un coup de vent chassa de nouveau le HMS au large. Heureusement cette fois presque tout l'équipage était à bord, mais il fallut quand même tirer de bords vent debout pendant cinq jours pour revenir à Tinian.
Les hommes restés sur Tinian (ils étaient 70) reprirent le projet de partir en bateau. Mais le cutter presque terminé était trop grand et trop lourd pour qu'ils puissent le mettre à l'eau. Ils décidèrent donc de le raccourcir. Ils avaient réussi à le couper en deux quand, 5 jours après, le Centurion revint s'ancrer devant la plage.
On finit de remplir les charniers d'eau douce, on récolta tout ce qu'on put de fruits, on embarqua plusieurs veaux, on remplit les cages à poules, et, le 21 octobre, on leva l'ancre. Sur la plage, les flammes et la fumée montaient, les bambous crépitaient ; la yole rejoignit le bord avec les matelots qui avaient été chargés d'incendier les huttes, le prao, et le cutter coupé et recoupé.
Brett avait levé le plan de la pirogue à balancier, et Walter et lui s'étaient émerveillés de la qualité de la construction et de l'ingéniosité du système : sans un bout de métal, en utilisant uniquement les végétaux locaux, les "indiens" pouvaient voler sur l'eau à 20 nœuds à condition d'avoir le vent de travers (ce qui était le cas le plus fréquent dans l'archipel des Ladrones), de ne pas craindre de se mouiller en faisant contrepoids et de savoir virer de bord en faisant pivoter la voile et en faisant de la proue la poupe.

### LeCenturionarriva à Macao le 11 novembre

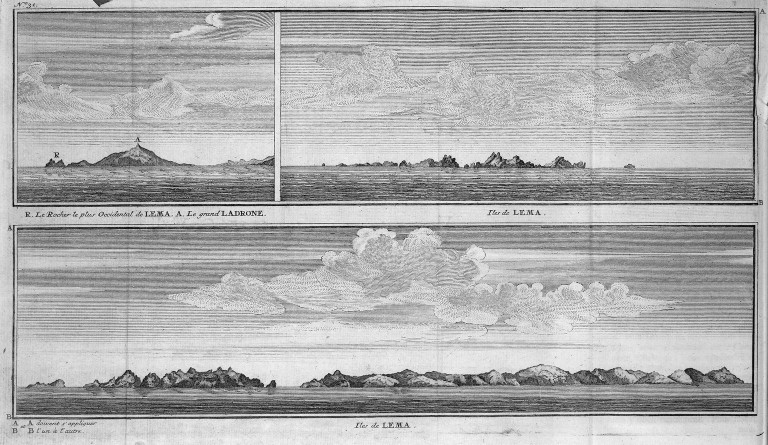
Les îles de Lema au sud de Formose

Après avoir hésité à s'approcher de la côte, sondé, mis à la cape, et même mouillé pour la nuit, tant les cartes étaient imprécises et les atterrages flous. Un matin brumeux, on vit qu'on était entouré par au moins cinq mille petits sampans, sur chacun desquels quatre ou cinq petits hommes à grand chapeau pêchaient à la ligne. On essaya de demander la route à suivre pour aller à Macao à ceux qui flottaient à toucher la coque du HMS, mais rien ne put leur faire lever la tête. La chaloupe du Centurion s'approcha, pour prendre langue, d'un sampan plus gros que les autres, qui portait un drapeau rouge. On pensait que c'était un pilote ; en fait, c'était le chef de la flotte de pêcheurs : il souffla dans une corne, agita son drapeau, et tous les sampans sortirent leurs avirons, hissèrent une natte comme voile, et filèrent en masse vers l'ouest. Les officiers comme les hommes du Centurion furent estomaqués par cette attitude, mais on fit servir et on suivit le mouvement.
On rencontra ensuite un sampan, portant un pilote chinois qui parlait un peu portugais, et qui les mena à Macao pour une poignée de piastres.
Là, les Portugais firent savoir à Anson qu'il existait à quelque distance en aval un port, Tipa, qui était bien abrité contre les taï-fun, les typhons. Anson s'y rendit, mais Portugais comme pilotes chinois avaient sous-estimé le tirant d'eau du Centurion. Comme la marée baissait, il s'échoua, heureusement droit sur fond de vase. Anson commanda la manœuvre : on porta une ancre à une encablure en aval, on attendit la renverse, on se toua sur l'ancre, et comme un petit vent arrivait de l'arrière, on se fit aider par le hunier de misaine. Le Centurion se décolla, glissa jusqu'au port, jeta l'ancre. Il n'y avait plus qu'à attendre en pompant de pouvoir s'approvisionner et réparer.
Les Portugais avaient fondé le comptoir de Macao en 1557, mais la plus grande partie de l'activité commerciale s'était peu à peu déplacée vers Canton, plus en amont sur la Rivière des Perles. Cependant la bureaucratie chinoise ne manquait pas d'y exercer son pouvoir, en particulier l'approvisionnement dépendait de son bon vouloir. Anson apprit vite à la connaître, car il refusa d'entrée de payer le droit d'ancrage : il estimait, selon les usages européens, qu'un navire de guerre en visite devait être dispensé de subir les inspections et n'avait pas à payer les taxes portuaires. Les autorités chinoises s'offensèrent : elles pensaient qu'Anson était plus un commerçant, voire un pirate, qu'un ambassadeur, et elles usèrent à son égard de toutes sortes de manœuvres dilatoires. Ainsi, après qu'Anson eut obtenu du gouverneur portugais de Macao qu'il veuille bien l'aider à plaider sa cause auprès du chuntuck (gouverneur provincial) chinois, l'autorisation d'accoster lui fut refusée dans un premier temps. Ensuite, il s'entendit répondre qu'il n'avait qu'à introduire sa demande par les voies habituelles, en s'adressant aux commerçants Hong qui étaient habilités à faire office d'intermédiaires. Mais au bout d'un mois rien n'avait bougé : les Chinois considéraient Anson comme un pirate qui avait gravement perturbé, voire paralysé, le commerce trans-Pacifique, et de plus fait péricliter l'activité des artisans chinois de Manille qui travaillaient là-bas pour le compte des jésuites et des commerçants espagnols. Ils ne voulaient donc l'aider en rien. Par ailleurs, dit Walter, un Français bien en cour à Canton, mettait aux Britanniques toutes les entraves possibles. Les jésuites les desservaient aussi de tout leur pouvoir. Quant aux commerçants de la Compagnie britannique des Indes orientales, ils craignaient surtout de déplaire aux Chinois dont ils dépendaient entièrement, et tout en protestant de leur dévouement pour le Commodore, refusaient de s'entremettre, tout au moins tant que leurs quatre navires de commerce annuels n'auraient pas levé l'ancre. Ils finirent cependant par accepter de ravitailler le Centurion : leurs navires chargeraient des provisions en partant, et les affaleraient en passant à contre-bord du Centurion pendant leur descente vers la mer, à lui d'envoyer ses chaloupes pour les recueillir au bon moment.
Le temps passait, rien n'avançait. Seules des nouvelles de Grande-Bretagne éclairèrent un peu l'horizon : Anson apprit avec joie que la Perle et la Severn avaient pu rentrer en Grande-Bretagne, quoique fort avariées, et au prix de centaines de morts.
Le capitaine Saunders s'embarque le premier pour la Grande-Bretagne à bord d'un navire suédois, puis d'autres officiers « au chômage » quittent aussi l'expédition. Le capitaine Mitchell, le colonel Cracherode, l'agent avitailleur Tassel, et Richard Walter lui-même, rentrent en Grande-Bretagne sur un vaisseau de la Compagnie des Indes orientales. On est en décembre 1742.
Anson rentra à Macao : à bord on pompait sans arrêt, et on se rationnait. Excédé, le Commodore finit par envoyer une missive officielle au chuntuck: il lui faisait savoir d'une part que sa demande d'audience était restée lettre morte — et d'autre part qu'il exigeait absolument d'être aidé.
C'est que les circonstances avaient de quoi user le self-control proverbial du Commodore : son navire faisait eau de toutes parts, son équipage mourait de faim, et les Chinois non seulement éludaient les demandes, mais cherchaient à gruger les Britanniques en toutes circonstances. C'était une tendance généralisée, semblait-il, et des coolies aux mandarins tous semblaient s'entendre.
Ainsi les volailles et les porcs que l'on achetait à la sauvette, vivants et au poids, à des pourvoyeurs en sampan : on se rendait compte en les vidant que les canards et les poulets avaient été gavés avec une bonne poignée de petits galets. Quant aux porcs, ils avaient été si bien nourris de sel, et avaient l'estomac si gonflé d'eau qu'ils crevaient rapidement. On jetait le cadavre au fleuve, et des sampans attendaient en aval que le porc crevé dérive jusqu'à eux, et le récupéraient.
Autre exemple rapporté par Walter : un officier, connu d'ailleurs pour être un bully, une brute, demanda au Commodore la permission d'aller se dégourdir les jambes sur la rive. Anson essaya de l'en dissuader, mais l'autre s'entêta dans sa demande, et le Commodore finit par accepter, mais en lui recommandant la prudence. L'officier, dans ses plus beaux atours, monta dans la yole, se fit amener à la rive, se promena à loisir, et revint fort content. Il y retourna le lendemain, mais là une douzaine de paysans en guenilles se ruèrent sur lui, le jetèrent à terre et le rouèrent de coups de manche de pelle. Ils lui arrachèrent sa tabatière, ses chevalières, ses boutons de manchette, ses breloques (le tout en or), sa canne à pommeau d'or, son épée à poignée d'argent, ses boucles de chaussures et les boutons de son habit (en argent), ainsi que sa bourse, et s'enfuirent. Les hommes de la yole dirent par la suite que cela avait été si soudain qu'ils en étaient restés pétrifiés, leur aviron à la main ; seul un d'entre eux avait pensé à courir à l'aide de l'officier. D'ailleurs un riche chinois à cheval, qui passait à ce moment-là avec sa suite, avait aidé à relever l'officier, présenté par signes des excuses au nom des braves gens du pays, et fait comprendre qu'il allait porter plainte contre les brigands. À bord, l'incident fut déploré, et chacun en pensa ce qu'il voulut.
Mais quelques semaines après, le Commodore ayant enfin reçu l'autorisation officielle de recevoir des vivres, un mandarin ad hoc vint à bord avec sa suite pour surveiller l'approvisionnement. Et l'officier rossé et dépouillé reconnut en lui le riche chinois qui l'avait relevé, et en son assistant le chef de la bande de brigands. L'équipage de la yole confirma. Anson fit retenir le mandarin, et lui demanda des explications. Le mandarin se jeta à ses pieds, reconnut les faits, chargea son assistant de tous les torts, offrit de rendre les biens de l'officier, et même de le dédommager grassement, pourvu que les Britanniques n'aillent pas se plaindre à la cour du vice-roi.
Deux jours après qu'Anson eut déposé sa demande écrite, un mandarin de haut rang, avec sa suite et des charpentiers de marine chinois, vint à bord pour inspecter le vaisseau et se rendre compte de l'urgence des réparations. Cent jacktars des plus décoratifs furent à la hâte revêtus des uniformes des marines décédés, et firent la haie en présentant les armes. Si les tambours, les habits rouges, les guêtres blanches, les hauts bonnets et leur plaque frontale de laiton impressionnèrent les officiels, ils n'en montrèrent rien. En revanche ils parlèrent entre eux, derrière leur éventail, des canons de gros calibre, et manifestement il supputèrent quels dégâts leurs boulets (surtout ceux de 24 livres) pourraient entraîner en ville. Les charpentiers chinois confirmèrent que les réparations étaient urgentes.
Le mandarin et ses deux coadjuteurs furent invités ensuite à dîner par Anson et son état-major. Ils refusèrent de toucher au roast-beef, mais se régalèrent de poulet coupé en petits morceaux : ils ne savaient utiliser ni les couteaux ni les fourchettes. Ils apprécièrent fortement les vins, et le mandarin le plus haut en grade demanda au Commodore de faire encore quelques kampé avec lui. Comme ils avaient déjà bu plusieurs bouteilles de frontignan, Anson s'excusa, prétextant la goutte. Mais le mandarin demanda alors à un des officiers britannique, un athlète aux belles couleurs, de relever le défi. Anson fit alors apporter une bouteille d'eau gazeuse de la Barbade. Le mandarin parut l'apprécier, puis prit congé, et partit sans se départir de sa réserve, mais non sans avoir reçu un cadeau.
Il apparut que finalement les Chinois, après en avoir beaucoup débattu, estimèrent qu'il valait mieux faire en sorte que le Centurion s'éloigne, et le 7 janvier, Anson reçut l'autorisation de commencer les réparations : une centaine de charpentiers de marine vinrent à bord, il fallut négocier avec leurs patrons les prix et les termes du contrat, faire venir les matériaux de loin, louer deux jonques, l'une pour aider à tenir le HMS couché, l'autre pour servir de magasin pendant qu'on le viderait.
Le 27 février, on put enfin abattre en carène le navire totalement vidé, le réparer et le calfater en grand. Anson, qui surveillait personnellement les opérations, put constater que les Chinois travaillaient correctement, mais très lentement. Le 3 mars, le Centurion était d'aplomb, et Anson respirait : le bruit lui était revenu que les Espagnols pouvaient trouver que le moment était favorable pour se venger du Centurion, en incendiant la coque du HMS pendant qu'elle gisait sur le flanc. Cela fut effectivement débattu à Manille, mais l'incurie prévalut, rien ne fut décidé.
Le 19 avril 1743, HMS Centurion 60, caréné à neuf, bien étanché et approvisionné mais avec son équipage toujours aussi réduit, reprit la mer. Certes Anson avait recruté 23 matelots, mais l'effectif restait bien faible. Il avait trouvé des Hollandais et une douzaine de lascars malais. Ceux-ci, minces, juvéniles, bronzés, en pagne et turban, le kriss (curieux poignard à lame ondulée en flamme et au manche en poignée de pistolet) à la ceinture, détonnaient au milieu de ses beef-eaters, mais ils avaient la réputation de bien se battre et ils connaissaient les côtes des Philippines.
Anson avait annoncé aux autorités chinoises qu'il rentrait directement en Grande-Bretagne par le détroit de la Sonde. Et quand on lui avait objecté que la mousson soufflait pour le moment de l'ouest, il avait répondu que le Centurion et son équipage étaient taillés pour le près, qu'ils aimaient foncer dans la plume.
Cependant il pensait qu'il était loin d'avoir rempli toutes les missions que l'Amirauté lui avait confiées. Il regrettait en particulier de n'avoir pas pu se mesurer au galion de Manille. Il finit par réunir son équipage au complet sur le pont et il annonça aux hommes que, puisqu'on n'avait pas pu intercepter ce coffre-fort flottant à son départ, on pouvait essayer de le capturer à son arrivée. Et que même il y aurait peut-être deux galions au lieu d'un, puisque celui de l'année précédente n'avait pas pu partir. L'équipage poussa des hourra : ils avaient trimé dur, perdu beaucoup d'amis, il était juste de leur offrir une chance de se remplir les poches. En conséquence Anson donna l'ordre de faire route vers l'est, de reconnaître la pointe sud de Formose (Taïwan), de veiller soigneusement pour éviter tous les écueils dans le détroit de Luçon, puis de faire du sud jusqu'aux Philippines.
Un témoignage inédit de ce séjour à Macao et de la capture du galion espagnol apparaît dans l'histoire de la famille Roumain, rédigée en 1810 par François Félix Roumain de la Rallaye[réf. souhaitée]. Il raconte les aventures de son oncle Pierre Jean Roumain, qui après avoir fui très jeune le domicile familial en s'embarquant clandestinement à Saint-Malo, fut nommé Sénateur de Macao. Il fut témoin et acteur du passage d'Anson en mer de Chine. Le témoignage est le suivant : « Ayant parcouru les îles de Timor et des Larrons, Anson arriva à Macao sur la fin de 1742. Le Centurion était dans le plus triste état, sans vivres, tout l'équipage malade ; il s'adressa au Gouvernement de Macao pour obtenir des vivres   (le Portugal était alors en paix avec l'Angleterre). À la prière de l'Amiral, le sénat de Macao s'assembla ; l'amiral Anson s'y présenta et exposa ses besoins. Il ne savait pas la langue portugaise, mais un de ses officiers parlait passablement le français. Pierre Jean Roumain l'entendit, lui parla français, devint l'interprète de l'amiral Anson et expliqua au sénat ses besoins et même sa mission qui était de faire le tour du monde.
L'amiral Anson prit toute confiance dans Pierre Jean Roumain, qui lui-même admira le courage de l'entreprise de l'Anglais. Celui-ci obtint tous les secours dont il avait besoin et se lia d'amitié avec ce PJ Roumain. Il pria Pierre Jean Roumain de l'accompagner pour explorer la mer du Japon, les côtes du Royaume de Siam, et tenter de revenir en Europe par ces mers. Celui-ci accepta, sur la parole que lui donna Anson qu'après l'avoir dirigé dans l'entrée de ces mers, il le renverrait à Macao. L'amiral le trompa. Au lieu de revenir en Europe, une fois en mer, il se dirigea vers les îles Philippines, et croisa dans ces mers, afin de combattre et de prendre le galion espagnol qui venait d'Acapulco.
En effet l'amiral Anson vit venir le galion d'Espagne. Ce vaisseau était beaucoup plus fort en artillerie et avait un équipage double de celui du Centurion ; cela n'empêcha pas l'amiral d'attaquer le galion d'Espagne qui, très chargé d'argent et de marchandises, manœuvrait difficilement et pesamment.
L'artillerie d'Anson, bien mieux servie, épouvanta le capitaine du galion qui se rendit lâchement. L'amiral, avec PJ Roumain témoin du combat, revint une seconde fois à Macao, mais avec une fortune immense. La perte de ce galion s'élevait, pour l'Espagne, aux dires de PJ Roumain, à près de 700 000 livres sterling.
PJ Roumain dit plusieurs fois que ces deux voyages de l'amiral Anson à Macao lui avaient procuré un bénéfice de 100 000 livres, dont il se contenta, dit-il, car l'amiral lui offrit plusieurs fois des sommes plus considérables qu'il refusa.
L'amiral, extrêmement satisfait de son service, lui remit alors un certificat, signé de lui et des officiers de l'équipage, avec le cachet de l'Amirauté anglaise, par lequel Anson déclarait que  « Pierre Jean Roumain avait rendu les plus grands services à la nation anglaise, et qu'il avait même contribué à l'exécution du voyage autour du monde, par ses services et ses connaissances nautiques ; c'est pourquoi il priait tout Anglais, ami de son pays, de rendre au dit Sieur Roumain et à sa famille tous les services possibles », déclarant de plus que « jamais la nation anglaise ne pourrait s'acquitter dignement des services que ledit Roumain lui avait rendus, non seulement dans ses deux relâches dans le port de Macao, mais même dans sa navigation dans ces mers inconnues ».

### Capture du galion d'Acapulco

#### Les galions et leur trajet transpacifique

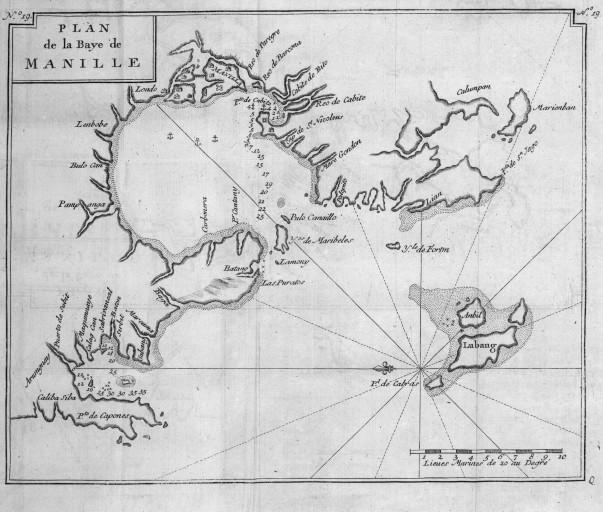
Le baie de Manille

Le commerce entre Manille et l'Amérique latine était pour lors bien codifié : le galeon, navire royal (arborant le grand étendard royal d'Espagne, et dont le capitaine avait rang de général) partait de Manille, chargé jusque sur le pont de ballots de marchandises de luxe : soieries (par centaines de coupons, et paires de bas de soie par milliers), étoffes (« indiennes » et mousselines), meubles laqués, porcelaines chinoises, ivoires ciselés, « épiceries » (clou de girofle, cannelle, poivre…), le tout pour environ 3 millions de piastres. Il était si chargé que les canons étaient mis à fond de cale, et l'équipage réduit au minimum.

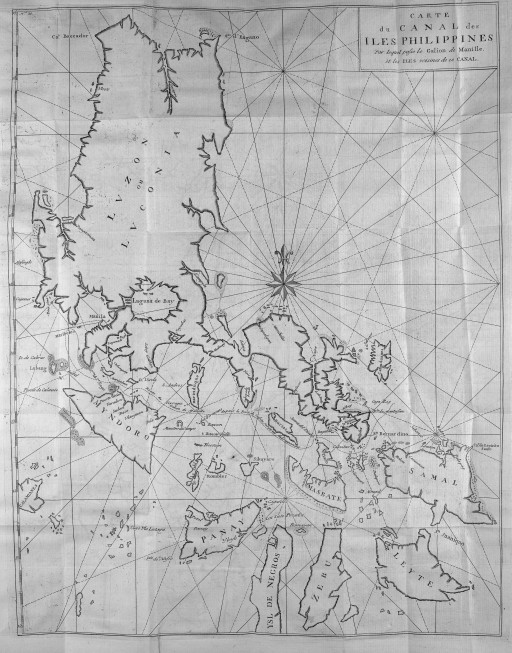
La carte des Philippines

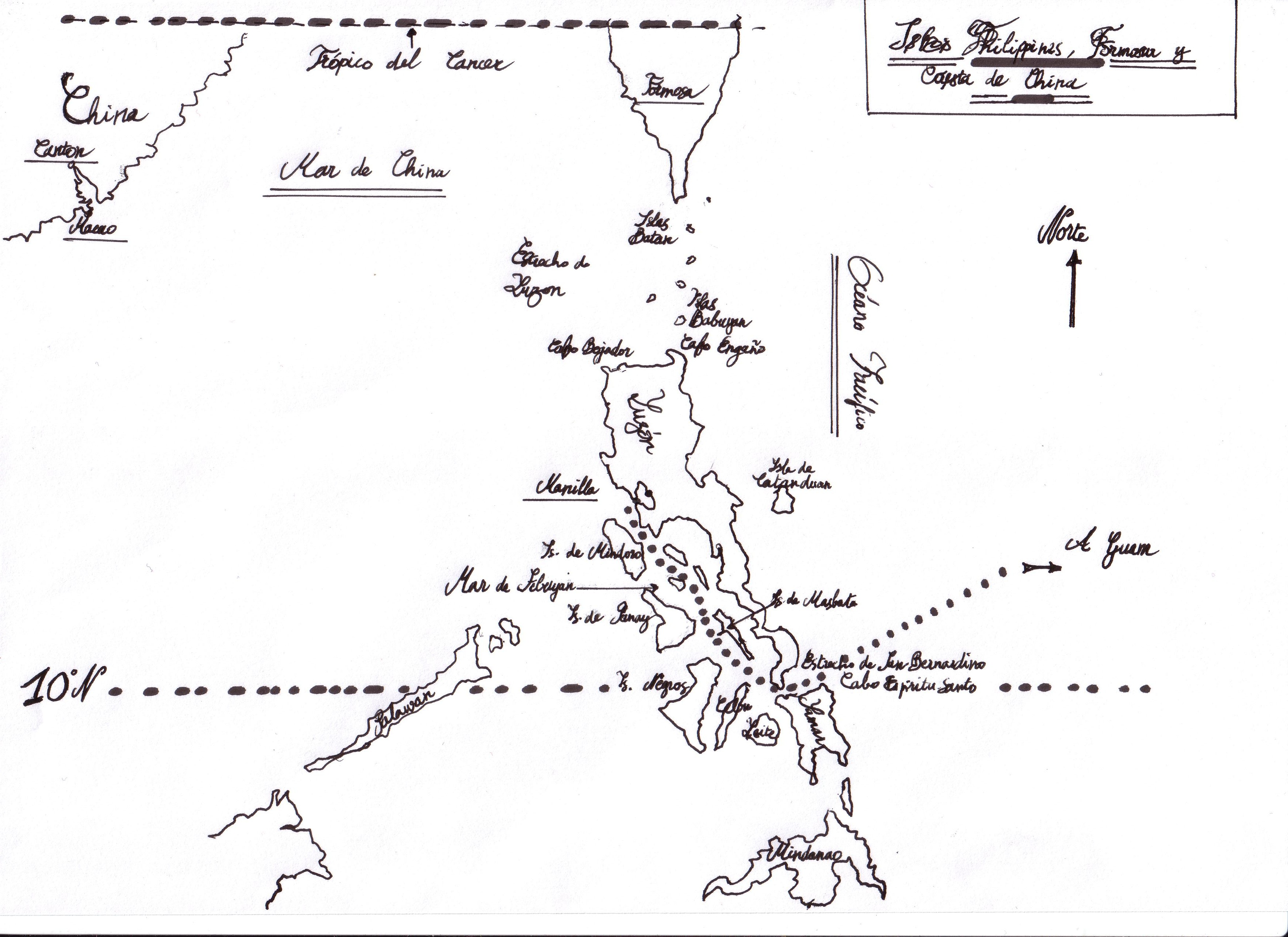
Fac-simile d'une carte telle que celle que le galion de Manille avait à bord pour se guider dans le dédale des Îles Philippines

Le galion attendait la mousson d'ouest, qui survient généralement en juillet, sortait vent debout du profond abri de la baie de Manille, s'insinuait vers le Sud-Est dans le labyrinthe des Îles Philippines, passait entre Luçon et Samal, puis débouquait du canal de San-Bernardino dans le Pacifique, et, laissant le cap Espiritu-Santo sur tribord, remontait vers le nord-est jusqu'à trouver les vents d'ouest. Comme le galion était surchargé, il n'emportait que fort peu d'eau et pourtant le trajet devait durer au bas mot 6 mois : on comptait beaucoup sur la pluie pour lutter contre la soif – et sur les invocations à San-Roque (Saint-Roch) pour éviter le scorbut. On se laissait ainsi pousser le long du 30° parallèle Nord jusqu'à la côte de Basse-Californie, qu'on apercevait généralement à la mi-janvier, parfois plus tôt, parfois plus tard. Le galion ne prenait donc pas connaissance des Îles Hawaï, situées en plein milieu du Pacifique, mais sur le 20° parallèle Nord ; pourtant les Espagnols les avaient visitées en 1527.
Arrivé au large de la pointe de Basse-Californie, près du Cabo San-Lucas, le galion apprenait si la voie était libre grâce à un système de signaux : des feux entretenus par les vigies d'une mission appartenant aux jésuites. Assuré qu'aucun pirate n'avait été vu rôdant dans les parages, le galion faisait du Sud, entrait dans le port naturel d'Acapulco, déchargeait rapidement, ses marchandises étaient vendues aux négociants venus l'attendre, puis il était réarmé, et il repartait en mars.
Acapulco était alors une petite anse, un trou sur la côte (quelques baraques, un fort, des murailles…) qui reprenait vie lors de l'arrivée du galion ; Callao, le port de Lima, bien plus au Sud, ne le recevait plus, depuis que les Espagnols savaient ainsi éviter la zone de calmes équatoriaux.
Le galion (le même ou un navire équivalent si de longues réparations étaient nécessaires) reprenait alors la mer en mars, cap à l'est. Son chargement était alors tout différent : il rapportait à Manille le prix des marchandises (des caisses de pièces de huit réaux en argent), et accessoirement quelques articles de mode européens pour les dames espagnoles de Manille, du vino tinto pour leurs maris, et quelques tonneaux de xérès, un blanc sec qui servirait de vin de messe pour les prêtres. Comme cette fois la place ne manquait pas à bord, et vu la valeur énorme du transport de fonds, on rétablissait (en principe) les canons sur leurs affûts, et on embarquait, en sus des matelots, bon nombre de fantassins espagnols. Sur le galion sortant d'Acapulco, à la différence du Galion venant de Manille, on pouvait aussi embarquer autant de grandes jarres d'eau qu'on pouvait. Le retour Acapulco-Manille était bien plus rapide que l'aller : trois mois le long du 10° parallèle Nord, poussé par les alizés de nord-est. On touchait Guam pour une rapide escale, on y prenait de l'eau, des rafraichissements, des nouvelles des pirates, et on repartait vers les Philippines, qu'on atteignait courant juin, poussés par le début de la mousson d'est.
On guettait l'apparition du Cabo Espiritu-Santo sur bâbord, et on déchiffrait le sémaphore de feux que les jésuites des Philippines avaient établi sur les éminences de la côte. Ainsi le galion savait s'il pouvait approcher sans crainte. Les Jésuites étaient en effet partie prenante du commerce, et attendaient impatiemment l'argent qui allait leur permettre d'accroitre leur action temporelle et spirituelle en Asie. José Patiño Rosales, ministre intègre de Philippe V, (il gouverna de 1726 à 1736) avait bien essayé de leur rogner les ailes, mais en pure perte.

#### Le combat duCabo Espiritu-Santo

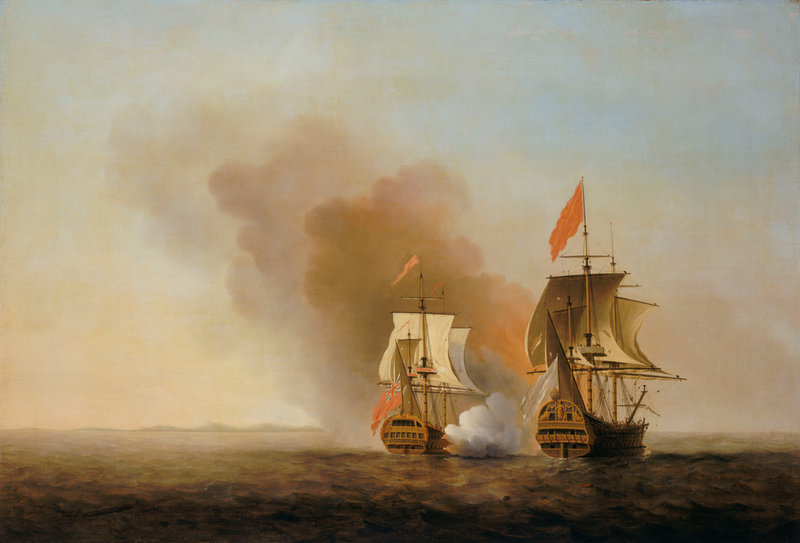
Capture de la Nuestra Señora de Covadonga (Samuel Scott (1702-1772))

S'il suivait sa route habituelle, le galion d'Acapulco qui en principe arrivait de l'est courant juin, devait donc infléchir sa ligne de navigation (une route rectiligne vent arrière depuis le Mexique) pour repérer le cap Saint-Esprit, puis embouquer le détroit San-Bernardino (entre les îles Luzon au Nord et Samal au Sud), suivre un étroit chenal entre les îles parsemant la petite mer de Sibuyan, et virer de bord pour entrer dans la profonde baie au fond de laquelle se tenait Manille. Anson resta donc dans le Pacifique, au large du cap, mais fit amener les cacatois et les perroquets (les voiles les plus hautes) afin que le Centurion soit moins visible depuis la terre. Puis il ordonna de tirer des bords en travers de la route du galion. Pour meubler l'attente, il fit exercer l'équipage au maniement du mousquet. En effet il n'avait que 227 hommes (au lieu de 400), et les nouvelles recrues étaient plus aptes à manier le kriss ou le sabre d'abordage que les armes à feu. Vu le petit nombre d'hommes à bord, Anson envisageait un combat à distance et non au corps-à-corps, et il les forma au tir à l'arme individuelle, et au chargement des canons.
L'attente commença. La mousson vint de l'est le 13 juin, mais n'amena pas le galion… Depuis un mois on faisait des allées et venues au large des Philippines et les hommes, dont beaucoup étaient par ailleurs devenus de fins tireurs, commençaient à perdre patience. Mais à l'aube du 20 juin 1743, les vigies crièrent : « Voile par le travers ! ». C'était le galion qui avançait paisiblement vent arriére, poussé par la mousson d'est, et il était seul. L'ordre « Action station ! » retentit, tous les hommes coururent à leur poste et la manœuvre d'approche débuta.
À midi le Centurion avait ôté toute possibilité de fuite vers la terre au galion, qui d'ailleurs se rapprocha : manifestement l'Espagnol cherchait le contact, il arborait ses couleurs, jetait à la mer tout ce qui encombrait son pont et dressait un parapet de nattes rembourrées sur ses bastingages. Les Espagnols voulaient donc en découdre, et suivant leur tactique habituelle : on attend boca abajo (à plat-ventre) sur le pont que l'ennemi ait envoyé sa volée, puis on se relève, on se rue à l'abordage pendant qu'ils rechargent, et on leur montre au corps-à-corps qu'on a muchas agallas, beaucoup de cœur.

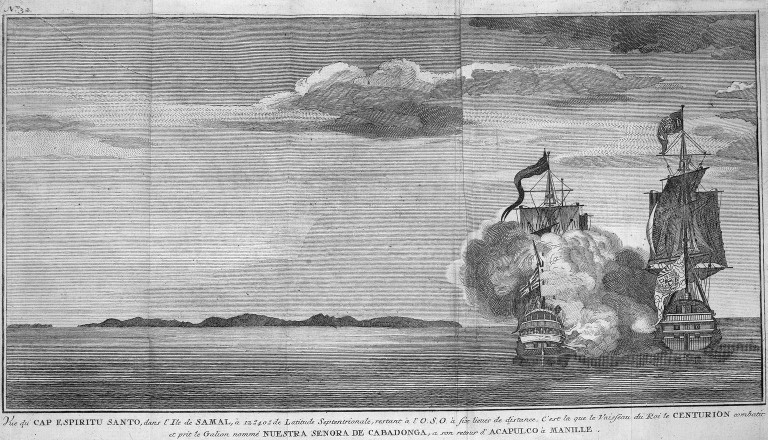
La prise du galion de Manille

À une heure de l'après-midi, le HMS coupa la route de l'Espagnol, mais loin de l'aborder, il lui passa devant la sous-barbe, et, le prenant en enfilade, lui envoya de biais, à bout portant, une bordée de tous ses gros calibres. Le galion ne put riposter : seule sa pièce de chasse pouvait tirer vers l'avant, et de plus ses matelas de bastingage avaient pris feu, la fumée l'aveuglait, les flammes l'entouraient, montant jusqu'aux voiles. Les Espagnols durent trancher les filets d'abordage afin de rejeter à l'eau la bourre enflammée, et pendant ce temps les tireurs d'élite postés dans les hunes du Centurion faisaient un feu roulant, abattant les fusiliers espagnols montés dans leur mâture et surtout les officiers sur leur dunette et les servants des batteries de pont. Pendant que les navires dérivaient de conserve (car tous les hommes se battaient), le Centurion balaya d'une volée de mitraille les ponts du galion, puis lui asséna encore une fois ses boulets de 24 dans les flancs. Sous l'impact, le galion frémit de toutes ses membrures, oscilla. Les détonations cessèrent un instant, à travers les nuages de fumée, poudre et poix mêlées qui roulaient sur la mer, on entendait les Espagnols hurler et gémir. Blessé, Don Jeronimo de Montero, le capitaine espagnol, donna l'ordre d'amener les couleurs. Mais le pavillon avait été emporté par la mitraille, il fallait monter au sommet du grand mât pour enlever l'étendard. Anson était assez près pour entendre les ordres à bord du galion, il fit cesser le feu, un matelot espagnol put monter dans le mât sans être tué par ses tireurs d'élite. Quand l'étendard du roi d'Espagne descendit, sur le HMS trois longs hourras éclatèrent.
L'affaire était terminée, elle avait duré une heure et demie.
Anson envoya vers le galion une chaloupe avec Philip Saumarez, 10 hommes et Joseph Allen, le chirurgien du Centurion. Ils montèrent à bord de l'Espagnol, et eurent une vision d'horreur : les ponts de la Nuestra Señora de Covadonga étaient « couverts de cadavres, d'entrailles et de membres arrachés… ».
Sur le HMS, qui avait reçu seulement une trentaine de boulets, on ne déplorait qu'un mort, et 17 blessés dont deux moururent plus tard. Par contre, sur la Na. Sa. de Covadonga, qui avait reçu 150 boulets (sans compter la mitraille et les balles de mousquet), on compta 67 morts et 84 blessés, dont la plupart mourut dans les suites.
On prit à bord du galion 1 313 843 pièces-de-huit, ces grosses monnaies d'argent qui valaient 8 réaux espagnols chacune, et 35 682 livres d'argent en lingots.
Anson interrogea les survivants. Ils lui dirent que sur Guam, les Espagnols avaient appris que le Centurion avait relâché à Tinian. Un navire d'escorte fut désigné, mais il s'échoua, ne fut pas remplacé, et le galion resta seul. Le pilote du galion, un Portugais, avait alors proposé de rallier Manille par une autre route, mais les officiers Espagnols avaient refusé qu'on rallonge ainsi le trajet. D'ailleurs, pensaient-ils, Manille devait être alertée, et ils allaient voir arriver l'armada envoyée à leur rencontre.
Anson apprit aussi qu'un commerçant de Canton avait écrit au gouverneur de Manille : une première fois pour lui annoncer que le Centurion était arrivé à Macao, et en piètre état – et la deuxième fois pour l'avertir qu'il repartait après réparations, officiellement pour rentrer directement en Grande-Bretagne, mais que son équipage avait été renforcé avec des éléments de la peor ralea del puerto, la pire engeance du port de Macao, en particulier des puntos filipinos, de drôles de lascars (cf note 23), et que donc il y avait tout lieu de craindre un atraco contre le galion d'Acapulco…À Manille, l’armada, la flotte de guerre, fut mise en alerte, puis l'effervescence retomba : il ne suffisait pas de sortir de l'abri de la profonde baie, mais il fallait aussi rejoindre le Pacifique, et ensuite comment faire pour aller à la rencontre du galion, vent debout contre la mousson d'est qui allait débuter ? Du reste, à Guam on devait avoir pris toutes précautions pour escorter le précieux galion.
Et même à bord de la Na. Sa. de Covadonga, la ganduleria, la flemme, avait prévalu et la préparation au combat avait été quasi inexistante. Cependant le galion, bien que plus petit que le HMS (700 tonneaux) avait 44 canons à bord. Mais 12 canons étaient averiados, en voie de réparation, et sur les 32 qui étaient opérationnels, seuls des petits calibres (tirant des boulets de 6 et 12 livres) étaient montés sur affût. Encore étaient-ils disposés sur le pont, et leurs servants étaient-ils donc très exposés à la mitraille et aux balles des tireurs d'élite britanniques.
Apparemment les Espagnols n'avaient envisagé qu'un abordage, et non un duel d'artillerie, et ils se fiaient à leurs qualités reconnues de combattants au corps-à-corps. Et aussi à leurs 28 trabucos naranjeros, de grosses espingoles montées sur des chandeliers de lisse. Ces tromblons posés sur un axe fourchu fixé au bastingage, orientables dans tous les sens, sont très efficaces, chargés a perdigones et tirés à bout portant, contre de petites embarcations qui cherchent à accoster, ou contre l'équipage d'un vaisseau ennemi qui se rue à l'abordage. Mais ils sont absolument inopérants contre des canonniers qui restent à l'abri dans les batteries de leur forteresse de chêne massif, surtout si elle se maintient à un quart d'encablure (50 m environ) de sa cible.

#### Retour à Macao
Anson décida de s'éloigner aussi vite que possible du cap Saint-Esprit, avant que des navires espagnols n'accourent, et de rallier Macao. Il envoya encore 40 de ses jacktars à bord du galion, à la nuit les réparations les plus urgentes avaient été effectuées sur l'Espagnol, le butin le plus précieux et les prisonniers transférés à bord du HMS, et les deux navires purent mettre en route vers le Nord, cap sur Macao. Le galion allait devant, sous voilure réduite, et le Centurion le surveillait par derrière. Les vaisseaux marchèrent d'abord vent de travers tribord amures, puis, après avoir doublé le cap Engaño (cap Tromperie, à l'extrémité nord de Luzon), grand largue avec la mousson d'est sur la hanche droite jusqu'à la pointe Sud de Formosa (Taïwan), puis vent arrière jusqu'à Macao. À ces allures portantes, qui secouaient moins le vaisseau mais l'aéraient moins, les prisonniers espagnols souffrirent terriblement de la chaleur et de la soif. Ils étaient environ 350, qui, abrutis par la canonnade britannique, s'étaient laisser enfermer dans la cale du Centurion, mais qui ne tardèrent pas à grincer des dents. Contre leurs officiers en particulier : eux étaient aux arrêts dans les cabines des Britanniques, et ils les avaient obligés à se rendre à un équipage deux fois moins nombreux qu'eux, et de plus comptant pas mal de jeunes malayos afeminados, des malais efféminés.
Pour que les prisonniers puissent avoir un peu d'air, on ouvrit dans le pont du Centurion deux panneaux circonscrits par des murs de planches et on braqua quatre espingoles chargées à mitraille sur les ouvertures afin de dissuader les tentatives d'évasion. En bas, dans la fournaise et la puanteur, les conditions de survie pendant le voyage de retour à Macao furent effroyables. L'eau était rationnée, et la ration d'eau quotidienne pour les prisonniers d'une seule pinte d'eau par jour, alors qu'elle était d'une pinte et demie pour les matelots d'Anson, qui par contre pouvaient se mettre au frais sur le pont. Cependant, selon la relation officielle, aucun Espagnol valide ne mourut. Mais quand bien plus tard ils sortirent de la cale, « ils ressemblaient à des squelettes, ou à des fantômes ».
Les deux navires arrivèrent à Macao le 11 juillet.

### Deuxième escale en Chine

#### Remontée de la Rivière des Perles
Quand le Centurion réapparut à Macao, les Chinois comme les Européens furent fort surpris, et alarmés. Pour les Chinois, ce navire qu'ils avaient remis à flot et réarmé était manifestement un pirate qui non seulement perturbait leurs échanges commerciaux mais de plus leur faisait perdre la face. Et pour les Européens, témoigner une quelconque solidarité avec Anson revenait à s'aliéner les Chinois (qui pouvaient abolir des privilèges commerciaux chèrement acquis), et les Espagnols, et donc à perdre au minimum la clientèle des Philippines.

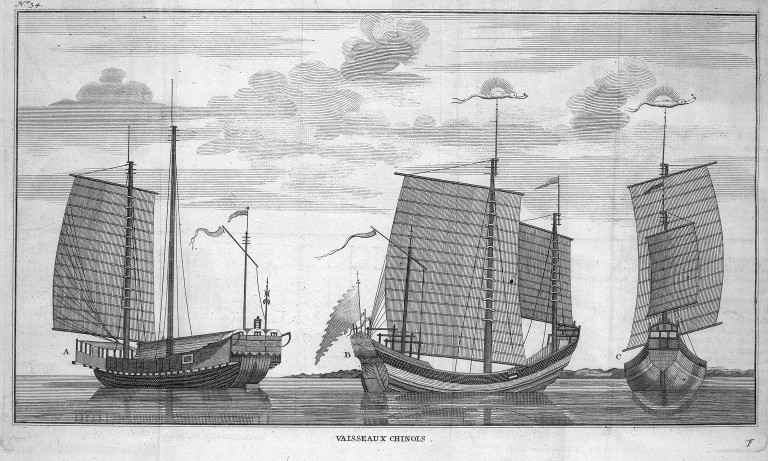
Les jonques chinoises méprisées par Anson

Dès son arrivée à Macao, Anson démontra qu'il pouvait lui aussi être un roué, et qu'il n'avait pas l'intention de servir encore de jouet aux Chinois. Ainsi il reçut des mandarins qui venaient lui représenter qu'il était contraire aux lois de l'Empire de garder arbitrairement des prisonniers en détention, et qu'il devait libérer ces Espagnols, d'autant plus qu'ils étaient amis de la Chine. Anson leur répondit qu'en ce qui le concernait, son roi était en guerre avec l'Espagne, et que donc il aurait même dû tuer tous ses prisonniers ; mais que pour être agréable aux autorités chinoises, il allait examiner favorablement leur demande ; et qu'il serait d'autant plus porté à la mansuétude que les Chinois eux-mêmes lui témoigneraient leur bonne volonté, par exemple en l'approvisionnant largement, pour commencer.
Comme les négociations s'éternisaient pour obtenir des provisions (aussi bien fraîches que de long cours), Anson décida de remonter jusqu'à Canton.
Au « passage de la Gueule du Tigre », où un fortin domine des rochers qui rendent difficile la remontée de la Rivière des Perles, le mandarin commandant le fort demanda à monter à bord. Il prétendit vouloir admirer les gros canons du navire, mais en fait il s'arrangea pour parler aux pilotes-lamaneurs chinois dont Anson avait loué les services, et les inciter à diriger le Centurion sur les rochers. Anson s'en rendit compte, et menaça les pilotes de les pendre si le navire touchait. Et il ajouta a l'intention du mandarin que d'ailleurs ses canons pouvaient facilement réduire en poudre ses casemates de brique, défendues par quelques minables espingoles.
Arrivé dans les calmes au-dessus du fort, le Centurion stationna en attendant d'avoir l'autorisation de remonter plus haut. Mais, pour rappeler aux Chinois que sa patience avait des limites et qu'il ne manquait pas de poudre, Anson faisait tirer deux fois par jour une de ses grosses carronades.
On vit un jour remonter une jonque officielle, et on sut qu'elle transportait à Canton le mandarin commandant le fort du passage du Tigre : il allait être jugé, et sévèrement condamné, pour n'avoir pas empêché Anson de passer. Et le Chapelain Walter de dauber sur l'administration chinoise, qui va faire condamner un homme parce qu'il n'a pas pu empêcher l'impossible.
Après deux semaines de négociations, les Chinois autorisèrent le Centurion à remonter jusqu'à Whanpoa, tout près de Canton. Là, Anson put libérer ses prisonniers, non sans avoir auparavant autorisé les officiers espagnols à aller se détendre en ville. Joyeux de retrouver la liberté, ils se répandirent en louange sur la magnanimité du Commodore, pour le plus grand profit des oreilles chinoises.
L'autorisation de se fournir en vivres frais arriva au Centurion immédiatement après, le 20 juillet.

#### Problème d'approvisionnement
Cependant, personne ne voulait livrer à Anson de provisions spécialement destinées à un voyage au long cours.
Les négociations s'éternisant, Anson s'invita dans la factory de la Compagnie Britannique des Indes Orientales. Cette zone de résidence réservée aux Britanniques se trouvait, comme les factories des autres nations étrangères, sur la rive, en dehors des murailles de la ville. Les étrangers avaient d'ailleurs un statut à part : il leur était interdit de pénétrer en ville, de porter des armes, d'avoir des contacts avec d'autres Chinois que les marchands Hong qui étaient les intermédiaires désignés, et de résider dans leur concession après la fin de la saison du commerce : ils devaient alors retourner à Macao, ou quitter la Chine.
Le Commodore demanda à nouveau à être reçu en audience par le chuntuck, afin de pouvoir rêgler le problème de son approvisionnement. Il avait bien déposé une demande d'audience, dès son arrivée, mais elle était restée lettre morte : on lui avait simplement fait savoir qu'il fallait attendre la fin de l'été, car pour le moment la canicule ralentissait tout.
Anson avertit alors les bureaux du chuntuck qu'il se présenterait en personne au palais le 1er octobre. Il reçut alors coup sur coup deux réponses : la première demandait de reporter la date de l'audience, et dans la seconde Sa Seigneurie se disait gravement offensée d'avoir attendu toute la journée du 1er octobre quelqu'un à qui il avait accordé une audience urgente. Et de plus, Anson reçut ensuite une lettre signée de tous les notables Britanniques résidant à Canton, par laquelle ils lui demandaient de faire au chuntuck des excuses pour sa conduite irréfléchie et impolie, faute de quoi les intérêts britanniques pâtiraient.
À force de persévérance, Anson avait réussi à commander (et même à régler par avance) tous les approvisionnements qui lui étaient nécessaires, mais il ne pouvait obtenir l'autorisation de les faire charger à bord du Centurion. La chance le servit une fois encore. Une nuit, un gros incendie se déclara en ville : un entrepôt contenant du camphre lançait une immense colonne de flammes blanches vers le ciel, tout un pâté de 11 rues flambait. Anson accourt avec les matelots du HMS, ils circonscrivent le feu, aident et galvanisent par leur exemple la population paralysée par le désastre, empêchent que Canton tout entier ne flambe.
En conséquence, Anson reçut une invitation à se présenter à l'audience du chuntuck. Le Commodore invita à l'accompagner tous les capitaines britanniques, danois et suédois qui se trouvaient en rivière de Canton. Ses matelots, habillés de rouge à galon dorés pour la circonstance, ramèrent en cadence jusqu'à l'appontement du palais, sa chaloupe fut saluée au passage par les canons des bateaux amis (mais il fut ignoré des navires français), et il fut reçu avec beaucoup de faste : un millier de soldats, dans leurs armures effrayantes, s'entassait dans la cour du palais.
Anson s'était fait accompagner par M. Flint, Britannique résidant en Chine depuis sa jeunesse, donc un interprète sûr. Il déclara d'entrée qu'il avait fort à se plaindre des bureaux de Sa Seigneurie : il n'avait pu obtenir d'audience par les voies habituelles qui s'étaient avérées inefficaces et trompeuses, il lui avait fallu envoyer un de ses officiers à la porte du palais, pour y déposer une missive destinée à Sa Seigneurie en personne.
Sa Seigneurie fit répondre au Commodore qu'à son grand regret, elle venait seulement d'être avertie de l'arrivée du capitaine britannique, et qu'elle aimerait connaître ses désirs.
Anson fit répondre que la saison favorable pour le départ de son bateau était arrivée, et qu'il ne lui manquait que le congé de Sa Seigneurie. Lequel congé lui fut accordé séance tenante. Et comme aucune demande de paiement de droits portuaires ne parvint à Anson, il crut avoir établi un précédent. En fait, le HMS suivant, qui vint à Canton en 1764, ne fut pas exonéré de droits d'ancrage.

### Le retour
Le Centurion quitta Canton le 7 décembre 1743.
Au passage de la Gueule du Tigre, les forts étaient bourrés de soldats en armure jusque dans les mâchicoulis, les canons dépassaient des embrasures. Un géant en armure, casque et masque hideux se dressait debout sur le parapet. Il morgua le Centurion à son passage, mais les hommes éclatèrent de rire quand le joker du bord cria que son armure était en carton-pâte.
À Macao, où il arriva le 12 décembre, Anson, qui était pressé de partir et craignait surtout que la nouvelle de son retour ne le précède en Espagne ou en France, vendit à bas prix la Na. Sa. de Covadonga et sa cargaison aux négociants locaux, ne garda que le plus précieux du butin et fit voile, le 15 décembre 1743.
Le retour se fit sans problèmes notables à part la hâte permanente : escale rapide pour s'avitailler à l'île du Prince, dans le détroit de la Sonde (entre Java et Sumatra), puis cavalcade dans l'océan Indien, poussés par la mousson jusqu'au Cap, près du cap de Bonne-Espérance, où on arriva le 11 mars 1744. Là, l'escale fut assez longue : il fallait réparer, s'approvisionner, recruter 49 marins.
Le HMS quitta Le Cap, toucha Sainte-Hélène, se glissa à la faveur du brouillard à travers une escadre française qui l'attendait dans la Manche, et arriva sous grand pavois en rade de Spithead le 15 juin 1744, premier vaisseau de ligne britannique à faire le tour du monde par le Horn et Bonne-Espérance.

### L'arrivée en Angleterre
Précédés par tambours et trompettes, suivis de 32 charrettes chargées du butin espagnol, les hommes d'Anson défilèrent triomphalement dans les rues de Londres, dont la population était déjà surexcitée par le début, trois mois plus tôt, de la guerre de Succession d'Autriche : ils n'étaient plus que 188, tout ce qui subsistait des équipages du Centurion, de la Gloucester, du Tryal, et du pink Anna. Quelques-uns étaient morts d'accidents à terre ou en mer, ou plus rarement au combat ou des suites de blessures de guerre, mais la plupart furent victimes de maladies (scorbut, paludisme, typhus), de la malnutrition, de l'épuisement. Plus de deux mille hommes avaient pris la mer près de quatre ans plus tôt, et, en comptant les naufragés et les prisonniers, seulement le quart revit la Grande-Bretagne.
Anson, quant à lui, déplora la mort, en janvier 1742, de Sir Edmund Halley, qui avait tant fait pour la marine de son pays et pour la science en général. Il resta aussi impénétrable que d'habitude quand on lui annonça que Sir Charles Wager avait cessé d'être Premier Lord de l'Amirauté en 1742, était mort en 1743, avait été enterré à Westminter, et que toutes les contributions seraient les bienvenues : on voulait lui élever un splendide cénotaphe. Il ne sourcilla pas plus quand on lui dit que c'était aussi en 1742 que Sir Robert Walpole, après plus de vingt ans d'exercice du pouvoir, avait été renvoyé après avoir été fait Premier Lord Orford par le roi, mais qu'il restait le minister behind the curtain, le « ministre derrière le rideau ». Il apprit aussi qu'en Méditerranée, où il fut affecté dans sa jeunesse, Français et Britanniques venaient de s'affronter près de Toulon : sur mer, au cap Sicié – et sur terre, à Villefranche-sur-Mer. D'ailleurs, le conflit allait s'étendre de l'Inde à l'Amérique du Nord.
Il eut aussi, lui qui, parti après Portobello pour abattre le pan Ouest de l'Empire Espagnol n'avait pu débarquer que dans le petit port de Païta, des nouvelles du Pérou. Juan Santos, un indien présumé manso(intégré), originaire de Huarochi, qui se disait descendant de la lignée de l'Inca, venait de se faire couronner sous le nom d'Atahualpa II. Tout le centre du Pérou s'était soulevé en 1742, et même les mines de Potosi et la capitale Lima étaient menacées par le « Frente de color » (Front de couleur). Indiens instruits descendants des familles aristocratiques, indiens peones (de la plèbe) qui avaient été aux trois quarts exterminés par l'exploiteur Espagnol, et aussi esclaves noirs s'étaient unis pour combattre, et disaient « attendre des armes du frère anglais ». La révolte fut noyée dans le sang, mais d'autres suivirent.
Ce ne fut d'ailleurs pas seulement le précaire équilibre social des colonies espagnoles qui fut perturbé par l'expédition d'Anson : elle interrompit par deux fois la mission scientifique de La Condamine et de ses collègues, dont deux, Georges Juan et Antonio de Ulloa, étaient capitaines de vaisseau de la marine royale espagnole. Ils étaient sur le terrain depuis 1736 afin de mesurer sur l'Équateur la longueur d'un degré de l'arc méridien, et ce dans des conditions très dures, quand on les avisa que le vice-roi les mandait d'urgence : Anson avait l'intention de passer par le Horn dans le Pacifique pour attaquer les côtes péruviennes, et on avait besoin de leurs compétences pour les fortifier. Les savants foncèrent à bride abattue à Lima. Ils y apprirent que la croisière espagnole envoyée à la rencontre des Anglais était de retour, et que selon le capitaine de Segarola, son commandant, aucun vaisseau anglais n'était arrivé aux Juan-Fernandez, et qu'il y avait d'ailleurs peu de chance qu'il en arrivât jamais un seul... La mission scientifique reprit ses mesures aux alentours de Quito, mais un courrier vint encore chercher les espagnols : Anson, sortant de nulle part, avait attaqué et rasé la ville côtière de Païta. La mission scientifique se trouva alors complètement désorganisée : pendant que les capitaines espagnols se ruaient encore une fois à Lima (où on leur confia le commandement de deux frégates, avec la mission de faire la chasse à Anson vers le Sud, le long des côtes du Chili...), l'obscurantisme, la corruption, l'espionnite et la xénophobie firent leur œuvre à Quito. La Condamine faussement accusé de contrebande dut abandonner ses travaux pour aller à Lima se justifier. Pendant son absence le chirurgien de la mission, M. Seniergues, fut attaqué en pleine Plaza de Toros pendant la corrida (les hinchas, les bandes d'excités qui tuent dans les stades, sévissaient déjà...), et il mourut de ses blessures. Et pendant qu'Anson remontait vers Acapulco, puis se lançait vers l'Ouest dans sa traversée du Pacifique, Ulloa qui le cherchait vers le Sud fit relâche à Santiago, et il y vit prisonniers le Capitaine Cheap et quelques survivants, ceux qui lui étaient restés fidéles après le naufrage de la frégate Wager.
À Londres, le roi Georges II tint à recevoir Anson pour le féliciter. Le Commodore était célèbre, à 47 ans une splendide carrière de chef de guerre et d'homme politique s'ouvrait à lui.
Le partage du butin restant après le prélèvement opéré par la Couronne donna malheureusement lieu à de sordides conflits d'intérêts entre Anson et ses officiers. Apparemment, Anson avait omis de nommer officiellement au sein de l'état-major du Centurion les officiers provenant de la Gloucester et du Tryal, les bâtiments qu'il avait fallu abandonner. Et, selon la règle de l'amirauté, ces officiers se trouvaient de fait ravalés au rang de simples matelots, et ne toucheraient que 500 £ au lieu de 6 000 £. Arguant du fait que l'abandon des navires avait été dû aux circonstances, et qu'ils n'avaient nullement démérité, mais qu'au contraire sans leur aide et leur expérience Anson n'aurait pu accomplir ses hauts faits, ils intentèrent un procès au Commodore. La cour abonda dans leur sens, mais en appel, ils perdirent. Anson, qui entre-temps avait encore été favorisé par la fortune (il avait été nommé Amiral après sa victoire navale du cap Finisterre sur les Français), gagna en appel et perçut la somme énorme pour l'époque de 91 000 £. Il allait pouvoir rénover son manoir familial, acheter le nombre d'électeurs nécessaires pour se faire élire député d'un pocket borough. À titre indicatif : sa solde de Commodore, pendant ces 3 ans et 9 mois aurait été de 719 £. Et les simples matelots survivants, quant à eux, se contentèrent de 300 £ par tête, ce qui représentait cependant 20 années de salaire.

## Conclusion

### Anson et la Royal Navy
Anson fut jugé l'égal de Drake, et honoré à son instar. Le bon peuple se plaisait à louer celui qui avait lavé l'honneur britannique en effaçant le désastre survenu trois ans plus tôt au siège de Carthagène des Indes, soulignant que ce citoyen britannique « avait fait le tour du monde sans jamais se courber ».
Dans les salons et les gazettes on ne parlait que de ce gentleman si typiquement britannique, bon envers ses prisonniers, amoureux de la nature, qui, dans les îles qu'il visitait, plantait des arbres fruitiers et dressait sa tente dans les sites les plus beaux. On passait sous silence le fait que par deux fois son navire-amiral fut emporté au large alors que le Commodore dormait à terre – et qu'il "omit" de nommer officiellement dans l'état-major du Centurion les officiers venus des autres navires de son escadre, ce qui lui permit, après procès et appel, de percevoir une part de prise léonine.
Cependant il est vrai qu'Anson s'attacha à soutenir les carrières de ceux qui l'avaient bien secondé. Ainsi, lorsqu'à son retour il voulut faire monter en grade Philip Saumarez et Peircy Brett, et que l'Amirauté refusa d'avaliser l'avancement de Brett, jeta-t-il sa propre promotion dans la balance.
Anson devint même ultérieurement un symbole national : parangon des vertus britanniques (fierté, persévérance, fortitude, ) il fut assimilé à John Bull lui-même et fut le héros de plusieurs biographies qui exaltaient le principe du « Rule Britannia, rule over the waves ». Il fut même donné en exemple aux enfants de l'empire victorien triomphant, pour qui JMD Macaulay écrivit un digest : « A story of Commodore Anson re-told to boys  ».
Il est vrai que la puissance britannique doit beaucoup à Anson : nommé contre-amiral en 1745 et premier lord de l'Amirauté en 1755, il s'attacha jusqu'à sa mort en 1762 à faire de la Royal Navy la première puissance militaire mondiale. Son action connaîtra un succès complet quoique posthume : en 1805 (l'année de Trafalgar), le Royaume-Uni disposait de 116 vaisseaux de ligne, et de 418 frégates et corvettes. Et, bénéficiant de l'élan impulsé par Anson, au XIXe siècle la puissance de la Royal Navy dépassera même statutairement (principe du Two Power Standard) la somme des deux puissances maritimes concurrentes les plus fortes.
Entre autres exemples des améliorations apportées par Anson à la Royal Navy, grâce aux enseignements que son tour du monde lui avait apportés : un règlement nautique rigoureusement codifié, et l'adoption de l'habit d'uniforme. De plus la désastreuse expérience qu'il connut avec son corps de  riff-raff marines composé de novices et d'invalides incita Anson à demander la création d'un régiment régulier d'infanterie de marine : les Royal Marines. Anson demanda aussi à l'Amirauté que les expéditions comme la sienne comptent à l'avenir des scientifiques, et que les officiers sachent dessiner, comme Piercy Brett et Walter.
Enfin la situation ambiguë dans laquelle se trouvèrent les officiers du Gloucester et du Tryal, déclassés après avoir mis sac à bord du Centurion, eut pour conséquence la réforme du statut des officiers transférés. Par la suite, quand un équipage, forcé pour raisons majeures non infamantes d'abandonner son bateau, sera transféré sur un autre navire, ces officiers garderont leur ancienneté et leur autorité sur leurs hommes, qui par ailleurs continueront à toucher leur solde.

### Anson et la Chine
Quand les mandarins chinois montèrent à bord du Centurion, Anson regretta d'avoir à recourir à des expédients pour ne pas leur montrer des hommes vêtus des mêmes haillons que les marins du commerce. Aussi fit-il par la suite adopter l'habit d'uniforme dans la Royal Navy.
D'ailleurs le paraître (la face pour l'un, le bluff pour l'autre) eut une grande importance, tant du côté britannique que du côté chinois, pendant la partie de bras-de-fer qui eut lieu (et à deux reprises) entre Anson et le gouverneur provincial représentant l'empereur Qianlong : l'un montra et fit tonner ses carronades, l'autre aligna un millier de fantassins dans la cour de son palais quand il reçut le Britannique en audience. Et le dragon chinois aurait pu se réveiller d'un coup quand Anson, dans une manœuvre dont l'audace frise l'inconscience, revint se jeter dans sa gueule avec sa prise espagnole.
La morgue d'Anson, son refus de payer les taxes portuaires au motif « qu'il n'était pas un commerçant » (alors que 15 000 £ de marchandises avaient été chargées sur ses navires à Portsmouth) ne pouvaient qu'indisposer les Chinois. On trouve nombre de commentaires peu flatteurs sur les Chinois, leurs mœurs et leur culture en général (et même leur peinture, leur sculpture, et leur construction navale…) dans Le Voyage de Georges Anson autour du Monde, et le livre (ou sa traduction en français) fut certainement acheminé jusqu'à Pékin et commenté en haut lieu par des personnalités européennes hostiles aux intérêts britanniques. Il est vrai qu'on trouve en filigrane dans l'ouvrage la certitude tranquille que les Britanniques sont le peuple le plus évolué de la terre, qu'eux seuls savent naviguer, que leurs mœurs et leurs institutions sont les meilleures…
L'attitude d'Anson en Chine, et sa perpétuation par ceux qui l'y ont suivi, a pu contribuer à enfler un contentieux qui finit par aboutir à la fermeture totale de la Chine aux Britanniques (en 1793), et à un antagonisme durable…

### Anson et la science de la navigation
Anson avait été envoyé autour du monde d'abord pour combattre les Espagnols, ensuite pour promouvoir les marchandises made in Great Britain et les produits de sa révolution industrielle naissante (comme l'a dit Voltaire au chapitre 27 de son Précis du Siècle de Louis XV : « car c'est le propre des Britanniques de mêler le commerce et la guerre ») - et enfin pour faire si possible des observations scientifiques.
Anson emportait en particulier (outre les cartes et relevés des atterrages deesinés par Amédée-François Frézier et Edmund Halley un instrument inédit[réf. nécessaire] : l'octant de John Hadley, et cet appareil de visée et de mesure permit des déterminations précises de points en latitude. L'expédition rapporta aussi des notions nouvelles sur le magnétisme terrestre, les courants (et leur importance comme grands perturbateurs de la position estimée : l'expérience du Horn fut révélatrice), la mesure des latitudes, et confirma les hypothéses que Edmund Halley avait émises sur les variations de la déclinaison magnétique. Et les cartes trouvées à bord du galion de Manille eurent, une fois divulguées, un grand succès auprès des géographes et des navigateurs : le routier secret du Pacifique en particulier révélait l'expérience accumulée par les Espagnols pendant 150 ans de navigation exclusive dans le Pacifique Nord. Non seulement les courants et les vents y étaient bien détaillés, mais de plus les pilotes espagnols et portugais y avaient noté leurs observations empiriques sur les variations du pôle magnétique, et elles confirmaient elles aussi les hypothèses de Edmund Halley.

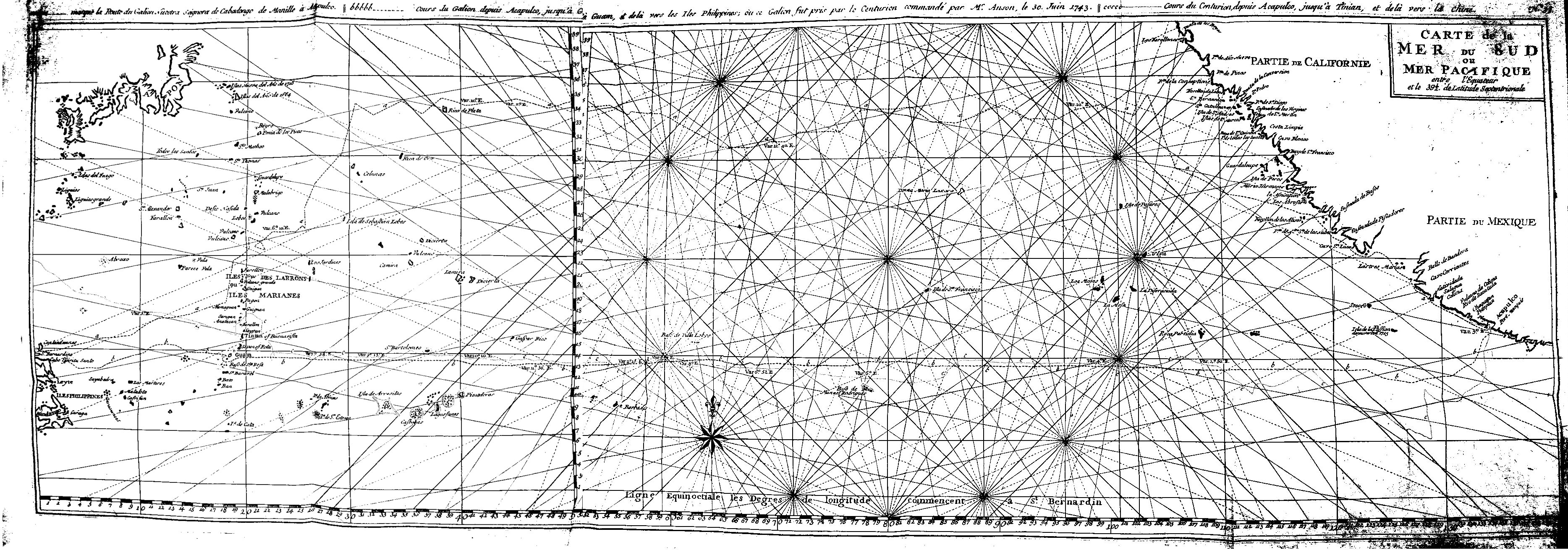
Carte du Pacifique Nord publiée dans le Voyage de George Anson à partir des documents saisis aux Espagnols
a - Route du Galion de Manille Ouest-Est
b - Route du Galion de Manille Est-Ouest
c - Route du Centurion

### Anson et la relance des explorations
Le succès considérable du récit de ce voyage remit à l'ordre du jour pour les puissances maritimes européennes la nécessité de reprendre l'exploration du Pacifique, sur fond de rivalité scientifique mais aussi commerciale et stratégique. Il fallut attendre la fin de la guerre de Sept Ans pour que reprennent les expéditions : John Byron en 1764, Samuel Wallis en 1766, Louis-Antoine de Bougainville en 1768, puis James Cook et La Pérouse.
La circumnavigation d'Anson réveilla en Grande-Bretagne l'intérêt pour la zone Pacifique : les impérialistes y virent un beau terrain d'expansion. Cependant un gros problème existait : les voies d'accès. Le Horn était très dangereux, et l'Espagne tenait presque toutes les côtes d'Amérique du Centre et du Sud… Aussi les Britanniques s'obnubilèrent-ils longtemps sur la recherche d'un Passage du Nord-Ouest, et les expéditions se succédèrent pendant les XVIIIe et XIXe siècles (Middleton, Moor et Smith, Parry, Franklin, Ross, McLure…), pour échouer dans les glaces.

### L'une des dernières expéditions décimées par le scorbut
Le scorbut entraînait des pertes effroyables sur les vaisseaux naviguant au long cours, et était considéré comme une fatalité : le Danois Vitus Béring, chef d'une expédition russe, en mourut en 1741 au Kamtchatka en cherchant le détroit qui porte maintenant son nom. Anson et son chapelain Walter avaient remarqué que les matelots avaient pour la plupart guéri du scorbut dès l'arrivée aux îles de Juan-Fernandez et de Tinian, où ils avaient repris un régime riche en fruits et en aliments frais. Cela incita James Lind à poursuivre des expérimentations sur la prévention du scorbut. Alors qu'il naviguait en 1747 sur le Salisbury, il attribua des régimes alimentaires différents à 6 lots de 2 scorbutiques, et se rendit compte que les matelots qui mangeaient des oranges guérissaient immédiatement. Mais il fallut attendre encore 50 ans avant que la prévention du scorbut ne devienne obligatoire sur les bateaux de la Navy.
Plusieurs officiers tinrent un journal personnel pendant leur circumnavigation sous les ordres d'Anson. Le chapelain du Centurion, Richard Walter, les collationna pour rédiger la relation officielle du tour du monde d'Anson. Si les officiers survivants du Centurion lui ont confié leurs carnets, c'est que Walter était resté en bons termes avec eux. Qu'il y soit parvenu après une croisière aussi dure et alors qu'un procès les opposait à Anson prouve qu'il avait, entre autres qualités, une bonne connaissance de la psychologie humaine.

### Un récit qui a alimenté les réflexions des intellectuels duXVIIIesiècle
Le Voyage de George Anson autour du Monde dans les années 1740, 41, 42, 43, et 44 est une narration vivante donnant de bonnes descriptions et de nombreux renseignements hydrographiques et topographiques. Walter, qui n'était pas une mauviette puisqu'on lui confia la barre du Centurion dans les « quarantièmes hurlants » pendant que tous les hommes réparaient les haubans qui venaient de consentir et que le grand-mât menaçait de s'effondrer, était aussi un esprit fin, observateur, cultivé. Ses observations (comme celles sur le scorbut, ses symptômes et sa prévention – sur le courant côtier péruvien – ou sur les mœurs de l'éléphant de mer) dénotent un véritable esprit scientifique. C'était aussi un navigateur, capable de décrire les manœuvres complexes de la marine à voile, de dresser des cartes détaillées et précises des mouillages, et de lever des vues des atterrages d'une importance capitale à l'époque pour les navigateurs. À ce propos, il est assez souvent partial, préférant systématiquement les cartes et les relevés de Edmund Halley à ceux de Amédée François Frézier, et déplorant que l'astronome royal ne soit pas allé aussi loin vers le Pacifique que le Français. Walter a relevé aussi un grand nombre de détails intéressants, tant dans le domaine de la socio-ethnologie humaine que de la biologie marine ou même de la médecine : ainsi il a noté que les scorbutiques délaissent dès qu'ils le peuvent les salaisons et se jettent sur les aliments acidulés (citrons, oseille…). De plus, il connaissait la compassion, comme en témoignent ses plaintes au sujet du sort des matelots, entassés dans les entreponts sans aucune hygiène, mal nourris (et donc, en infère-t-il implicitement, bien plus souvent victimes du scorbut que les officiers et leurs domestiques) mal traités, mais risquant d'enthousiasme leur vie dans la mâture en pleine tempête.
Illustrée de 42 gravures (cartes, plans des mouillages et vue des atterrages d'une précision remarquable pour l'époque, d'après des dessins de Peircy Brett) la relation fut utilisée comme source de renseignements par Cook et d'autres explorateurs. Mais elle fut aussi un best-seller à l'époque : de très nombreux lecteurs se plongèrent dans la relation du voyage d'Anson, tremblèrent à la description des tempêtes et rêvèrent sur les vues étranges et bucoliques de Juan-Fernandez et de Tinian, ou à la description du paradis terrestre de Coïba.
Elle contribua à diffuser le mythe du bon sauvage vivant de fruits sur des îles paradisiaques. Jean-Jacques Rousseau dans Julie ou la Nouvelle Héloïse, (roman sensible paru en 1760, qui eut un énorme succès) fait d'ailleurs de l'expédition du Commodore un ressort essentiel de son intrigue : pour éloigner St-Preux de Clarens et de Julie qu'il aime alors qu'elle est mariée, Milord Maréchal fait engager le jeune homme sur le Centurion de son ami Anson ; Saint-Preux, héros pré-romantique qui ne tenait plus à la vie, sera un de ceux qui reviendront, après avoir « beaucoup souffert et vu souffrir plus encore ». Rousseau (à travers St-Preux) profite du cadre planétaire et du souffle épique que ce voyage hors du commun donnent au roman pour dire son horreur de la guerre et son amour pour la nature. Il emêt de plus (en quelques passages qu'on pourrait croire écrits par Voltaire) ses appréciations sur les peuples, tant européens qu'asiatiques, que son héros a côtoyés.
Voltaire, d'ailleurs, consacra au voyage du Commodore Anson le 27e chapitre de son Précis du siècle de Louis XV, et en tira des conclusions de sa façon :

« Une observation plus intéressante fut celle de la variation de la boussole, qu'on trouva conforme au système de Halley. L'aiguille aimantée suivait la route que ce grand astronome lui avait tracée…Et cette petite escadre, qui n'allait franchir des mers inconnues que dans l'espérance du pillage, servait la philosophie sans le savoir. ».

Et Voltaire, qui évalue le butin d'Anson à au moins « dix millions, monnaie de France », conclut : 

« Ces richesses circulant bientôt dans la nation contribuèrent à lui faire supporter les frais immenses de la guerre. » 

Opinion diamétralement opposée à celle de Montesquieu, qui avait annoté la relation du voyage d'Anson aussi bien que celle de Amédée François Frézier, et en concluait que l'importation de métaux précieux des colonies entraînait dans la mère patrie plutôt l'inflation et la ruine que la prospérité.
On peut extraire du Voyage de Georges Anson autour du Monde ces derniers mots :

« Ainsi se termina cette expédition, après 3 ans et 9 mois pendant lesquels cette vérité importante se dégagea sans cesse : à savoir que certes la prudence, l'intrépidité et la persévérance ne sont pas à l'abri des coups de la fortune adverse, mais que cependant, à la longue, elles finissent toujours par la surmonter, et finalement manquent rarement de se montrer supérieure à elle. ».

## La diffusion du récit

### Les premières éditions
Entre 1744 et 1748, date de la publication de la première édition officielle en anglais, paraitront des récits de cette expédition plus ou moins détaillés et dans beaucoup de cas anonymes.
Certains de ces récits se baseront sur le journal du Midshipman à bord du Centurion, John Philipps qui le publie dès septembre 1744.
- An authentic journal of the late expedition under the command of Commodore Anson : containing a regular and exact account of the whole proceedings and several transactions thereof : particularly at Madeira, St. Catharine's, St. Julian's, St. Juan Fernandez : their manner of living here upon sea-lion, sea-dogs &c. The taking of Payta : their cruizing on the coast of Acapulco, Chequatan Bay, Tenian, one of the ladrone island and Macao : the taking of the rich Spanish galleon, called the nuestro signoraa de Cabodongo, from Acapulco bound to Manila, commanded by don Geronimo Montero a portuguese : their going to Canton in China &c. : to which is added a narrative of the extraordinary hardships suffered by the adventures in this voyage / by John Philips, midshipman of the Centurion. -- London : Printed for J. Robinson..., 1744

En 1745, parait un récit signé de Pascoe Thomas qui était à bord du Centurion l'instructeur des mousses. 
- A true and impartial journal of a voyage to the South-sea, and round the globe, in his majesty's ship the Centurion, under the command of Commodore George Anson. Whereein all the material incidents during the said voyage, from its commencement in the year 1 740 to its conclusion in 1744, are fully and faithfully related, having been committed to paper at the time they happened. Together with some historical accounts of Chili, Peru, Mexico, and the empire of China. Exact descriptions of suce places of note as were touched at ; and variety of occasional remarks. To which is added, a large and general table of longitudes and latitudes, ascertained from accurate observations, or (where those wanting) from the best printd books and manuscripts taken from the Spaniards in this expedition : Also the variation of the compass thrrouughout the voyage and the soundings and depths of water along the different coasts : An lastly, several curious observations on a comet seen in the south-seas on the coast of Mexico. By Pascoe Thomas. -- London : Printed and sold by S. Birt, in Ave-Mary lane; J. Newbery, wwithout Temple-Bar ; J. Collyer, in Ivy-Lane; and most other booksellers in Great-Britain, MDCC XLV

C'est en 1748, qu'apparait la version officielle par Richard Walter dans laquelle on sent qu'il cherche en partie à dédouaner Anson du succès mitigé de son expédition au coût humain considérable
- A voyage round the world, in the years MDCCXL, I, II, III, IV, by George Anson, Esq., commander in chief of a squadron of His Majesty's ships, sent upon an expedition to the South-Seas / compiled from papers and others materials of the Right Honourable George Lord Anson, and published under the direction by Richard Walter... -- Illustarted with forty-two copper-plates. London : Printed for the author, by John and Paul Knapton.., 1748

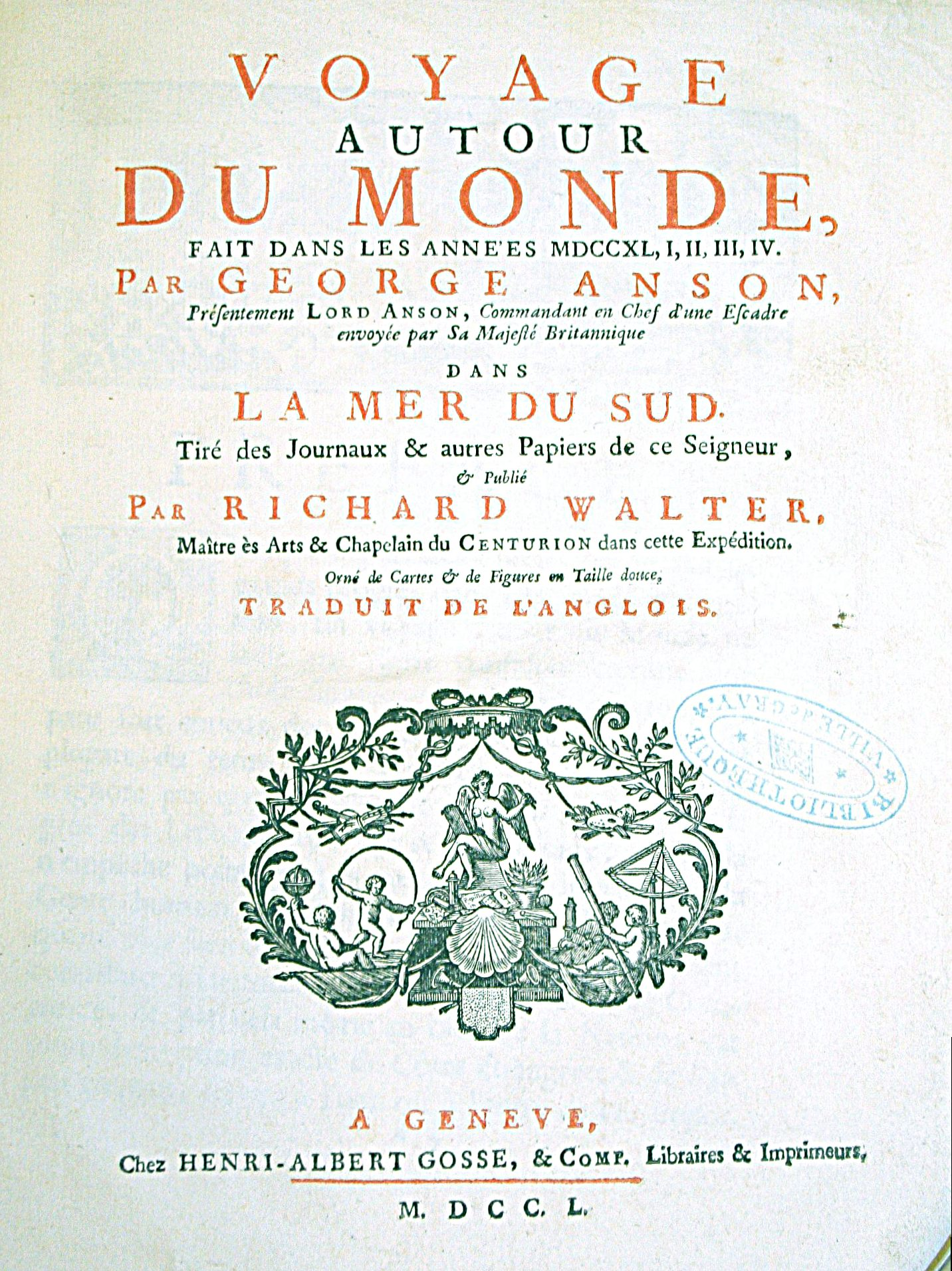
Page de titre de la seconde édition en français 1750 Genève

Dès 1749, cette version est traduite en français : 
- Voyage autour du monde, fait dans les années MDCCXL, I, II, III, IV / par George Anson... commandant en chef d'una escadre envoyée par sa majesté britannique dans la Mer du Sud..., & publié par Richard Walter, maitre des arts & chapelain du Centurión dans cette expedition. - Orné de cartes & de figures en taille douce ; Traduit de anglois. - À Amsterdam et à Leipzig : Chez Arkstee & Merkus, 1749.

Le récit deviendra un best-seller dans la suite du XVIIIe siècle, puisque pas moins de 44 éditions différentes se succéderont dont 29 en anglais, 7 en français, 3 en hollandais, 3 en allemand, 1 en italien et une autre en suédois.
À la narration du voyage proprement dit on peut ajouter plusieurs récits qui relateront le naufrage de Wager, le premier sera publié en 1743, avant le retour de George Anson en Grande-Bretagne :
- A Voyage to the South-Seas, in the Years 1740-1 containing, a faithful narrative of the loss of his majesty's ship the Wager on a desolate island in the latitude 47 south, longitude 81:40 west : with the proceedings and conduct of the officers and crew, and the hardships they endured in the said island for the space of five months; their bold attempt for liberty, in coasting the southern part of the vast region of Patagonia; setting out with upwards of eighty souls in their boats; the loss of the cutter; their passage through the steights of Mageilan; an account of their manner of living on the voyage on seals, wild horses, dogs, &c. And the incredible hardships they frequently underwent for want of food of any kind; a description of the several places where they touch'd in the streights of Magellan, with an account of the inhabitants, &c. And their safe arrival to the Brazil, after sailing one thousand leagues in a long-boat; their reception from the Portuguese; an account of the disturbances at Rio Grand; their arrival at Rio Janeiro; their passage and usage on board a Portugese ship to Lisbon; and their return to England. Interspersed with many entertaining and curious observations, not taken notice of by Sir John Narborough or any other journalist / The whole compiled by persons cocerned in the facts related, viz. John Bulkeley and John Cummins, late gunner and carpenter of the Wager. -- London : Printed for Jacob Robinson, publisher, at the Golden-Lion in Ludgate-Street., MDCCXLIII

Le fait que les protagonistes de ce naufrage se soient séparés conduira à la publication de plusieurs récits différents, d'abord Alexander Campbell :
- The sequel to Bulkeley and Cummins's Voyage to the South-Seas : or, the adventures of Capt. Cheap, the Hon. Mr Byron, Lieut. Hamilton, Alexander Campbell, and others, late of his Majesty's ship the Wager, which was wreckk'd on a desolate island in lat. 47. S. Long 81. 40 W. In the South-Seas, anno 1741. Containing a faithful narrative of the unparallel'd sufferings of these gentlemen, after being left on the said island by the rest of the officers and crew, who went off in the long-boat. Their deplorable condition, desperate enterprizes, and prodigious distresses, till they fell into the hands of the Indians, who carried them into New Spain, where they remained prisoners of war, till sent back to Europe, on the terms of the Cartel, in 1746. The whole interspersed with descriptions of the countries in which the various scenes of their adventures lay ; the manners, &c of the American Indians and Spaniards, and their treatment of the author and his companions / By Alexander Campbell, late midshipman of the Wager. -- London : Printed for the author, and sold by W. Owen, publisher, al Homer's Head, near Temple Bar, Fleet-Street, 1747

Puis Isaac Morris :
- A narrative of the dangers and distresses which Befel Isaac Morris and seven more of the crew, belonging to the Wager store-ship, which attended Commodore Anson, in his voyage to the South Sea : containing an account of their adventures, after they were left... on an uninhabited part of Patagonia, in South America : where they remained... 'till they were seized by a party of Indians, and carried above a thousand miles into the inland country ... after which they were carried to Buenos-Ayres / by I. Morris . -- London : printed for S. Birt; and sold by A. Tozer, Exeter, [1750?]

Et probablement John Young :
- An affecting narrative of the unfortunate voyage and catastrophe of his Majesty's ship Wager, one of the Commodore Anson's Squadron in the South Sea Expedition : containing a full account of its being cast away on a desolate island, and of... those important incidents, the shooting of Mr. Henry Cosins, and the imprisoning of Capt. C[hea]p for that action /... from authentic journals... from a person who was an eye witness. -- [London?] : Printed for John Norwood, and sold by the booksllers of London, Bristol, and Liverpool, 1751

Ces différents récits seront compilés et traduit en français en 1756 :
- Voyage a la Mer du Sud fait par quelques officiers commandants le vaisseau le Wager : porr servir de suite de George Anson. -- À Lyon : chez les freres Duplain, 1756. -- Traduit de anglois

Enfin John Byron fera paraître lui aussi son propre récit en 1768 :
- The narrative of the honourable John Byron (Commodore in a late expedition round the world) containing an account of the great distress suffered by himself and his companions on the coast of Patagonia, from the year 1740, till their arrival in England, 1746 ; with a description of St. Jago de Chili, and the manners and customs of the inhabitants; also a relation of the loss of the Wager man of war, one of Admiral Anson's squadron / Written by himself, and now first published. -- London : Printed for S. Baker and G. Leigh...T. Davies, 1768

Le voyage de George Anson sera réédité à de nombreuses reprises par la suite au cours des XIXe siècle et XXe siècle.

### Éditions modernes
L'édition en français la plus récente date de 1992 avec les commentaires d'Hubert Michéa aux éditions UTZ  (ISBN 2909365050).
Le texte intégral est disponible sur Wikisource et sur Googlebooks.

### Philatélie
Une série de cinq timbres de Guernesey émis en 1990 est consacrée à Anson.

## Sources, notes et autres références

### Sources
- (en) Cet article est partiellement ou en totalité issu de l’article de Wikipédia en anglais intitulé « George Anson's voyage around the world » (voir la liste des auteurs), dont la principale référence est l'ouvrage suivant : WILLIAM, Glyn. "The prize of all the Oceans", Viking, New York,  (ISBN 0670891975)
- « Voyage autour du monde, de George Anson, fait dans les années MDCCXL, I, II, III, IV »; par George Anson, Richard Walter, Benjamin Robins ; première édition en français de 1749 ; Chez Arkstee & Merkus ; 1749 - 333 pages ; disponible sur le site Google Livres.
- Chronique de l'Humanité, ed. Larousse
- Grand Atlas mondial illustré, Verlag Wolfgang Kunth GMBH & Co, distrib. par Blay-Foldex
- Histoire universelle des explorations, Nouvelle Librairie de France (sous la direction de L.H. Parias) Tomes II et III)
- Les Incas : Peuple du soleil de Carmen Bernand, ed. Gallimard (collection « Découvertes Gallimard / Histoire » (no 37))